# Tony Soulié
Pour les articles homonymes, voir Soulié.
Tony Soulié, né le 9 décembre 1955 à Paris, est un photographe, peintre, sculpteur, graveur, lithographe et plasticien français.
Bien que surtout connu en qualité de peintre, il a également créé de nombreux livres d’artistes, sculptures, estampes aussi bien que des installations et performances.
Il a réalisé des performances scéniques pour des pièces de théâtre entre 1982 et 1991 et a ensuite signé la scénographie de nombreuses productions.
Il a également réalisé des installations de land art et plus particulièrement sur des volcans.

## Biographie

### Formation et débuts
Bien qu’issu d’une famille ayant ses racines à Albi dans le Sud de la France, Tony Soulié est né et a grandi à Paris dans le quartier du Marais/Bastille, à l’époque haut-lieu de l'artisanat mobilier français.

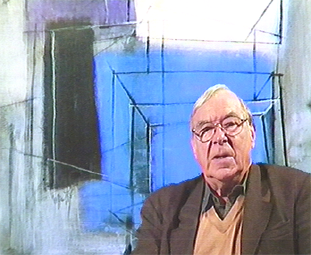
Robert Wogensky

Il y fait ses études à l’École des arts appliqués (il a pour maître en art mural Robert Wogensky), puis à l'École nationale supérieure des beaux-arts.
Sa première exposition personnelle a lieu à la galerie Durgnet en Suisse en 1977 et en 1984 il participe à l’exposition « Peintures, l’autre nouvelle génération » au Grand Palais – une exposition qui va lancer une nouvelle génération d’artistes français. L’exposition au Grand Palais est suivie par une série soutenue d’expositions et la galerie Françoise Palluel le représente en tant qu’artiste de la galerie, montrant ses œuvres à la FIAC en 1985 et jusqu’au milieu des années 1990 où en 1996, l’exposition de Tony Soulié lançait la galerie Dhalgren.

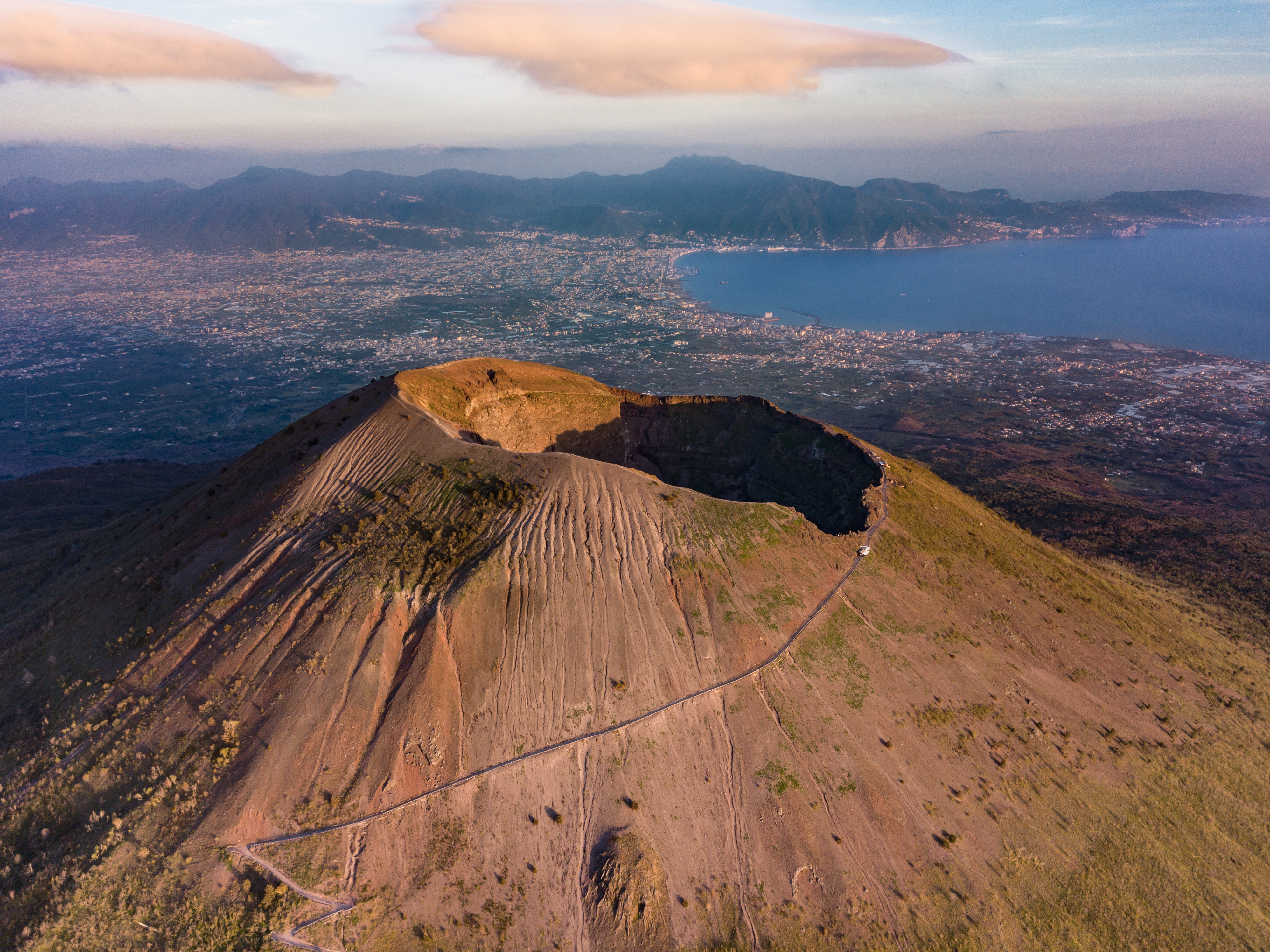
Le Vésuve

Il reçoit en 1987 le prix « Villa Medicis hors les murs » de l’Académie de France à Rome. Cela lui permet de s’établir à Naples ou il réalise ses premières installations de land art sur les volcans, à commencer par le proche Vésuve.
En 1990 il crée le design du spi porté par le bateau d’une marque de luxe dans la course autour du monde Whitbread Round (Volvo Ocean Race). Bateau qui faillit être coulé par une rencontre inattendue avec une baleine dans la mer de Tasman. Il est un des artistes qui représente la France pour l’Exposition universelle de 1992 à Séville.
Il continue les installations, parfois sur les volcans et jusqu'à l’intérieur des caldeira de volcans actifs : usine Citroën à Paris en 1983, volcan Stromboli (Italie) en 1986, lac de Côme en 1987, volcan de la Soufrière (Guadeloupe) en 1988, domaine de Viaud (Lalande-de-Pomerol en 1993, mont Olympe (Grèce) et Piton de la Fournaise (La Réunion) en 1994, Big Island et Maui de l'archipel d'Hawaï en 1997 (ces travaux sont présentés la même année lors d’une exposition photographique au musée d’Art contemporain d'Honolulu tandis que commence sa collaboration avec la galerie Protée à Paris dont il demeurera artiste permanent), pont de Brooklyn (New York) en 2000.

### Les photographies, interaction voyage-peinture
En 1996, Tony Soulié commence une série de voyages le long des côtes de l’Afrique et ramène des photographies de Zanzibar, du Bénin et d’autres pays africains. Il s'explique sur sa relation d'artiste à la photographie : « mon regard est celui d'un peintre, d'un plasticien, non celui d'un photographe. Toutes ces photographies témoignent d'une préparation, elles permettent un repérage, un peu comme le reportage d'un cinéaste - les photos prises par Wim Wenders dans le sud des États-Unis, par exemple, montrent bien ce décalage de regard, de perception, presque d'architecture par rapport au regard du photographe. Le point commun entre ces prises de vues, c'est qu'elles sont graphiques, en rapport avec l'espace et la matière. Mon cadrage dérive de la peinture. À la base, la photographie est destinée à être travaillée dans mon atelier, elle demeure dans une sorte de mobilité, elle n'est pas figée, arrêtée, comme une image qui existerait pour elle-même… Quand je suis en voyage, je recherche la peinture et quand je suis à l'atelier, je recherche le voyage. Il y a toujours une interaction entre les deux ». Anne-Marie Marquette perçoit pour sa part que « les photos de Tony Soulié gardent les traces de ces lieux intemporels, vierges et immuables même si ces splendeurs géologiques sont aujourd'hui déchirées par des routes à perte de vue. Traces de l'homme, traces de l'artiste maintenant à l'atelier qui, en intervenant sur ses photos, engage le processus de leur transfiguration, sans ménagement, et, à son tour, trace sa propre voie dans l'espace pictural ».
C'est de la sorte que les photos-peintures de Tony Soulié apparaissent à Werner Marx comme une possibilité de synthèse entre art abstrait et art figuratif : « Tandis que la photographie montre la profondeur abyssale des rues de New York, presque selon une perspective centrale, le travail de la couleur répartie en pans replace d'abord le motif dans le plan pour ensuite, grâce au contraste entre chaud et froid, ouvrir l'espace au-delà de la couleur. Sa forme désincarnée, immatérielle, fait de la ville une figure imaginaire. La représentation devient une re-présentation, fruit de l'imaginaire. C'est dans ses  tableaux composés de manière si subtile que l'art de Tony Soulié devient passionnant parce qu'il jongle de la notion d'authenticité entre peinture et photographie, parce qu'il attise, tout en le mettant en question, notre désir d'œuvres authentiques ».
Les thèmes développés dans ses travaux en Afrique trouvent leur extension dans son intérêt pour la sculpture - le bronze à la cire perdue qu'il travaille à Ouagadougou avec un fondeur burkinabé, le travail du bois qu'il expérimente avec des piroguiers béninois - et pour d’autres travaux réalisés à Murano. Venise produisait les perles en verre qui jouèrent un rôle clef dans la traite d’esclaves depuis les côtes africaines (dont les cicatrices se font toujours sentir aujourd’hui à la fois historiquement et politiquement en Afrique et dans le Nouveau monde).
Entre 1998 et 1999 il travaille avec Simone Cenedese, maestro vetraio de Murano pour la réalisation d’une série de sculptures en verre basées sur des fétiches africaines. Le projet étant d’inverser la logique de la traite où les captifs étaient achetés au moyen des perles de verre.
Soulié a sa première exposition au Japon à la MMG Gallery en 1998.

### Depuis les années 2000
Après de nombreux livres et catalogues, la première monographie de Tony Soulié est publiée en 1999 et est suivie par des publications fréquentes jusqu’à la sortie en 2009 d’une monographie qui documente les années 1997-2008 en 557 pages.
Par une possible résurgence de ses origines d’Albi, Soulié aborde le thème de la tauromachie, ce qui prendra la forme  d’une série « Faena » en 2000.

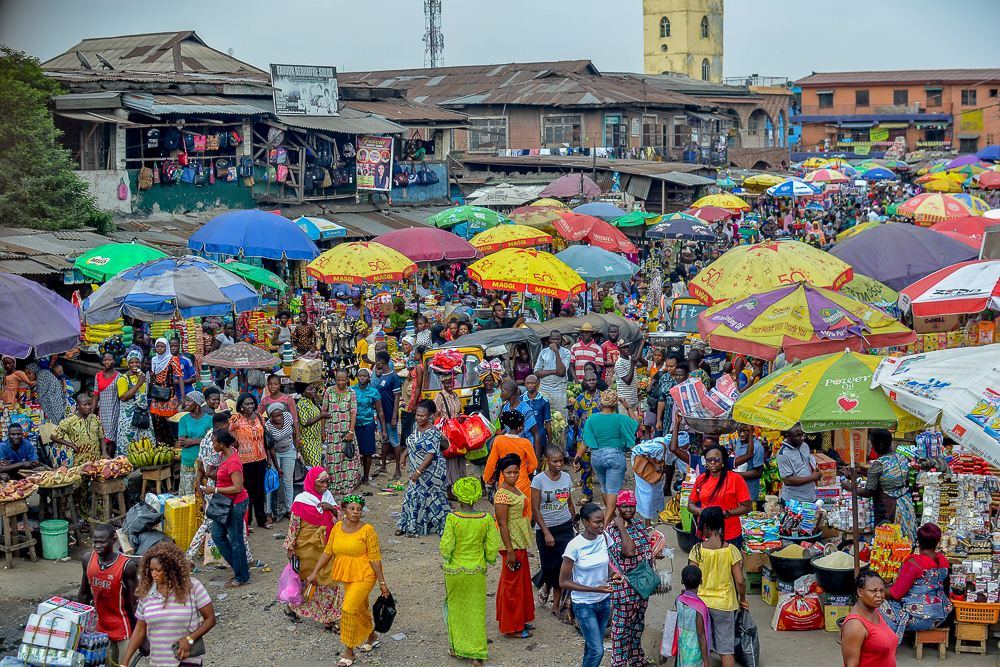
Lagos

Dans l’édition en 2001 du livre Lagos La Tropicale, les « photopeintures » réalisées au Nigéria sont accompagnées d'un texte de Dominique Sigaud, le tout formant un portrait de la mégalopole de Lagos. Ce travail, tout comme celui qu’il a réalisé à la Havane crée trop de controverses avec les autorités locales qui annulent les expositions prévues. D'autres travaux réalisés au Bénin et à Sao Tomé ont été montrés dans de nombreuses expositions.
En 2007 a lieu au palais synodal à Sens une rétrospective « Panorama » sur l’ensemble de son œuvre. Une autre exposition d'ampleur a lieu en 2009 à l'Atelier Grognard de Rueil-Malmaison.
2010 voit Soulié revenir à la sculpture en verre. Après une série interprétant le langage sculptural des Zuñi, une nouvelle exploration de la relation chamanique avec l’animus est présentée en 2011 dans l’exposition « anima-animisme ».
La ville et la région de La Rochelle invitent Tony Soulié à investir plusieurs sites de la ville durant l’été 2012.

### Distinctions
- Prix spécial du jury, Festival international de Cagnes-sur-Mer, 1985, 1989.
- Prix du Conseil régional d'Île-de-France, 1987.
- Prix de la villa Médicis « hors les murs », 1988[1].
- Prix du Salon d'art contemporain de Montrouge, 1995.
- Prix du Festival d'Auvers-sur-Oise, 2000.
- Prix Jean-François-Millet du Japon, 2000.
- Chevalier de l’ordre des Arts et des Lettres, 2004[19]
- Prix du bicentenaire de Pernod, 2005.

## Œuvre

### Travaux
Tony Soulié fait partie de la « Nouvelle abstraction » française des années 1970-1980. Dès 1983, Gérard Xuriguera le situe, avec notamment Pierre Buraglio, Dominique Thiolat, Lionel Godart, Marcel Alocco, Christian Sorg, Christian Bonnefoi, Pierrette Bloch, Denis Castellas, Patrick Lanneau, Jean Mazeaufroid, Jean-Paul Huftier et Laura Lamiel, parmi les figures émergentes qui s'inscrivent dans le renouveau de l'art abstrait en obéissant « à des pulsions et à des savoirs qui ne sont plus symboliques, puisqu'ils entendent démontrer les mécanismes de la peinture, où l'idéologie n'interfère peut-être plus, où les sentiers tortueux de la théorie ne sont peut-être plus aussi contraignants, mais tous ont conscience d'appartenir à une génération qui a eu le mérite de poser les questions nécessaires et essentielles à l'objet de leur représentation ».
Des centaines d’expositions de ses œuvres ont été organisées à travers le monde.

### Techniques et procédés
Il y a une constante dans les matériaux employés par Soulié dans sa peinture. L'usage de vernis et de poudre de carborundum ajouté à la peinture acrylique est devenu caractéristique de son art depuis 1992 avec ses premières photographies peintes sur l’Afrique. Ces matériaux, originellement non destinés aux beaux-arts, ont été adoptés par Soulié à l’époque où son atelier se trouvait dans le quartier de la Bastille alors dominé par l’activité artisanale liée à la manufacture de mobilier.
L’usage du carborundum dans sa peinture est aussi en lien direct avec ses installations sur les volcans : le composé de silicium ne se trouve à l’état pur dans la nature que dans les exhalations volcaniques.
La technique de photographie peinte, ou « photo-peinture » comme il la nomme, est basée sur des tirages grand format en noir et blanc des photographies prises lors de ses nombreux voyages à travers le monde, qu’il recouvre d’encre, d’acrylique, de vernis et de carborundum.
Les thèmes explorés touchent des sujets différents comme les mégalopoles captées dans ses photographies lors de ses voyages dans les plus grands villes du monde, mais aussi les fleurs ou les dream-catchers (capteur de rêves).

### Expositions
Ses travaux ont fait l’objet d’expositions au musée d’Art Contemporain de Honolulu à Hawaii, au musée de l'Industrie (Bois du Cazier) à Charleroi. Soulié est représenté par des marchands d’art et galeries d’art à Londres, Paris, Francfort, Copenhague, Séoul, Tokyo, Santa Fé et d’autres villes à travers le monde.

### Expositions personnelles

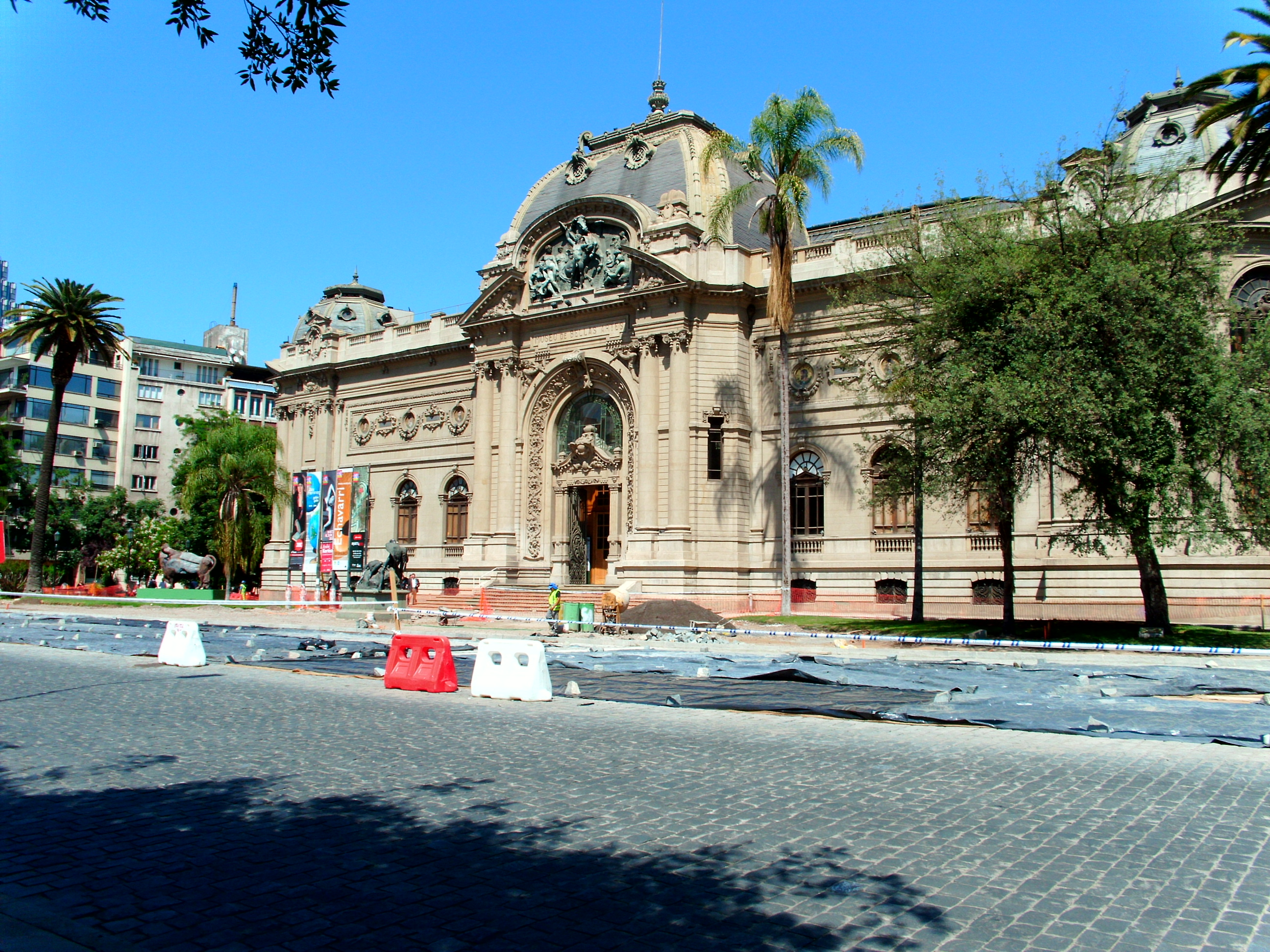
Musée national des Beaux-Arts, Santiago du Chili, 1990

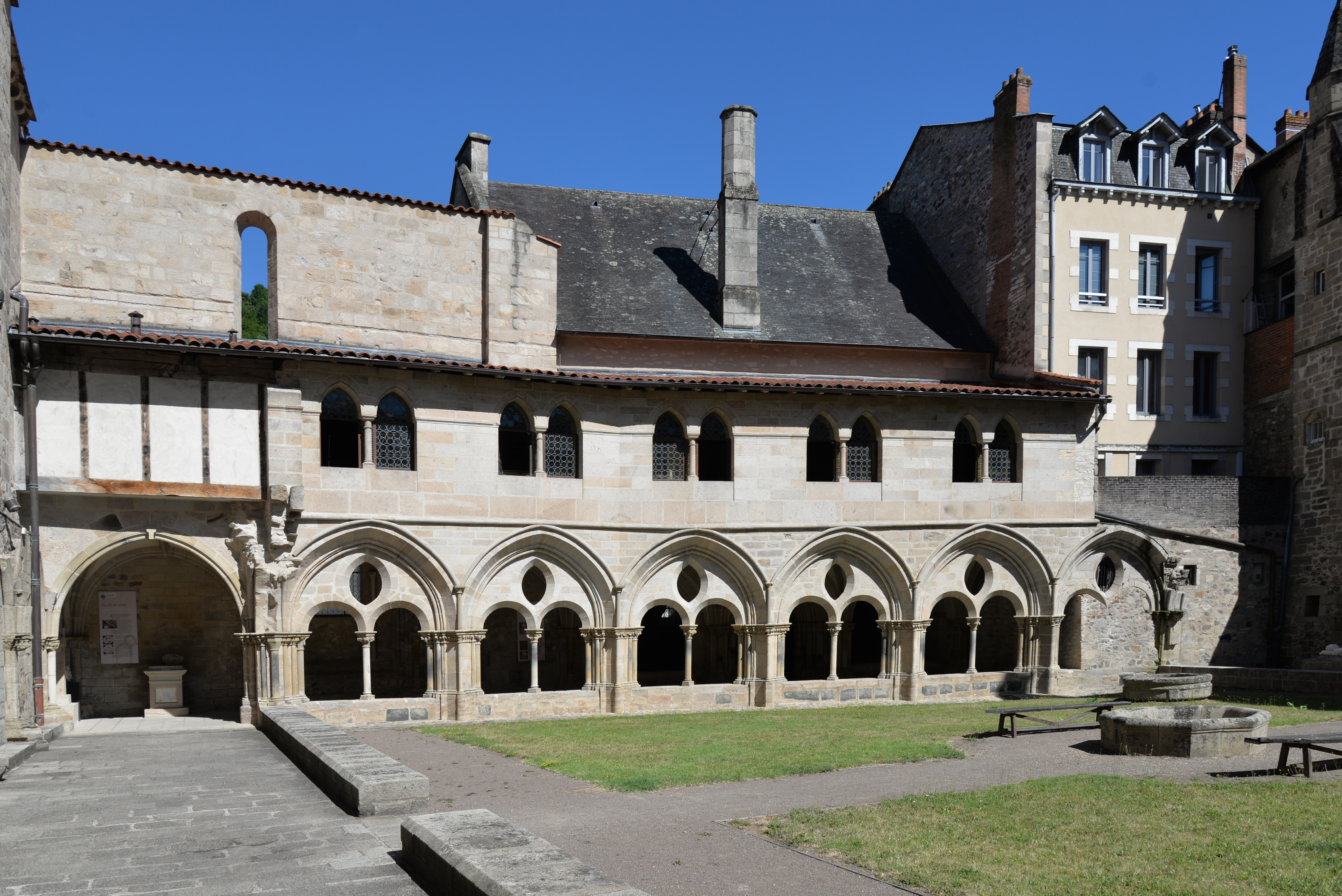
Musée du Cloître de Tulle, 1993

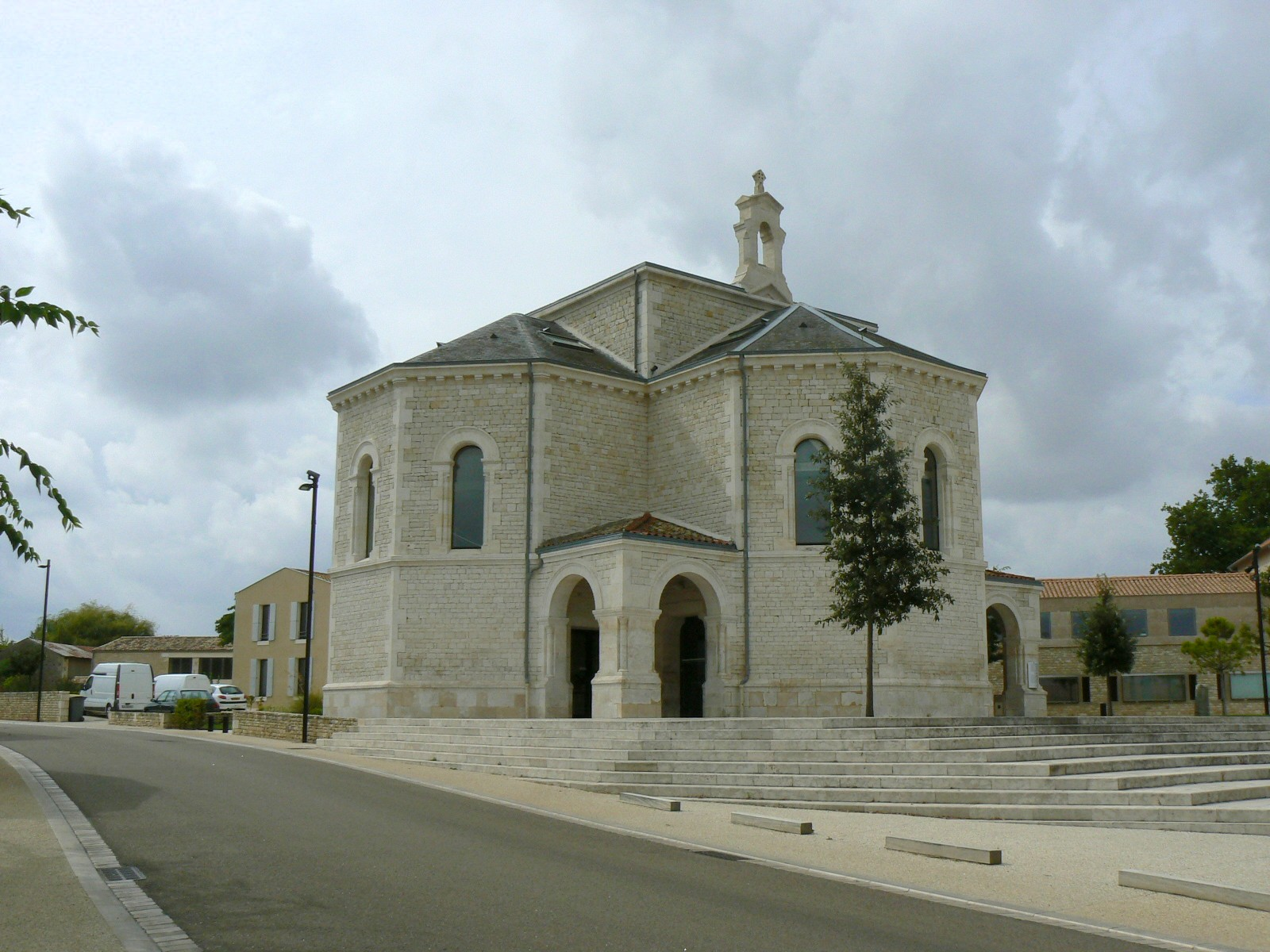
Temple de Chauray, 1998

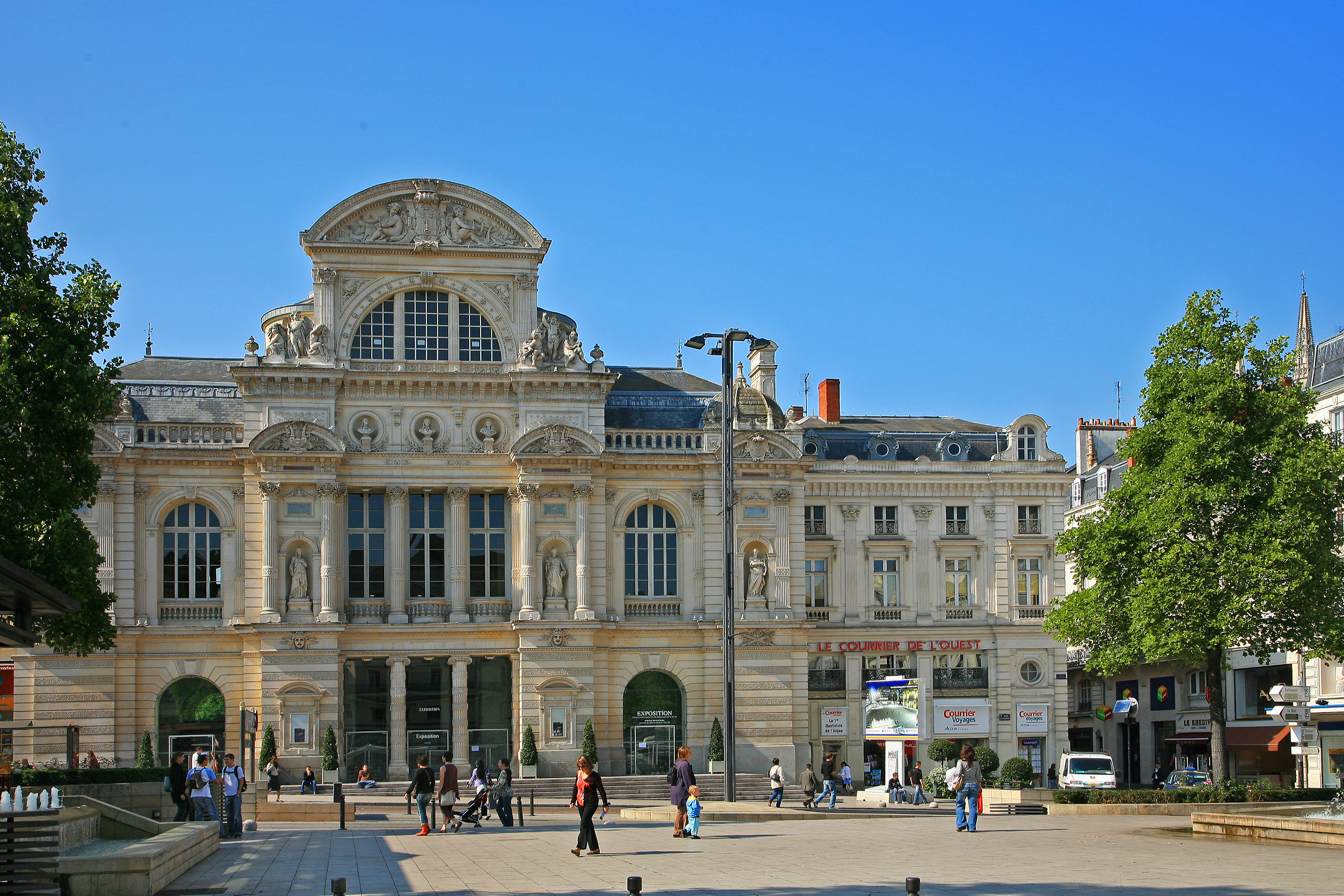
Grand Théâtre, Angers, 2000

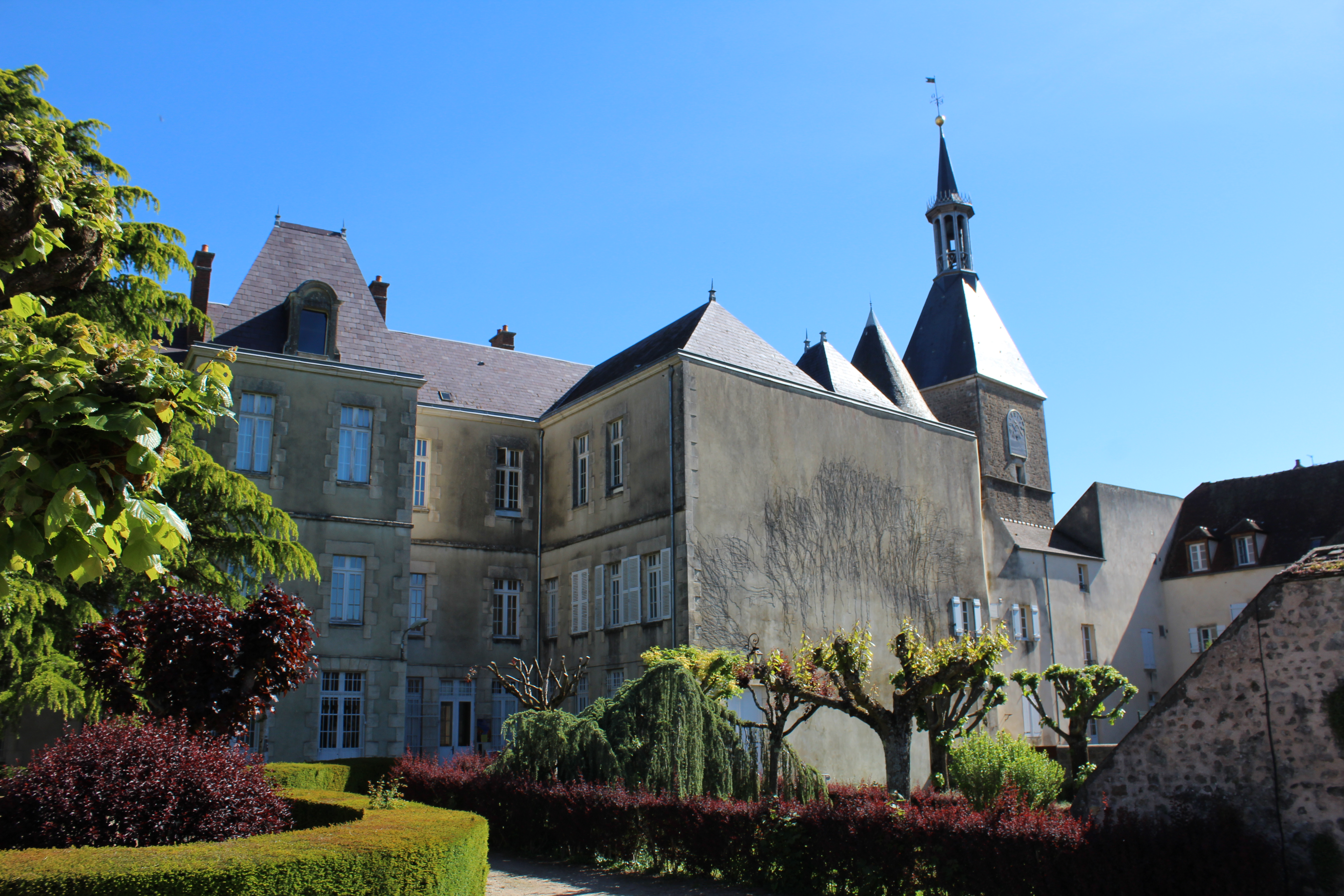
Musée de l'Avallonnais, Avallon, 2002

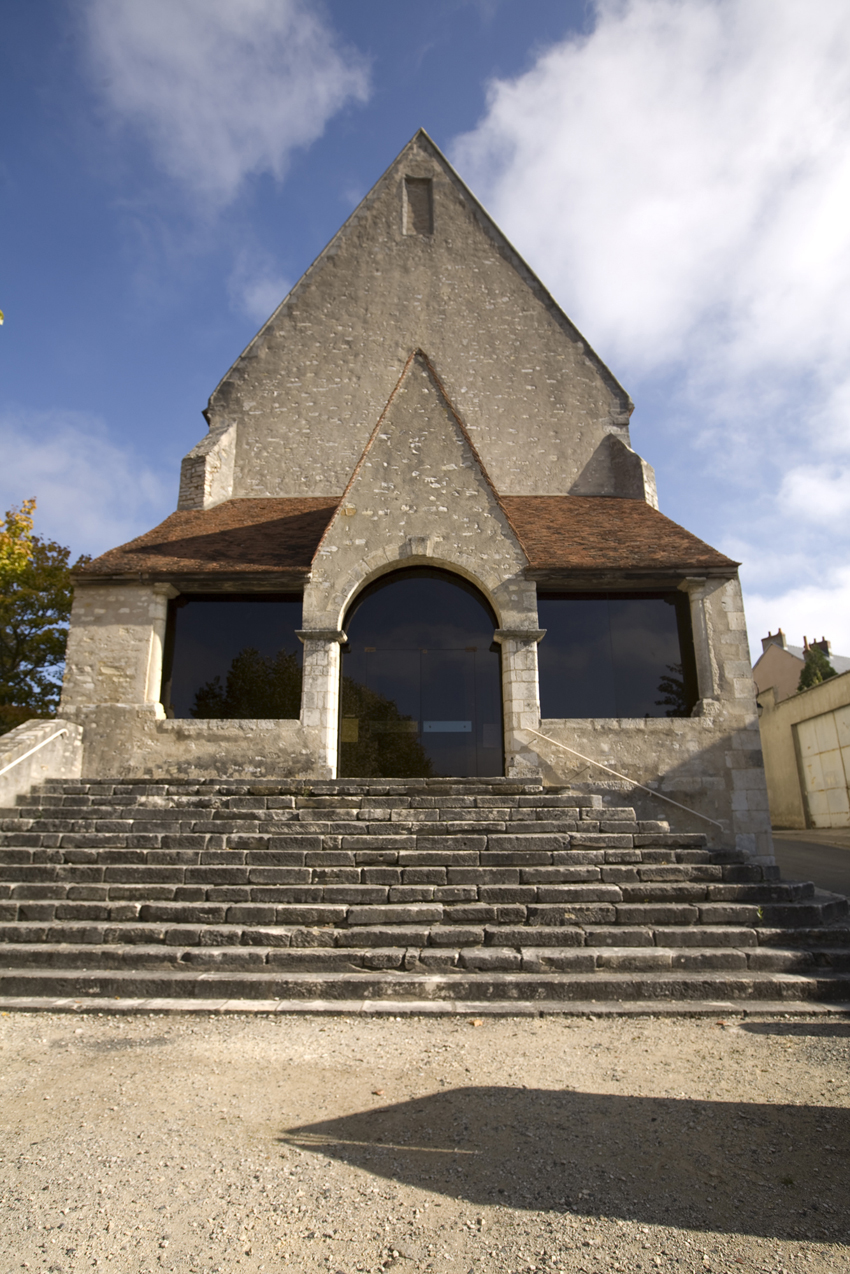
Couvent des Cordeliers de Châteauroux, 2003

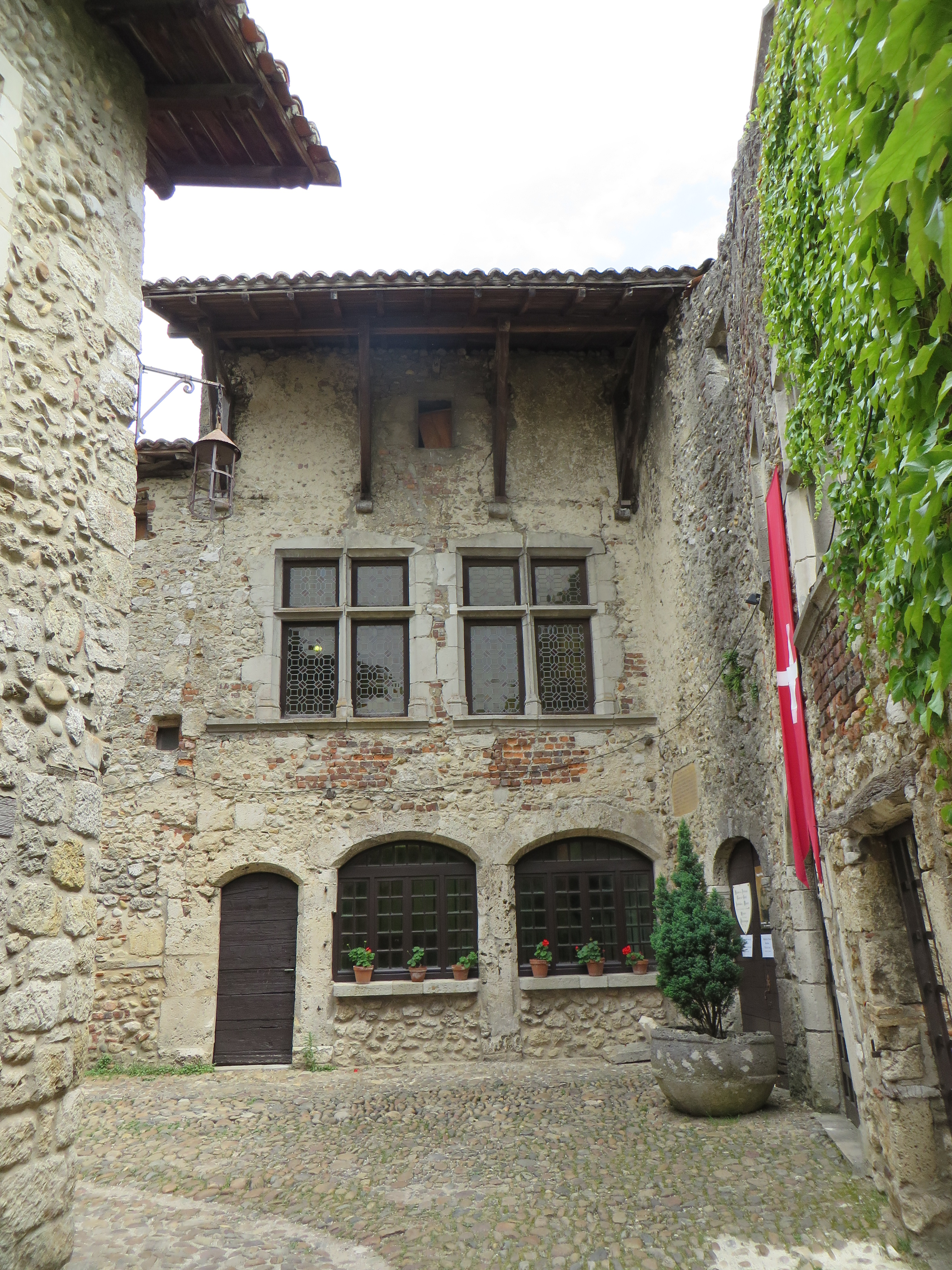
Maison du Prince, Pérouges, 2003

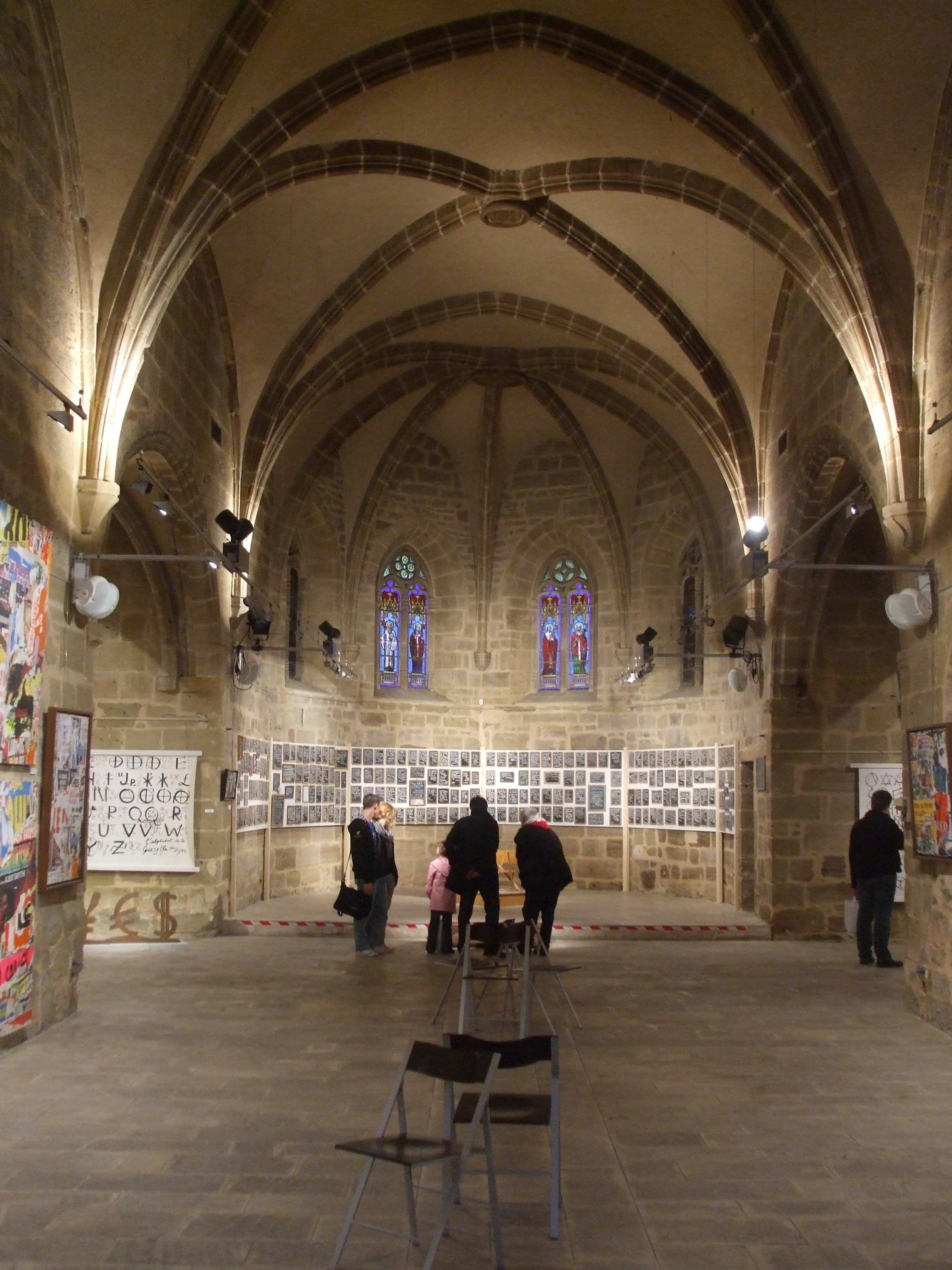
Chapelle Saint-Libéral de Brive-la-Gaillarde, 2007

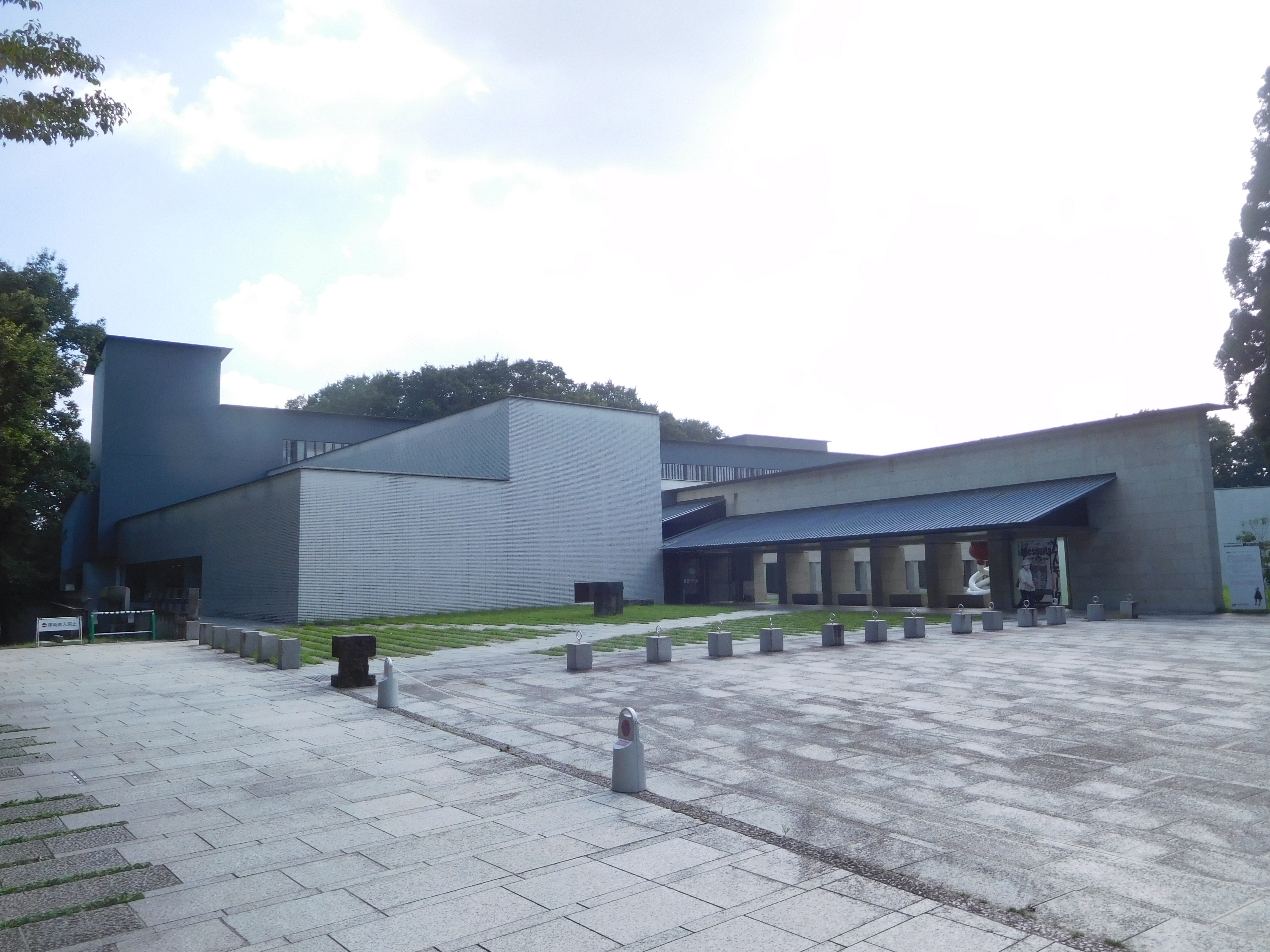
Utsunomiya Museum of Art, 2009

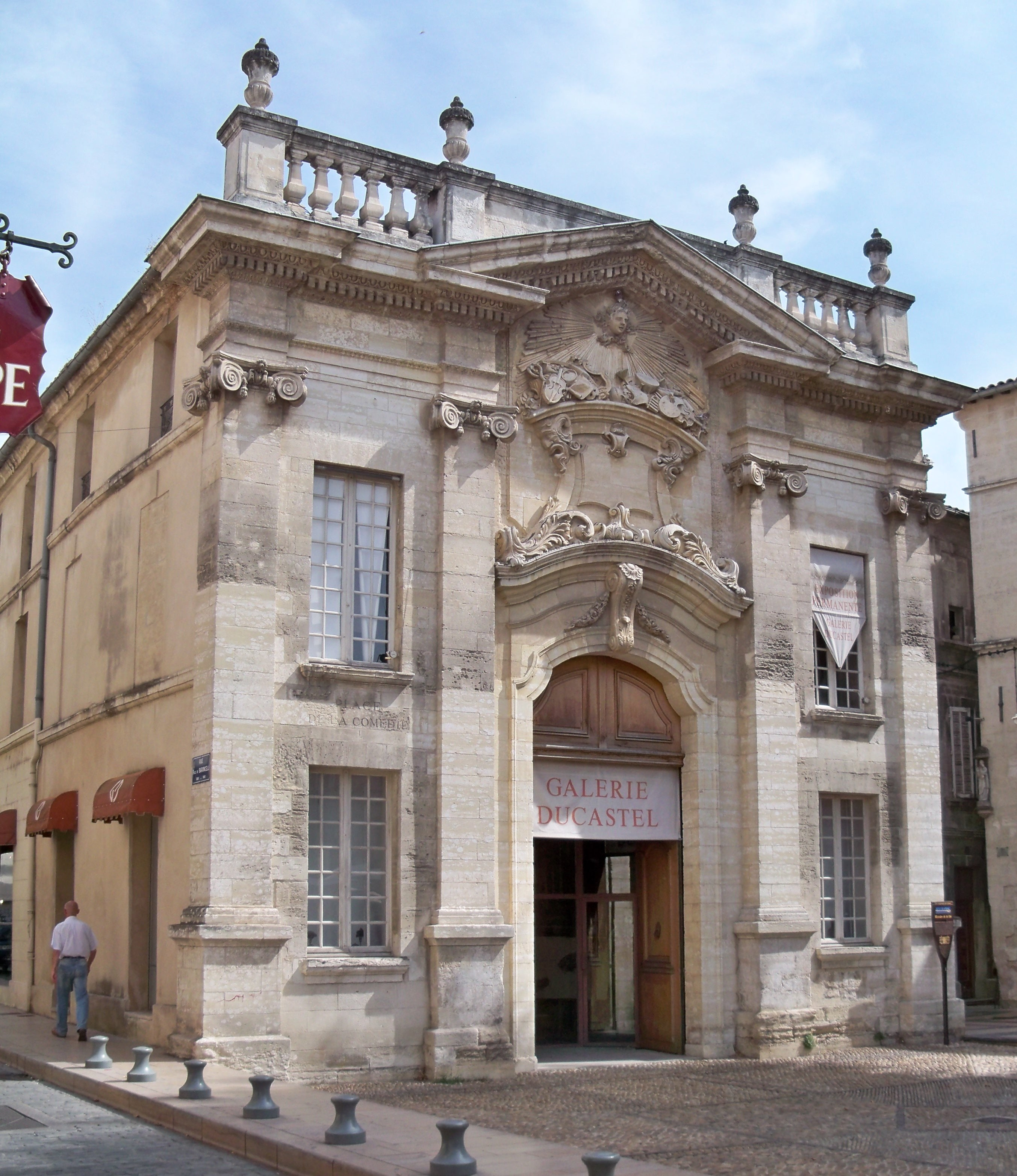
Galerie Ducastel, Avignon, 2009, 2012

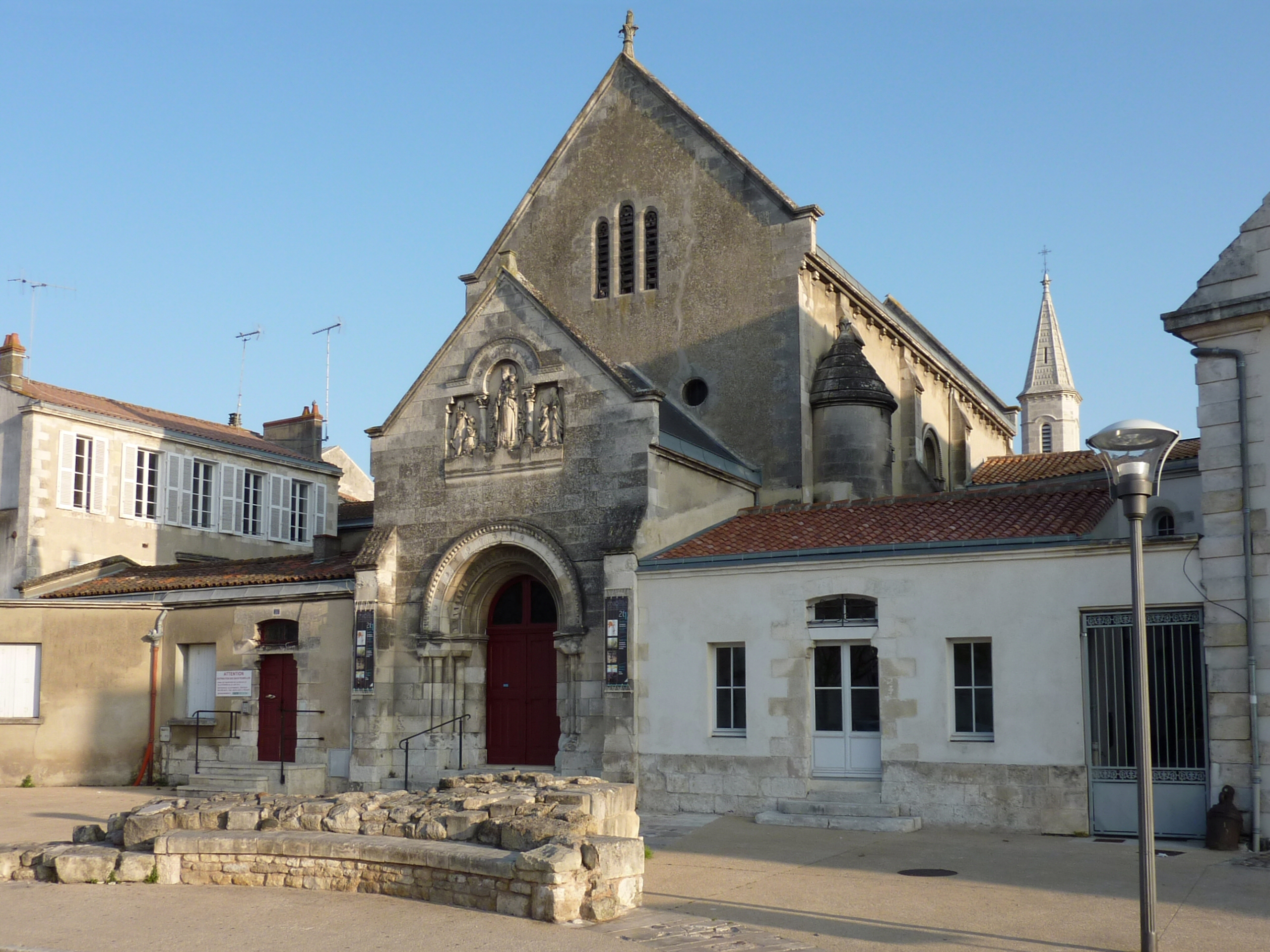
Chapelle des Dames Blanches, La Rochelle, 2012

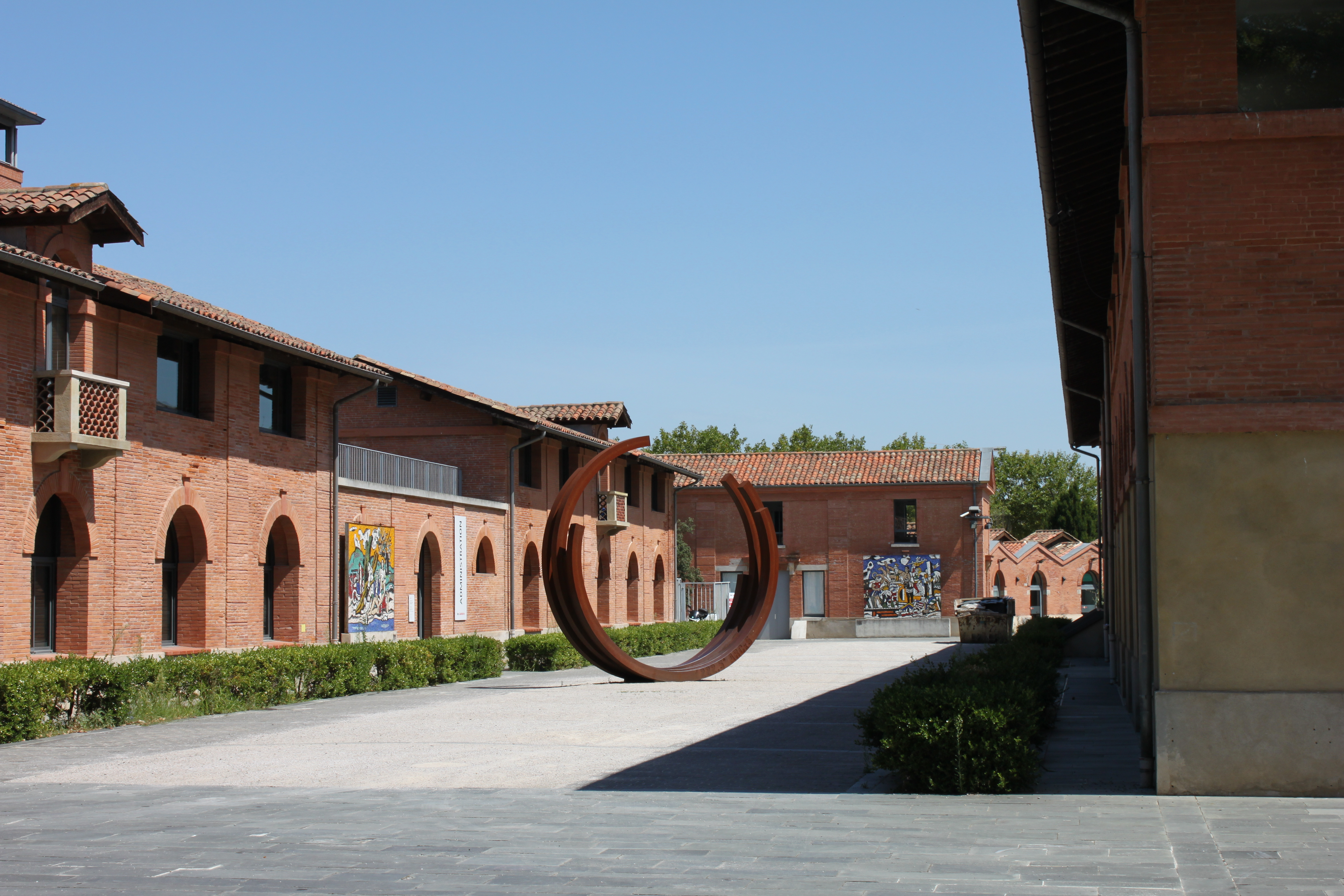
Les Abattoirs, Toulouse, 2012

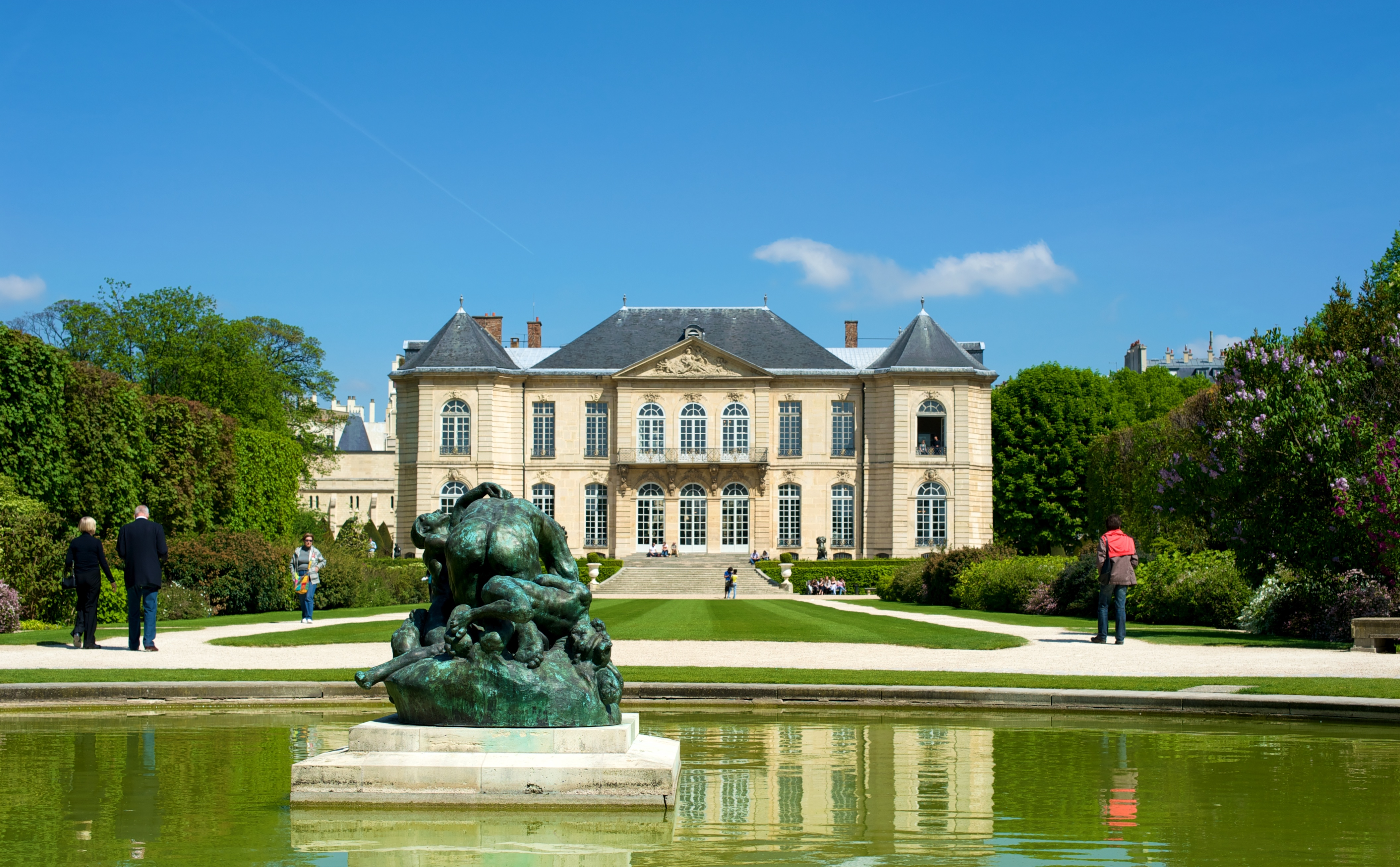
Musée Rodin, Paris, 2013

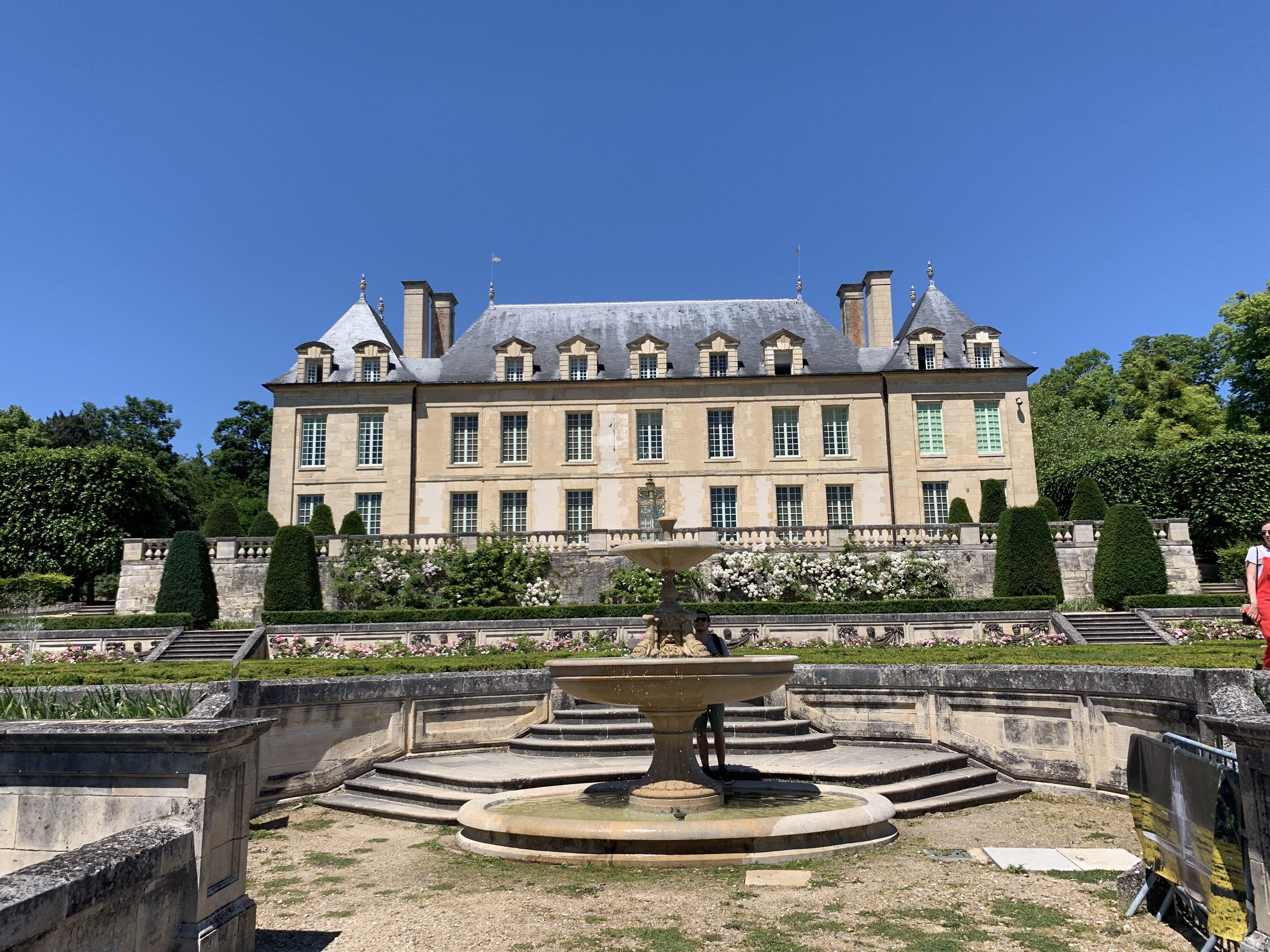
Château d'Auvers-sur-Oise, 2021

- Galerie Durgnat, Saint-Cergue (Suisse), décembre 1977 - janvier 1978.
- Galerie Orphée et Eurydice, Institut Jean-Cocteau, Paris, février-mars 1979.
- Tony Soulié - Peinture, galerie Le Haut-Pavé, Paris, janvier-février 1980.
- Tony Soulié, Festival international d'art vivant, Almada (Portugal), juillet 1983.
- Galerie Ek'ymose, Bordeaux, octobre 1985, janvier-mars 1988, novembre-décembre 1989.
- Galerie Françoise Paluel, Paris, février 1986, novembre 1986, septembre-octobre 1987, mai-juin 1990, septembre-octobre 1991, novembre-décembre 1992.
- Tony Soulié - Quatre continents, Théâtre de la Bastille, Paris, novembre-décembre 1987.
- Solfatara - Recent paintings, Denise Cadé Gallery, New York, septembre 1989.
- Tony Soulié - Opéra, Musée national des Beaux-Arts, Santiago du Chili, juin-juillet 1990.
- Tony Soulié Bilder, galerie Dönish-Seidel, Clèves, septembre-octobre 1990.
- Galerie Agora, Marseille, novembre-décembre 1990.
- Tony Soulié - Été, galerie Cour de mai, décembre 1990.
- Maison des arts, Créteil, janvier-mars 1991[1].
- Théâtre Edwige-Feuillère, Vesoul, janvier-février 1991.
- Galerie Sonia K, Lille, mars-avril 1991.
- Michel Luneau Art Gallery, Bruxelles, septembre-octobre 1991, septembre-octobre 1992, septembre-octobre 1993.
- Domaine de Vilary, Nîmes, novembre-décembre 1991.
- Galerie Jean-Christophe Aguas, Bordeaux, 1991[1].
- Espace Fouquet's Europe, CNIT Paris - La Défense, février-mars 1992.
- Pyramide Pernod, Créteil, avril 1992.
- Agence de conseil financier Cormontaigne, Lille, avril-mai 1992.
- Musée des tapisseries, Aix-en-Provence, mai-juin 1992.
- Tony Soulié - Pirogues, galerie Olga Soé, mai-juin 1992.
- Constant Risch Modern Art Gallery, Luxembourg, septembre-octobre 1992.
- Éric Linard éditions, Strasbourg, mars-avril 1993.
- Galerie Üte Brummel, Dortmund, avril-juin 1993, mars 1994, 2012.
- Tony Soulié - Marche sur le feu, église Saint-Pierre et musée du Cloître de Tulle, mai-août 1993.
- Tony Soulié - Chercheurs d'or, galerie Philippe Gravier, Paris, juin-juillet 1993.
- Domaine de Viaud, Lalande-de-Pomerol, juin-juillet 1993, juillet-août 1996.
- Galerie La Tour des cardinaux, L'Isle-sur-Sorgue, juillet-août 1993.
- Espace Brother, Paris, août 1993.
- Galerie Suzanne Tarasiève, Barbizon, septembre-octobre 1993, septembre-octobre 1994.
- Institut français de Thessalonique, novembre 1993.
- Area, Paris, décembre 1994 - janvier 1995 (Autour d'un monde), avril-mai 1996 (Vanités), décembre-janvier 1997 (Tirage de tête), décembre 1998 - janvier 1999 (De Bobo à Ouaga), 2013.
- Galerie La Navire, Brest, mars-avril 1995 (Terres - Œuvres récentes), octobre 1998 (Atlantique), mars-avril 2002 (Frontières), octobre-novembre 2006, avril-juin 2009, mars-avril 2010 (City), novembre-décembre 2011, septembre-novembre 2014[28], avril-mai 2016.
- Galeries Le Troisième œil, Bordeaux et Paris, octobre-novembre 1995 (Tropiques), novembre-décembre 1996 (Moussons), octobre-novembre 1997, octobre 1999 (Escales), mai-juin 2000 (Déserts), octobre-novembre 2005 (Faena), novembre-décembre 2010 (Les déserts de Vegas), septembre-octobre 2013, décembre 2020 - janvier 2021[29].
- Centre culturel de la Visitation, Périgueux, octobre-décembre 1995.
- Galerie Éloge de l'ombre, Uzès, août-septembre 1996, mai 1999 (Zanzibar).
- Galerie Pascal Verhoecke, Paris, 1996 ; Rétrospective Tony Soulié, Cachan, 2016[30].
- Galerie Protée, Paris, novembre-décembre 1996 (Mers du sud)[1], 1997, 1999, juin 2001 (New York), novembre-décembre 2002 (Flowers), novembre-décembre 2003 (São Tomé, photo-peintures), mars-avril 2007 (Cities), 2008 (Paris, ronde de nuit), novembre-décembre 2012 (La cavale des totems)[6], 2013.
- Galerie Dhalgren, Paris, novembre-décembre 1996 (Vanités), août-octobre 1997 (Volcans), décembre 1999 - janvier 2000 (Murano), mars 2002 (Odyssée II), avril 2003 (Studios), Mars 2010 (The Ghost Lemmur of Willian S. Burroughs)[31].
- Tony Soulié - Vanités, galerie espace 061, Rouen, décembre-janvier 1997.
- Contemporary Museum Advertiser Gallery, Honolulu, octobre-décembre 1997.
- Tony Soulié - Continental drift, Musée d'art contemporain de Maui (Hawaii), janvier 1998.
- Place des arts - Bercy, Paris, janvier 1998.
- Le grand Cordel, Rennes, janvier-février 1998.
- Tony Soulié - Ouagadougou, galerie Frédéric Sagot, Paris, mars-avril 1998.
- Tony Soulié - Marais, temple de Chauray, mai-juin 1998.
- Un mois, une œuvre : Tony Soulié, IUFM Tours-Fondettes, Tours, juin 1998.
- Galerie MMG, Tokyo, juillet 1998.
- Église Saint-Savinien, Melle, octobre 1998.
- Galerie Milstein, Bruxelles, février 1999, 2012.
- Tony Soulié - MA, espace temps, galerie Akié Aricchi, avril-mai 1999.
- Galerie Origine, Paris, juin 1999.
- Tony Soulié - Territoires nomades, Fondation-espace Écureuil pour l'art contemporain, Toulouse, juin-juillet 1999.
- Tony Soulié - Abrasées, African Muse Gallery, Paris, juin 1999.
- Grand Théâtre d'Angers, février-mars 2000.
- Galerie Nicole Buck, Strasbourg, mai-juin 2000 (Traversées), octobre-novembre 2001 (Horizons), février-mars 2004, février 2005, avril-mai 2007 (Panorama), mars-mai 2009, avril-mai 2011, octobre-novembre 2013 (Chaman).
- Galerie La Passerelle des arts, Vic-Fezensac, juin 2000.
- Centre culturel français de Lomé, septembre-novembre 2000, 2012.
- Alliance française, Accra, 2000, 2012.
- Maison de la culture de Metz, novembre-décembre 2000.
- Galerie Claire Gastaud, Clermont-Ferrand, novembre-décembre 2000 (No limit), 2004 (À fleur de peau).
- Espace La Chocolaterie - African Muse Gallery, Bruxelles, décembre 2000.
- Galerie d'art contemporain AM Tunnel, Luxembourg, janvier-février 2001, 2013.
- Tony Soulié- Odyssée, théâtre de Cherbourg, janvier-mars 2001.
- Centre d'arts contemporains de la Rairie, Nantes, avril-mai 2001, décembre 2004, novembre 2009 - janvier 2010.
- Centre culturel français de Lagos, décembre 2001.
- Espace Boullée, espace Icare et médiathèque d'Issy-les-Moulineaux, janvier-mars 2002.
- Musée de l'Avallonnais, Avallon, juin-septembre 2002.
- Galerie Woong, Séoul, novembre 2002.
- Galerie Le Soleil sur la place, Lyon, décembre 2002, octobre-novembre 2007, septembre 2009, septembre-octobre 2011 (Suds), novembre-décembre 2013, février-mars 2016.
- Haven, galerie Van der Planken, Anvers, décembre 2002 - janvier 2003.
- Galerie Raphaël 12, Francfort, mars-avril 2003 (Fleurs rituelles), avril-juin 2005 (New York).
- Tony Soulié - Odyssée III, couvent des Cordeliers de Châteauroux, avril-juin 2003[22].
- Légendaire sacrifice, Passerelle des arts, Lectoure, mai-juin 2003.
- Chroniques nomades, Festival de Honfleur, mai-juin 2003.
- Maison du Prince, Pérouges, août-septembre 2003.
- Institut français d'Ukraine, Kiev, septembre-octobre 2003.
- Origami, Atelier Gustave, Paris, juin 2004.
- Galerie Daniel Duchoze, Rouen, novembre 2004 - janvier 2005, novembre-décembre 2007.
- L'œil excessif, Centre culturel Athanor, Guérande, janvier-février 2005.
- Traversées, galerie Franck Gerlitzli, Luxembourg, février-mars 2005.
- Galerie Saint-Germain Premier, Los Angeles, mai-septembre 2005.
- Galerie Rémy Bucciali, Colmar, octobre 2005 (Œuvres gravées), mars-mai 2009.
- Galerie Sparts, Paris, mars 2006.
- Galerie Hanburson-Boisanté, Montpellier, mars-avril 2006.
- Maison des arts de Créteil, avril 2006.
- Villa Beatrix Enea, Anglet, juillet-septembre 2006.
- Le Quartz, Brest, septembre 2006.
- Galerie Envie d'art, Paris, septembre-octobre 2006, septembre-octobre 2007, mars-avril 2009, janvier-février 2011, janvier-février 2019 (Color Power).
- Galerie MMG, Tokyo, septembre-octobre 2006, 2013.
- Galerie Fabrice Galvani, Toulouse, décembre 2006 - janvier 2007.
- Galerie Frédéric Storme, Lille, janvier-mars 2007, juin-juillet 2009[32], janvier-février 2012, mai-juin 2014, mai-juin 2015.
- Tony Soulié - Panorama (rétrospective), palais synodal de Sens (Yonne), juin-septembre 2007.
- Carte blanche à la Galerie Protée : Tony Soulié, chapelle Saint-Libéral de Brive-la-Gaillarde, juillet-septembre 2007.
- Galerie Castang, Perpignan, décembre 2007 - janvier 2008, mars-avril 2010, mars-avril 2017 (Project).
- Zane Bennett Gallery, Santa Fé, avril-mai 2008, février-mars 2009 (Open project photography), août-septembre 2010, mai-juin 2012, avril-mai 2016.
- Galerie australe, Saint-Denis (La Réunion), avril-mai 2008, août 2021.
- Galerie Balthazar, Bruxelles, mai-juillet 2008.
- Galerie Éric Linard, La Garde-Adhémar, juin-août 2008, novembre 2012 - janvier 20113.
- Galerie Eva Doublet, Saint-Georges-du-Bois, juin-août 2008, mars-avril 2011.
- Paris-New York - Chapeaux, galerie Ventilo, Paris, juillet-septembre 2008.
- Atelier Grognard, Rueil-Malmaison, mars-mai 2009[33].
- Utsunomiya Museum of Art (en), Utsunomiya, avril-mai 2009.
- Galerie Ducastel, Avignon, juin-août 2009, octobre 2012.
- Galerie du théâtre Le Grand T, Nantes, novembre 2009 - janvier 2010, octobre-novembre 2010.
- Galerie Hambursin-Boisanté, Montpellier, décembre 2009.
- La Hune, Paris, avril 2010, 2012.
- Transit, Galerie du Chapitre, Nîmes, avril 2010.
- Galerie Crid'Art, Metz, mai-juin 2010, mars-avril 2013, décembre 2015 - janvier 2016, novembre 2017.
- Coloris, Galerie Limits, La Haye, juillet 2010.
- Bastion de France, Porto-Vecchio, septembre 2010[34].
- Galerie Virgile, Paris, septembre 2010.
- Galerie Arts pluriels, Nantes, octobre-novembre 2010.
- Médiathèque-bibliothèque de Saint-Herblain, novembre-décembre 2010.
- Château de Bressuire, janvier-février 2011.
- Galerie Studio City, Castagné, Los Angeles, avril-mai 2011.
- Galerie Courant d'art, Mulhouse, mai 2011, avril-mai 2015.
- Crypte Sainte-Eugénie, Biarritz, août-septembre 2011[35].
- Galerie Bertrand Delacroix, New York, septembre-novembre 2011,
- Galerie Saint-Jean, Chalon-sur-Saône, octobre 2011[36].
- Galerie Elitzer, Strasbourg, novembre 2011.
- Médiathèque-artothèque Benjamin-Rabier, décembre 2011 - janvier 2012.
- Art Filer Gallery, Bruxelles, mars-avril 2012.
- Chancah, Imprimerie nationale, Paris, mai-juillet 2012.
- Chapelle des Dames blanches, hôtel de ville et centre Intermondes, La Rochelle, juin-août 2012[37],[18].
- Airbus à travers les yeux de Tony Soulié, Les Abattoirs, Toulouse, septembre-octobre 2012[38],[39].
- Tony Soulié - Rétrospective (présentation Emmanuelle Ducastel), cloître Saint-Louis, Avignon, octobre 2012.
- Galerie Luc Berthier, Paris, décembre 2012 (Tony Soulié et l'art primitif), 2015.
- Galerie Fabrice Galvani, Toulouse, décembre 2012 - janvier 2013.
- Centre culturel français, Abidjan, 2012.
- Galerie Montagnon, Montbéliard, 2012.
- Tony Soulié - San Francisco, New York, Heavenor Las Vegas, Salon de l'habitat et de la décoration, Le Mouzon, Auch, mars 2013[40].
- Tony Soulié - Ruedo y rodeo, Institut français de Valence, mars 2013.
- Musée Rodin, Paris, juin 2013.
- Tony Soulié - Rotatives, espace Solmondo, Paris, juin-août 2013.
- Galerie Gilbert Dufois, Senlis et Paris, septembre-octobre 2013[41], décembre 2015 - janvier 2016, mai-juin 2016 (Exploration)[42],[43].
- Tony Soulié - Chaman, galerie d'art contemporain Nicole Buck, Hurtigheim, octobre 2013.
- Galerie Akié Aricchi, Paris, 2013, avril-juin 2018 (Duende).
- Galerie Schöneck, Riehen, septembre-octobre 2013, 2018 (Tony Soulié - Originalgraphik)[44].
- Galerie Xenon, Bordeaux, septembre-octobre 2013.
- Galerie Le Soleil sur la place (petits formats)[45] et Galerie ESPE Confluence(s) (grands formats), Lyon, novembre-décembre 2013[46].
- Galerie Le 5, Riberac, décembre 2013 - janvier 2014.
- Galerie Art Est Ouest, Marseille, mai 2014[47].
- Galerie d'art contemporain, Auvers-sur-Oise, mai-août 2014.
- Vaudou, Galerie Marie-Claude du Chosal, Paris, septembre 2014.
- Galerie Imagineo, Paris, octobre 2014.
- Galerie Glineur, Saint-Martin-de-Ré, mai 2015 (Retour vers le futur)[48], juillet 2016.
- Galerie Artraces, Vincennes, mai-juillet 2015.
- Galerie Gabel, Biot, juillet 2015.
- Espace Jourdain, Paris, septembre-octobre 2015[49].
- Galerie Pascal Vanhoeck, Cachan, septembre-octobre 2015, septembre-novembre 2016.
- Galerie Jacques Lévy, Paris, novembre-décembre 2015.
- Faits divers, Galerie Gaïa, Nantes, novembre-décembre 2015.
- Christian Cheneau Gallery, Santa Fé, avril-mai 2016.
- Galerie B. Desile, Noirmoutier, mai-juin 2016.
- Tony Soulié, la peinture réenchantée, L'Estampe, Strasbourg, juin 2016[50].
- Galerie Marie Demange, Bruxelles, juin-juillet 2016[51].
- Galerie Etna Art, Chaillé, juin-juillet 2017.
- Château Le clos de la Ribeaudière, Chasseneuil-du-Poitou, novembre 2017.
- Hôpital européen Georges-Pompidou, Paris, mars-juin 2018.
- Galerie de la maison de Fauwes Le Burton, Liège, juin 2018.
- Tony Soulié - Florilèges, Loo & Lou Gallery, Paris, septembre-octobre 2018[52],[53]
- Galerie Jane Griffiths, Val d'Isère, avril-mai 2019.
- Galerie Art Factory, Saint-Denis (La Réunion), mai 2019[54].
- Tony Soulié - Sérénités, galerie Anne-Marie et Roland Pallade, Lyon, mars-mai 2019[55],[56].
- Espace Saint-Louis, Bar-le-Duc, juillet-septembre 2019[57].
- Galerie Raulin-Pompidou, Paris, septembre-octobre 2019.
- K + Y Gallery, Paris, octobre 2020[58].
- Union des arts plastiques, Saint-Étienne-du-Rouvray, janvier-février 2021.
- Galerie l'Estampe, Paris, mars-avril 2021[59].
- Tony Soulié - Battre la mesure du ciel, château d'Auvers-sur-Oise, mai-septembre 2021[60],[61],[62].
- Galerie Julia, Pont-Aven, juin 2021[63],[64].
- Exposition de l'Union des arts plastiques - Tony Soulié, Centre socioculturel Jacques-Prévost, Saint-Étienne-du-Rouvray, janvier-février 2022[65].
- Tony Soulié - Parcours rétrospectif, Galerie Duchoze (René Réthoré), Rouen, janvier-mars 2022.
- Tony Soulié - Chamans, Galerie Gilbert Dufois et prieuré Saint-Maurice, Senlis, septembre-octobre 2022[66].
- Tony Soulié - Chamans, Galerie Raulin-Pompidou, Paris, janvier-février 2023[67].
- Tony Soulié - Palms, 3e Cercle, Paris, avril-mai 2023.
- Mers, flux et reflux : Tony Soulié, espace Jacques-Prévert, Mers-les-Bains, septembre-octobre 2023[68],[69],[70].
- 'Tony Soulié - Lucha libre, librairie Actualités, 15 rue Gay-Lussac, Paris, juin-juillet 2024.
- Hanblaceya - Tony Soulié, galerie Peep Art, 33, rue des Minimes, Bruxelles, novembre 2024 - janvier 2025[71].
- Tony Soulié - New York, Chicago, Hong Kong, Shanghai, galerie Imaginaires d'architecture, 5, rue Rochebrune, Paris, avril-mai 2025.

#### Expositions collectives

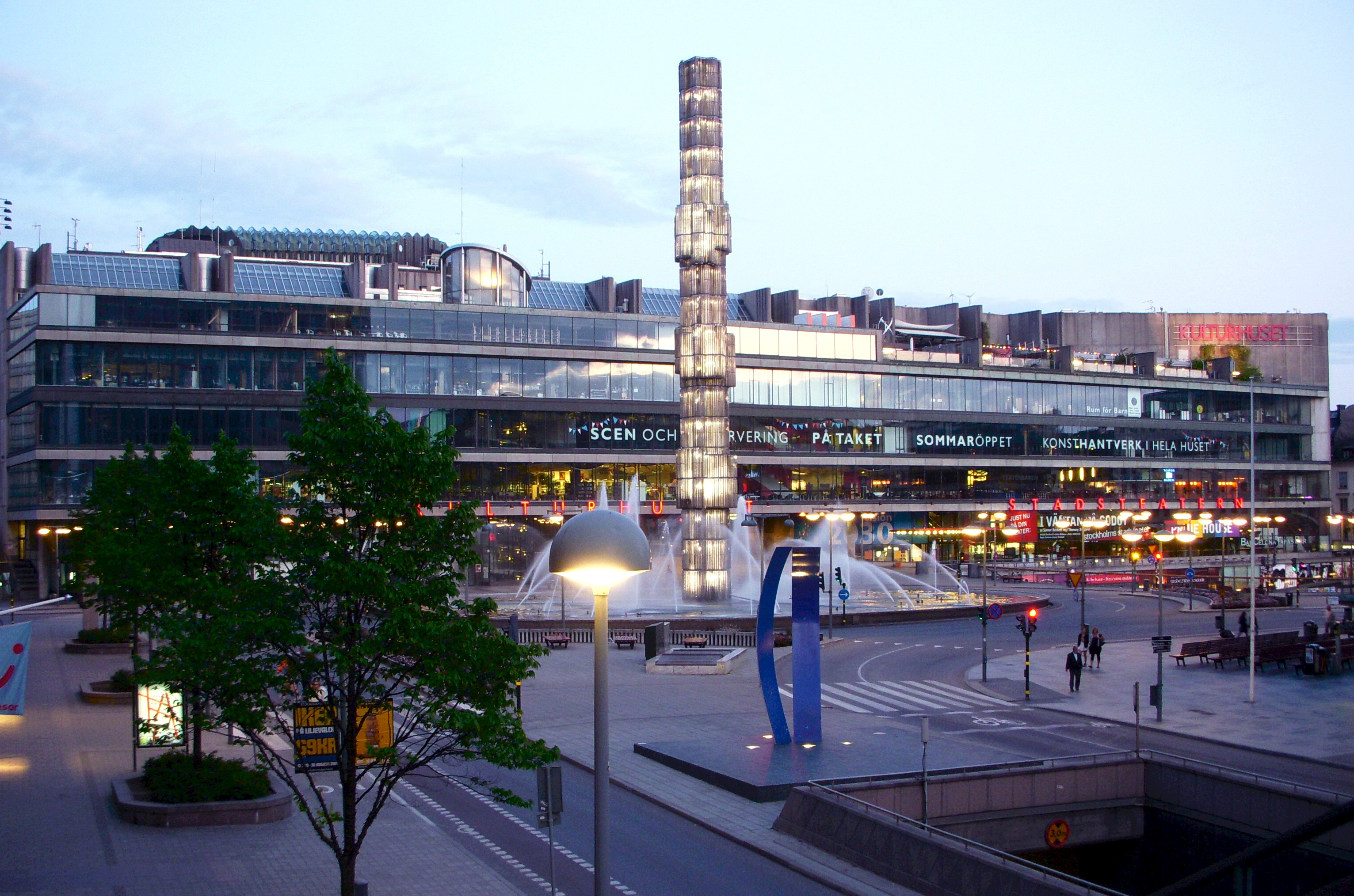
Kulturhuset, Stockholm, 1985

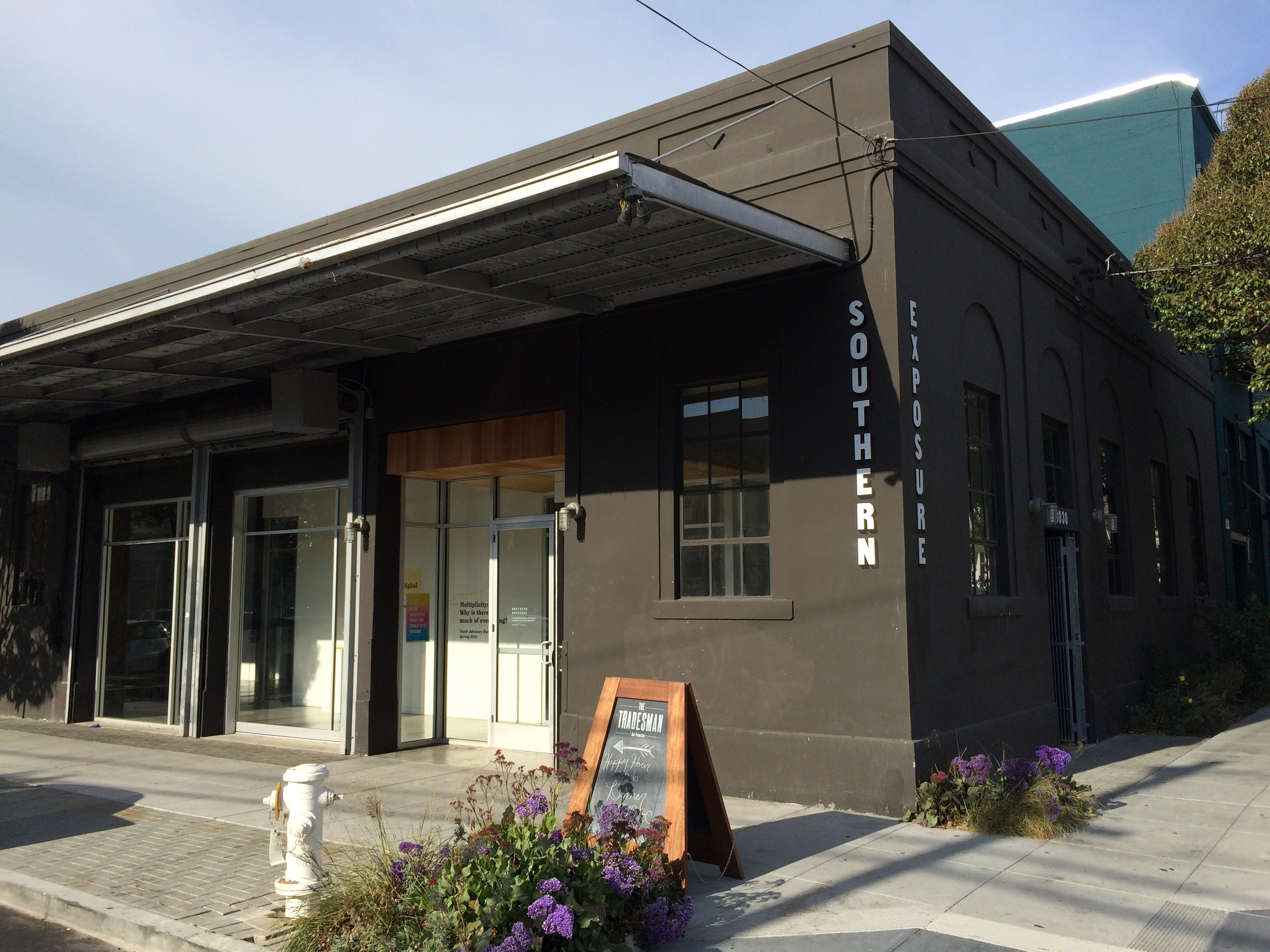
Southern Exposure, San Francisco, 1987

Palais national de la culture, Sofia, 1988

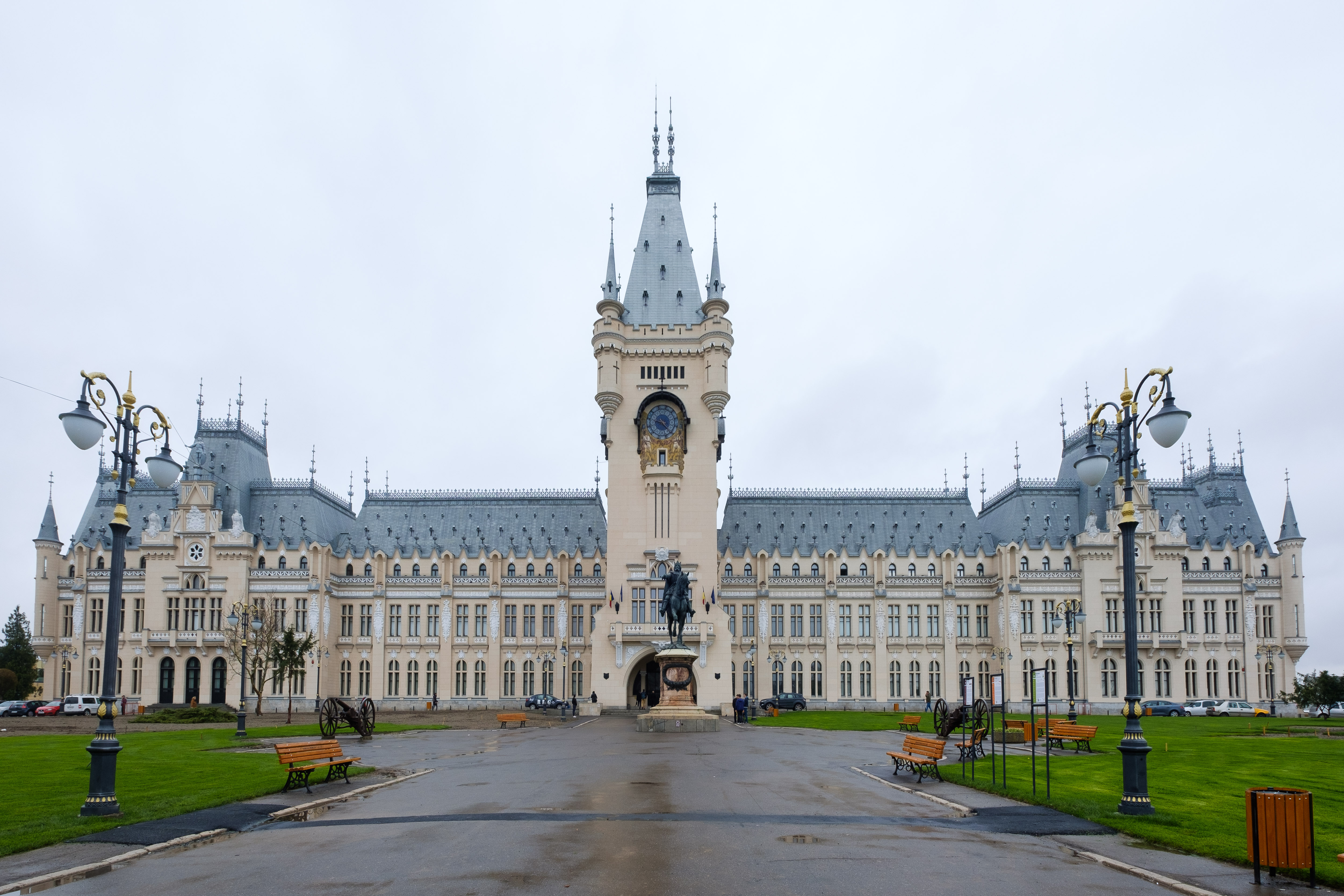
Palais de la culture de Iași, 1988

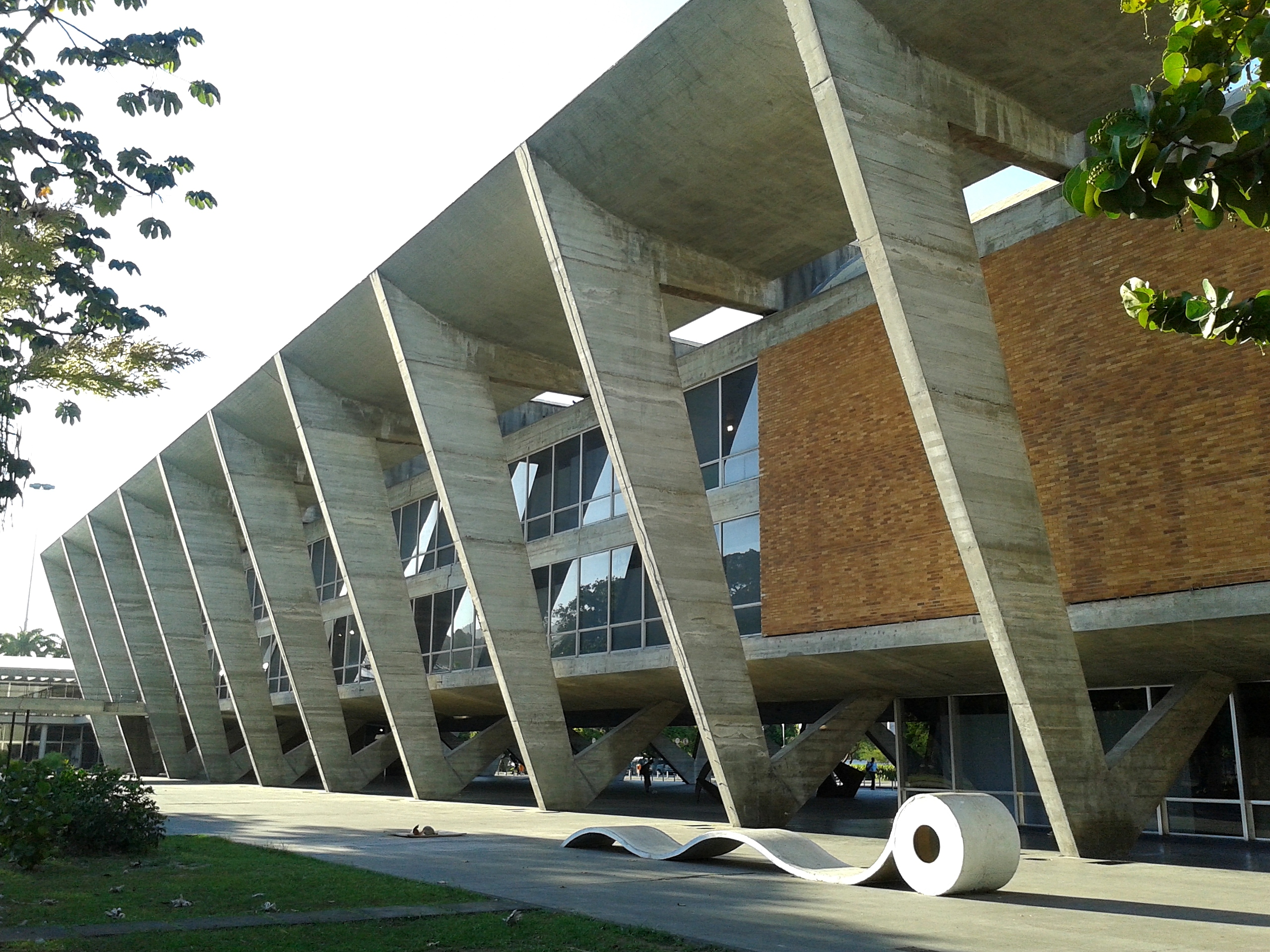
Musée d'Art moderne de Rio de Janeiro, 1989

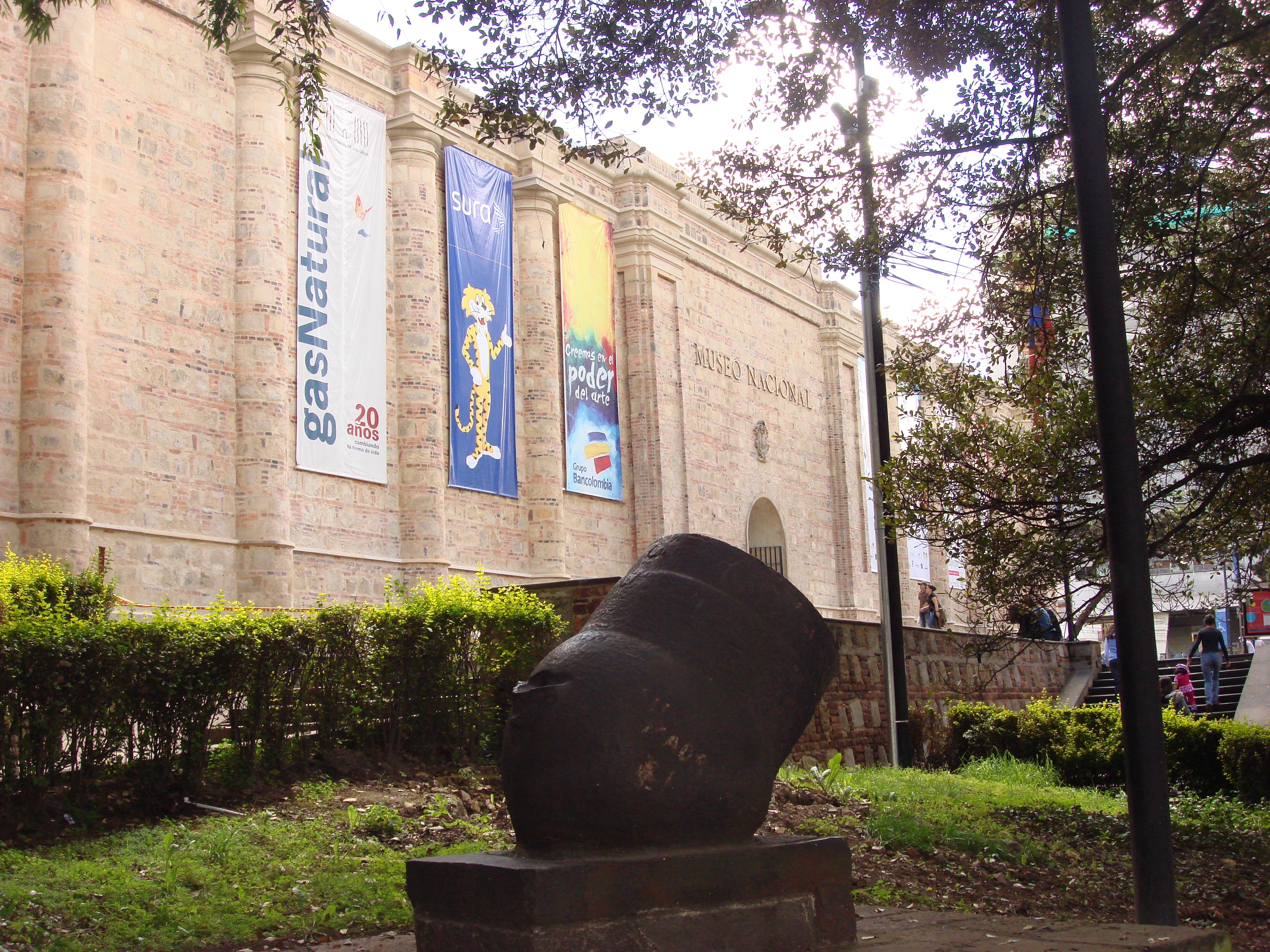
Musée national de Colombie, Bogota, 1989

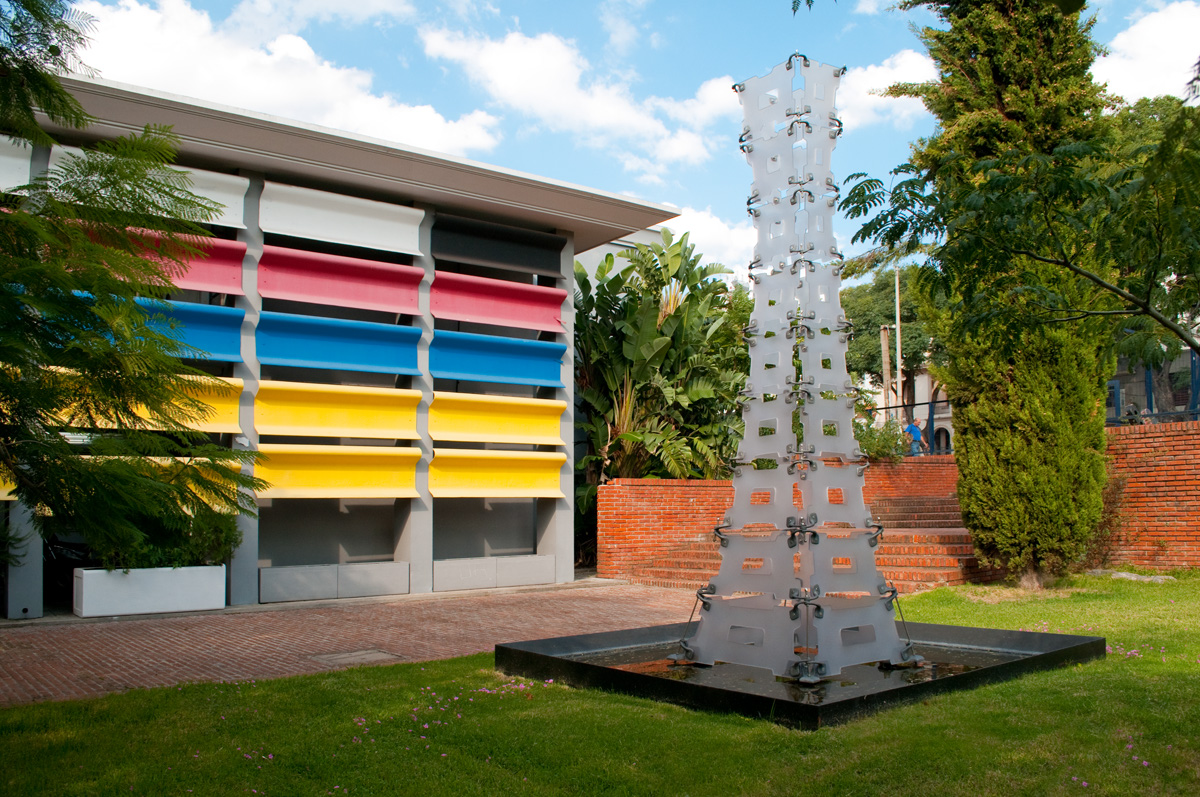
Museo Nacional de Artes Visuales, Montevideo, 1989

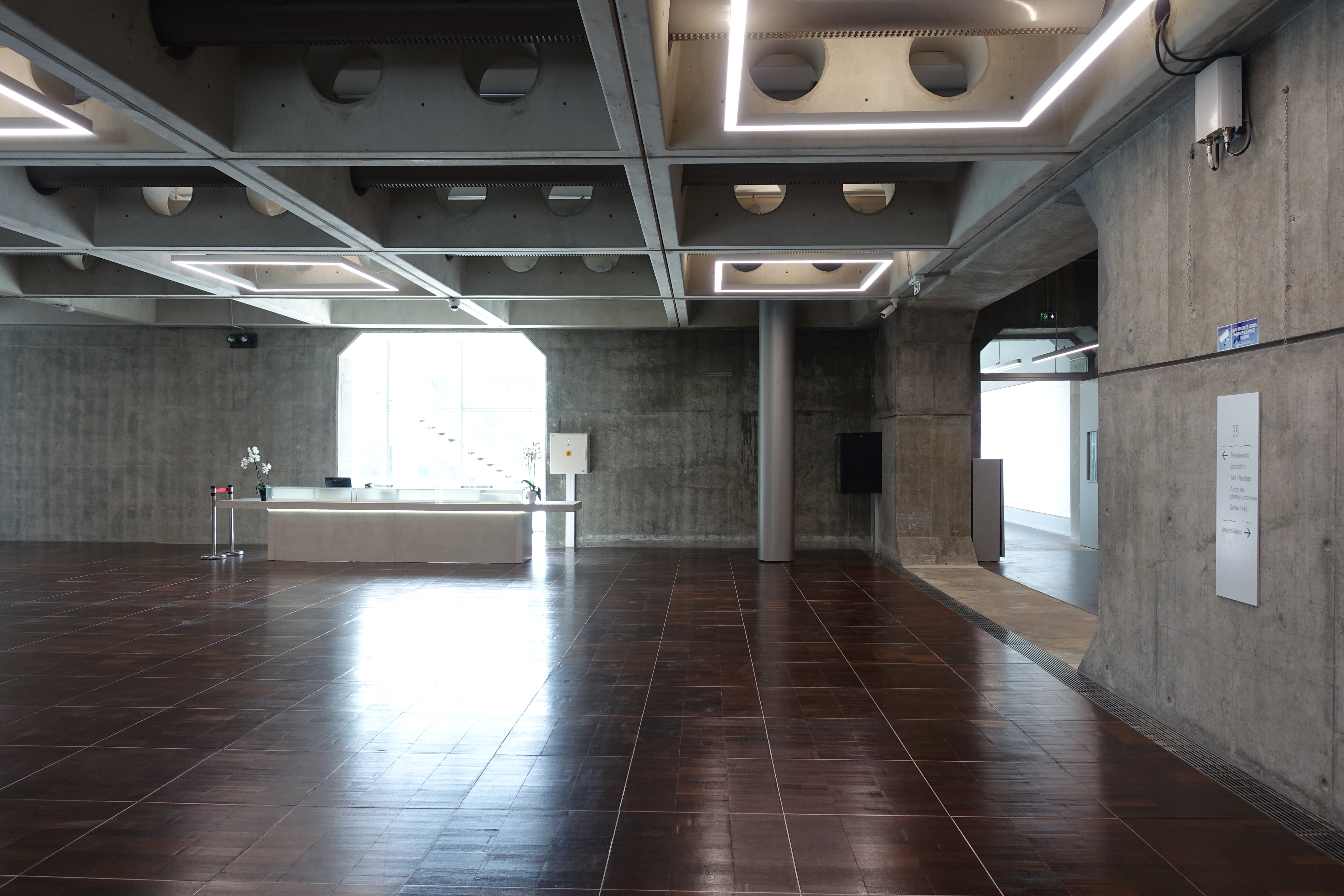
Toit de l'arche de la Défense, Paris, 1990

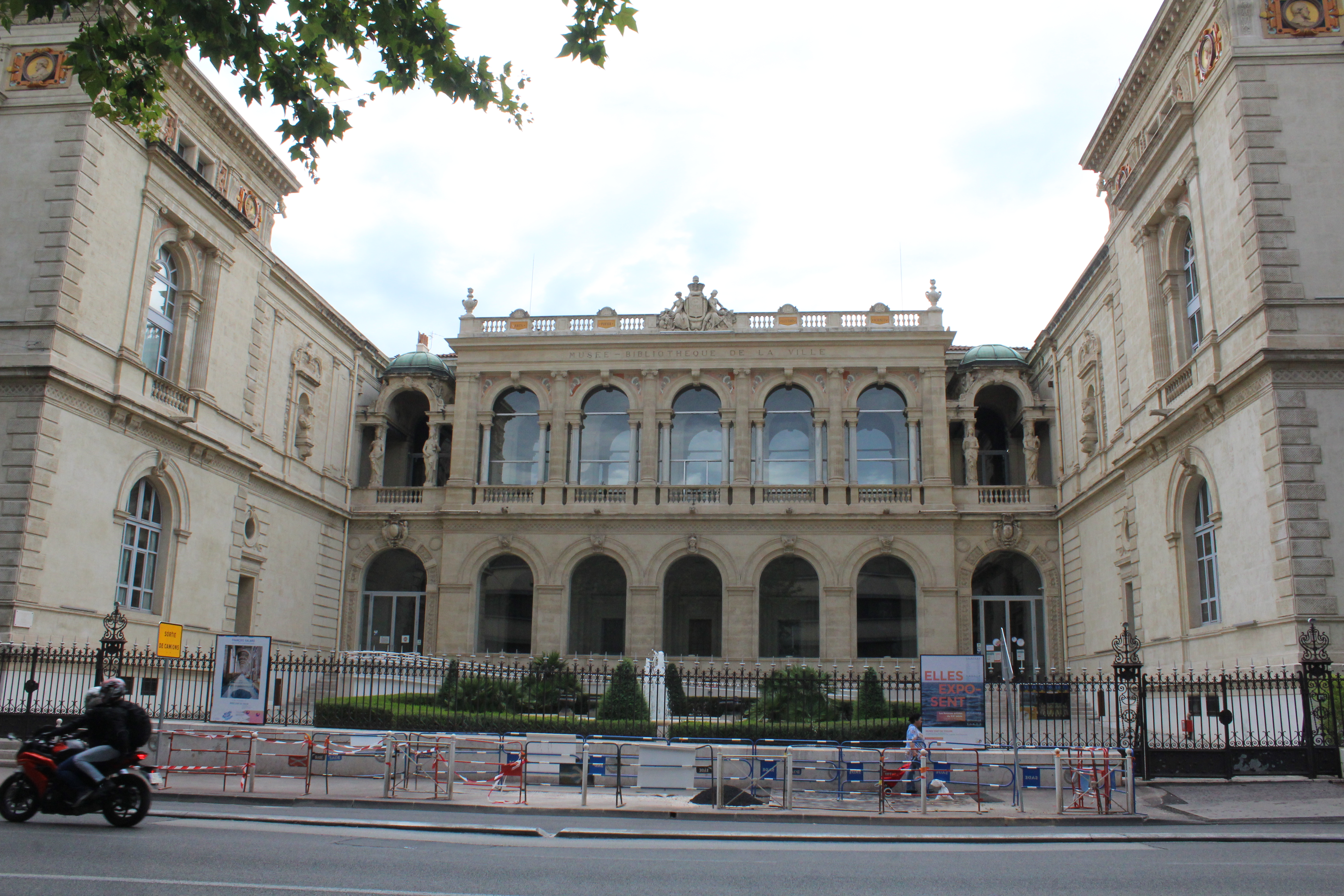
Musée d'Art de Toulon, 1993

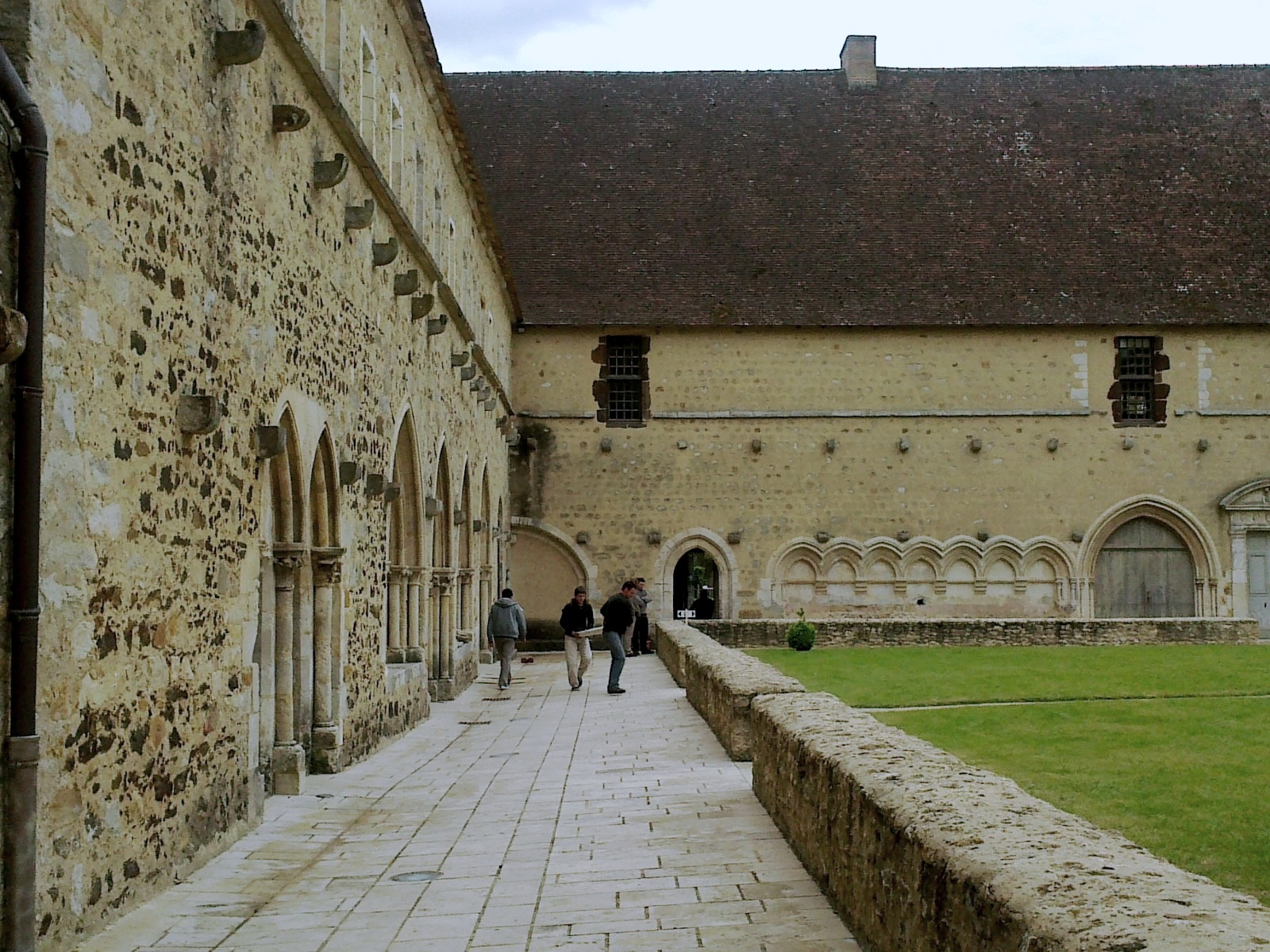
Abbaye de l'Épau, Le Mans, 1995, 2001

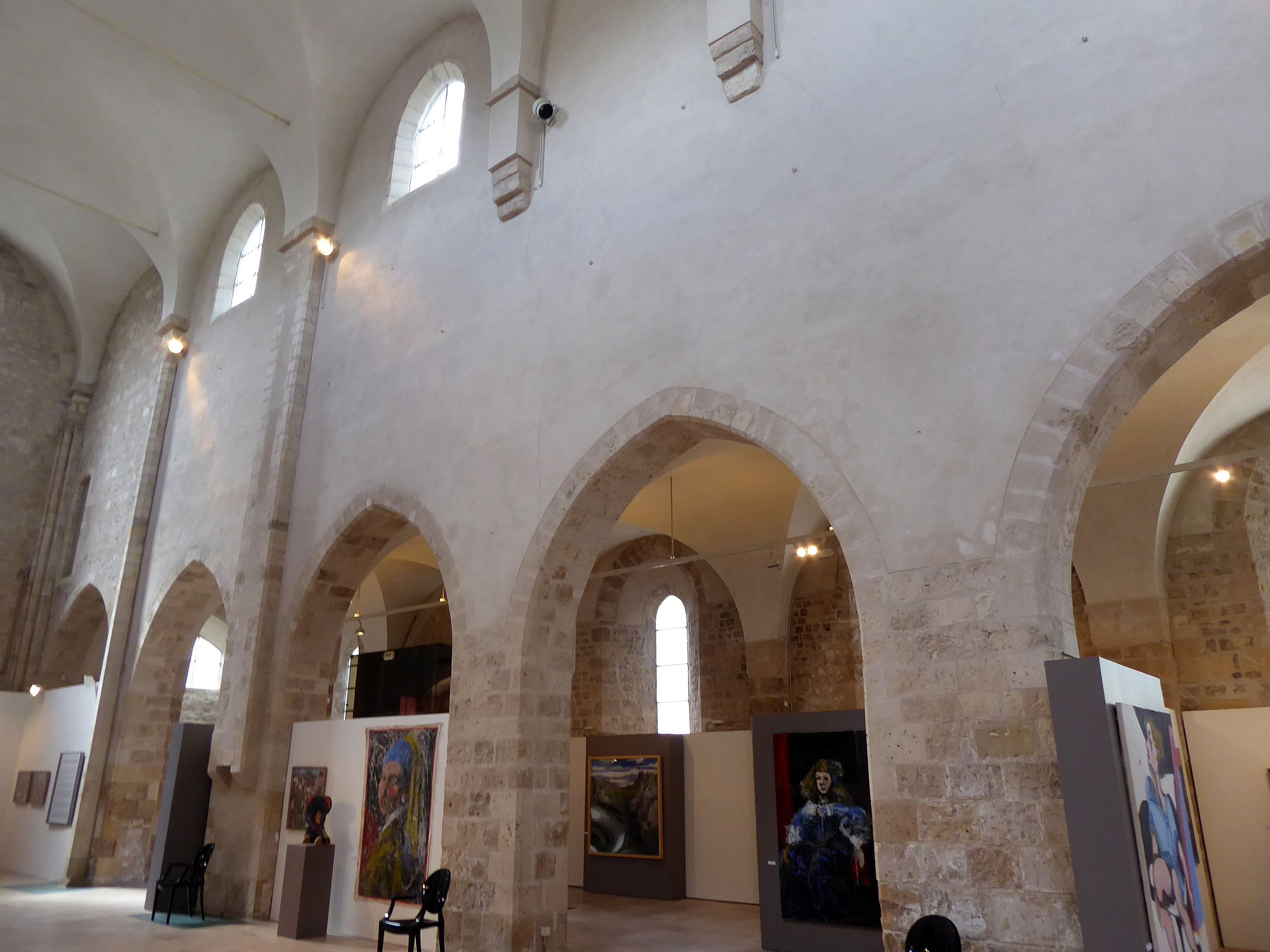
Église Saint-Pierre-le-Puellier d'Orléans, 1996

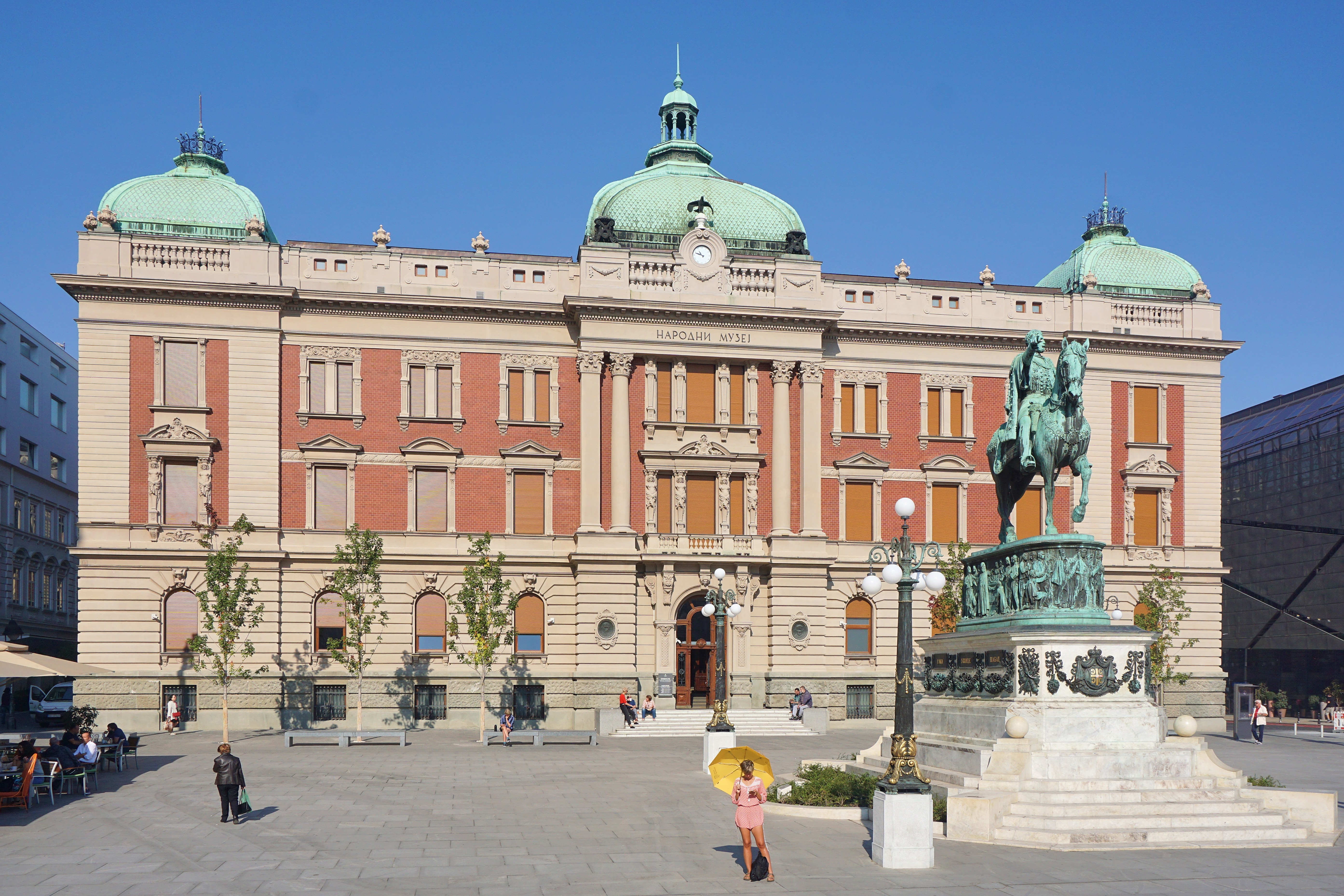
Musée national de Belgrade, 1996, 1997

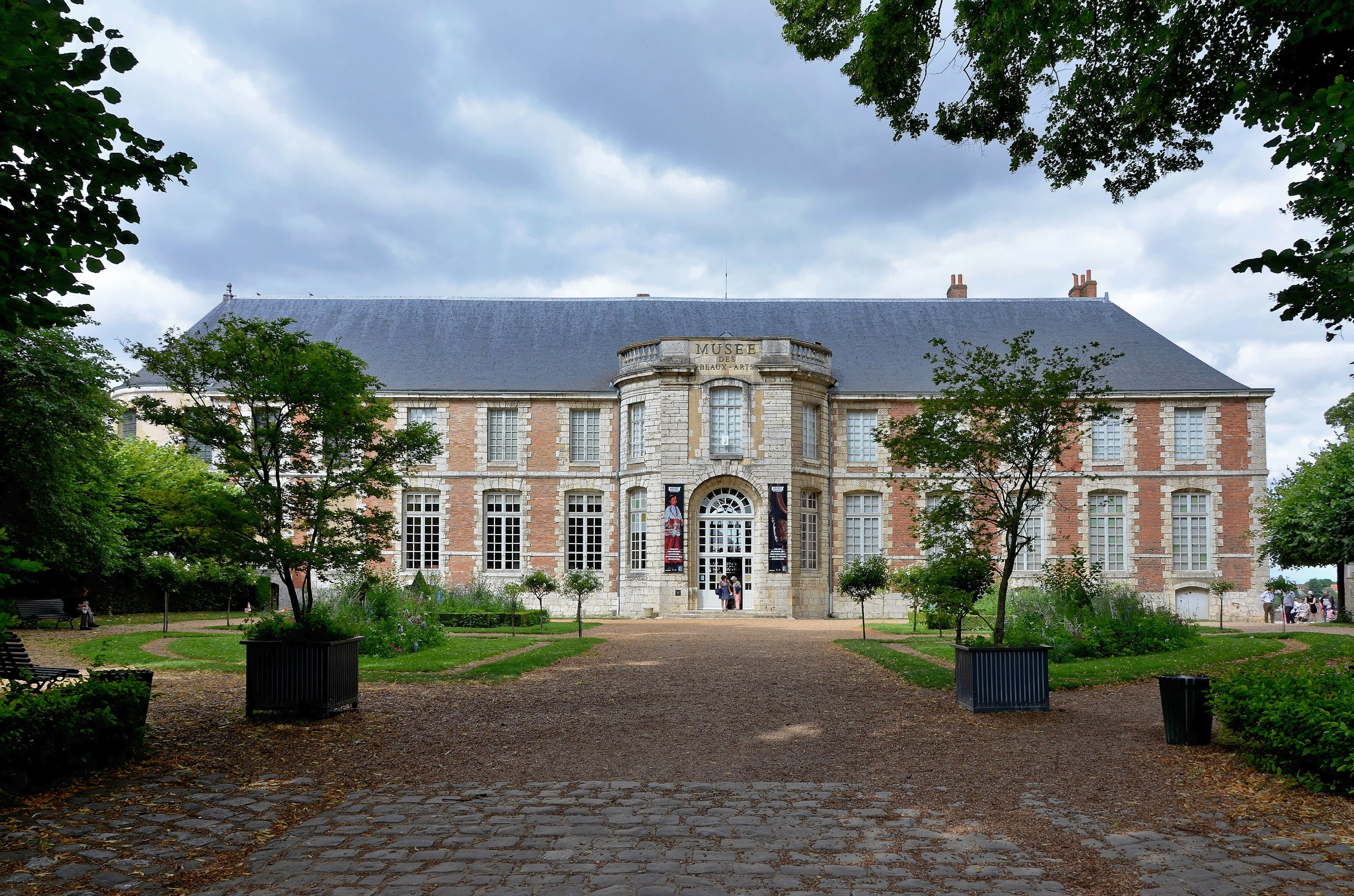
Musée des Beaux-Arts de Chartres, 1997

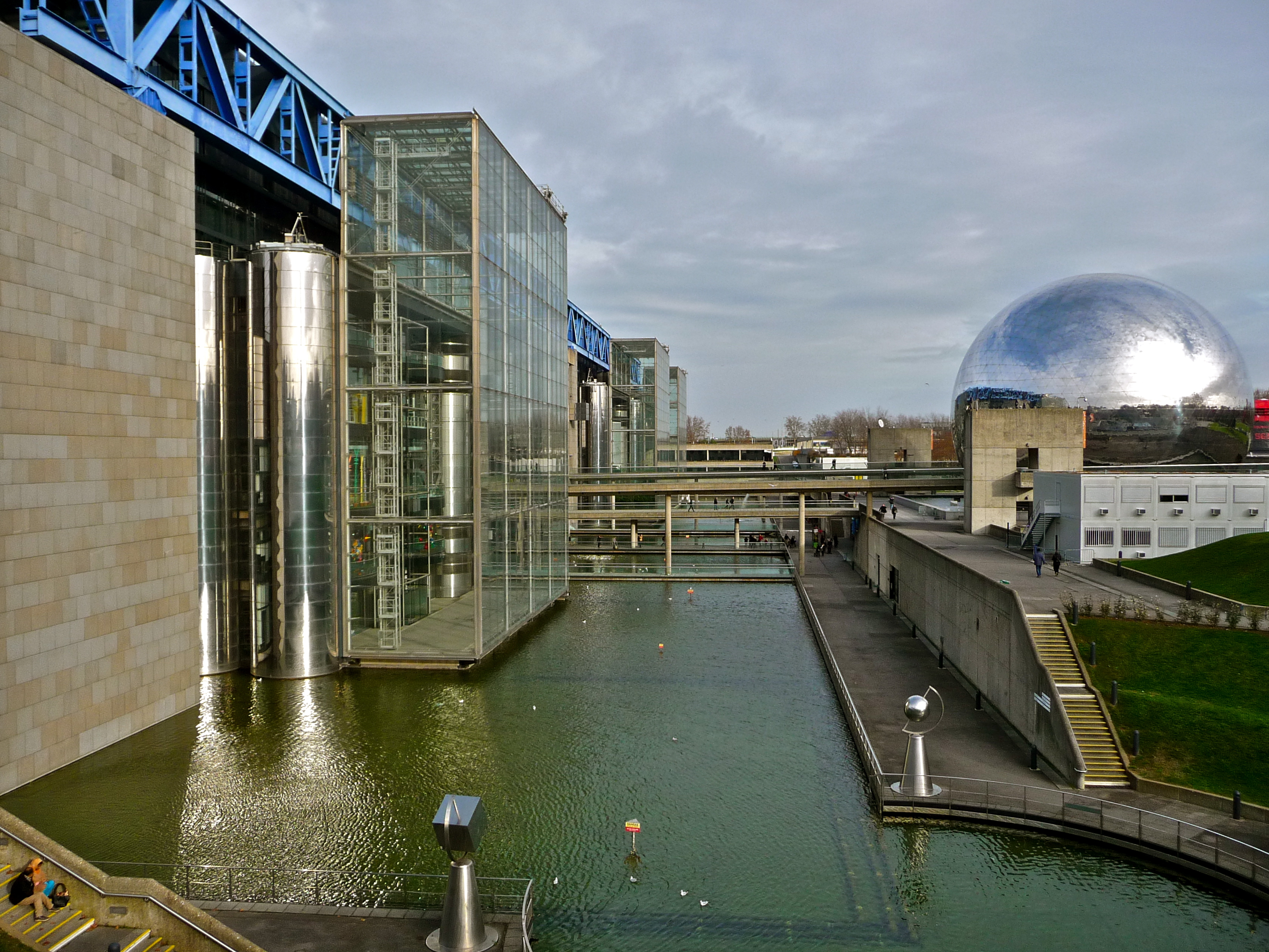
Cité des sciences et de l'industrie, Paris, 1997

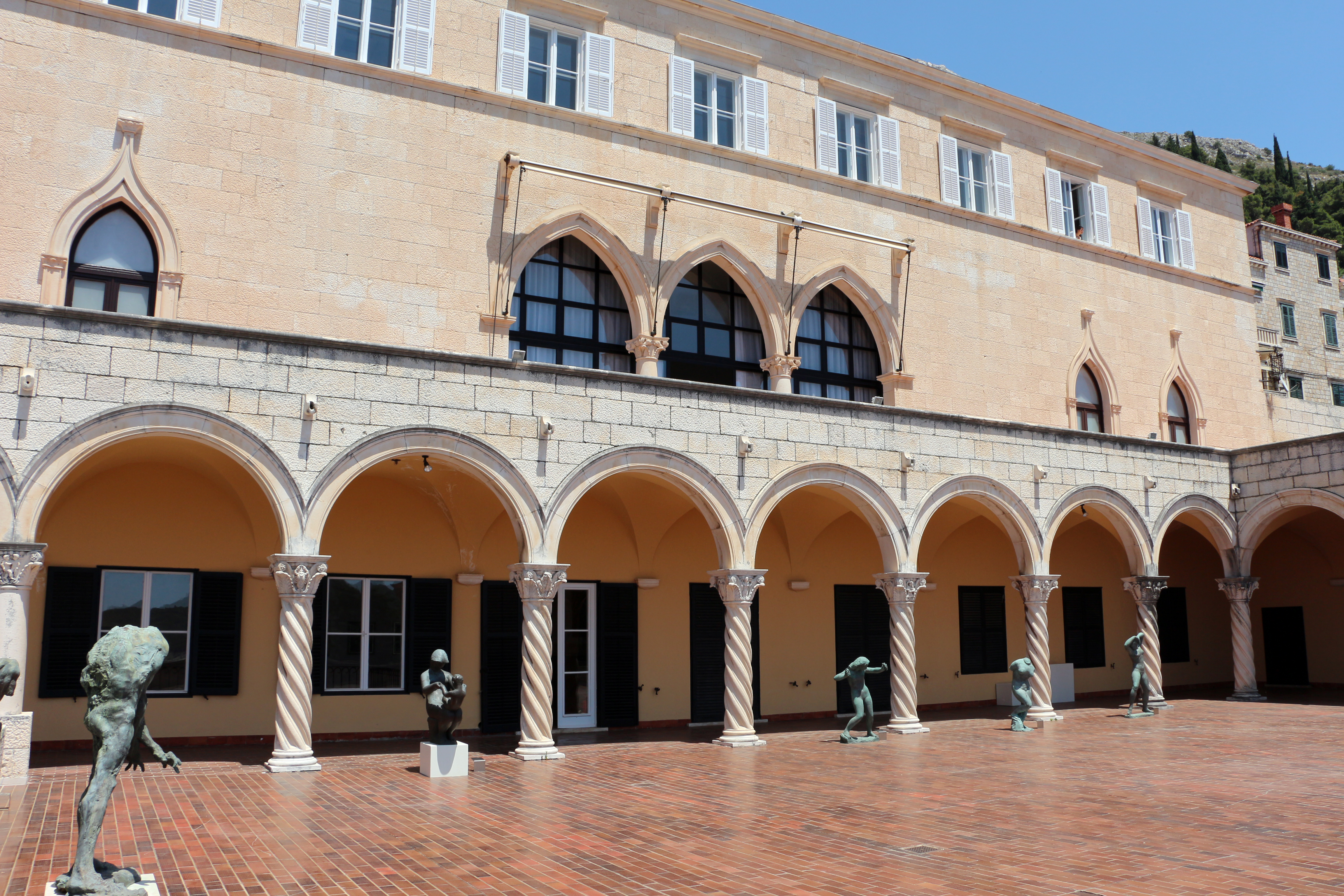
Musée d'art moderne de Dubrovnik, 1998, 1999

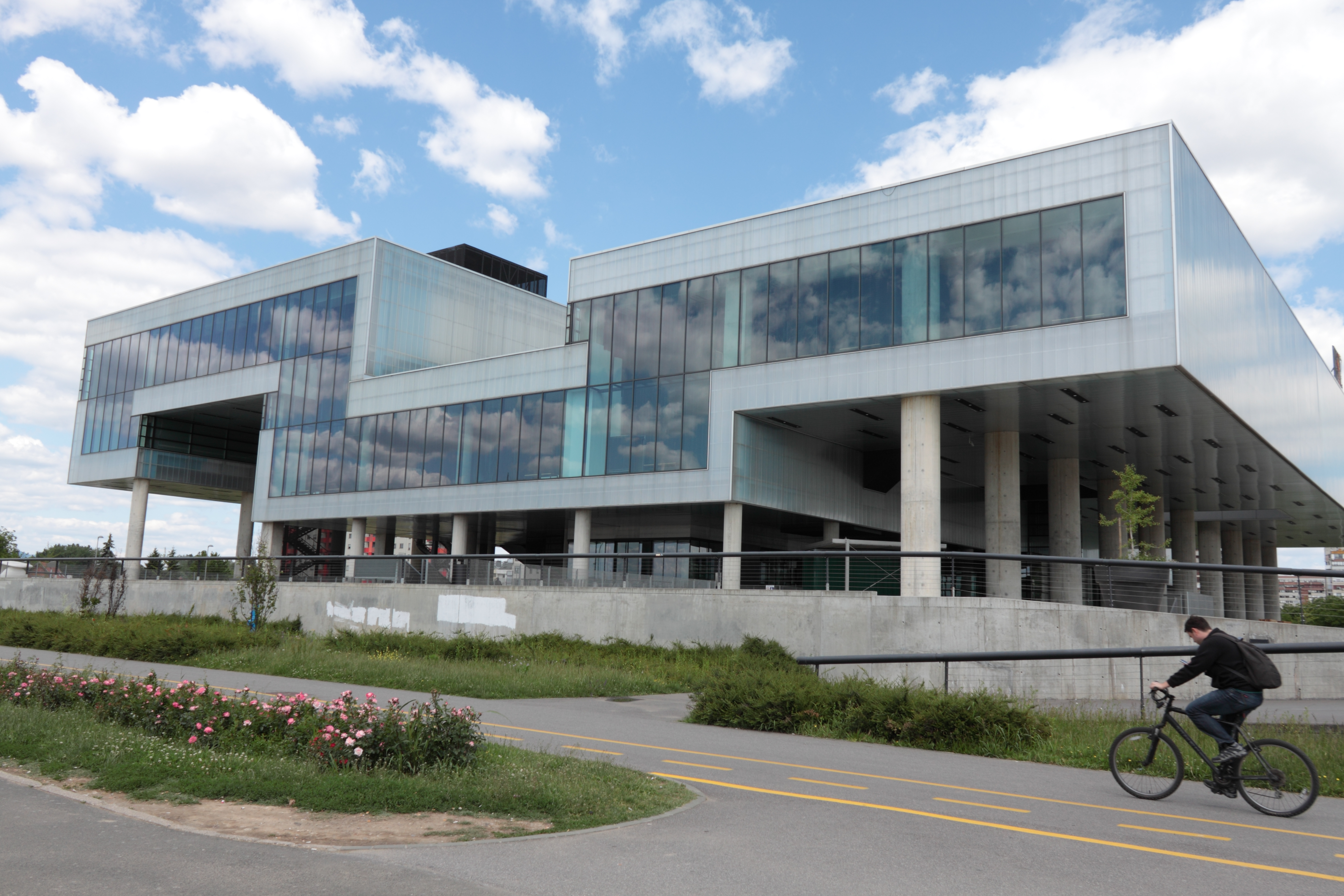
Musée d'art contemporain de Zagreb, 1999

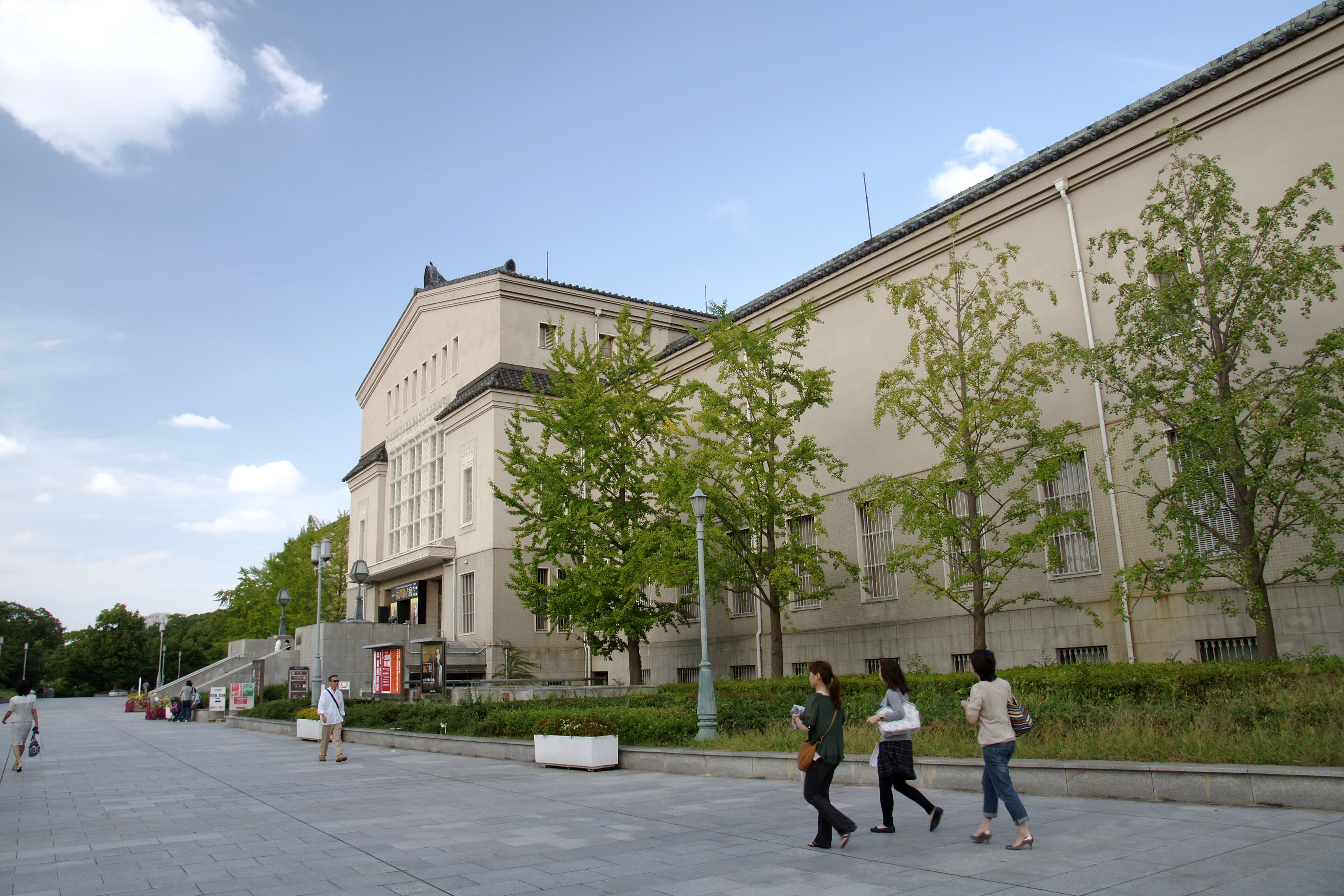
Musée municipal des beaux-arts d'Osaka, 2002

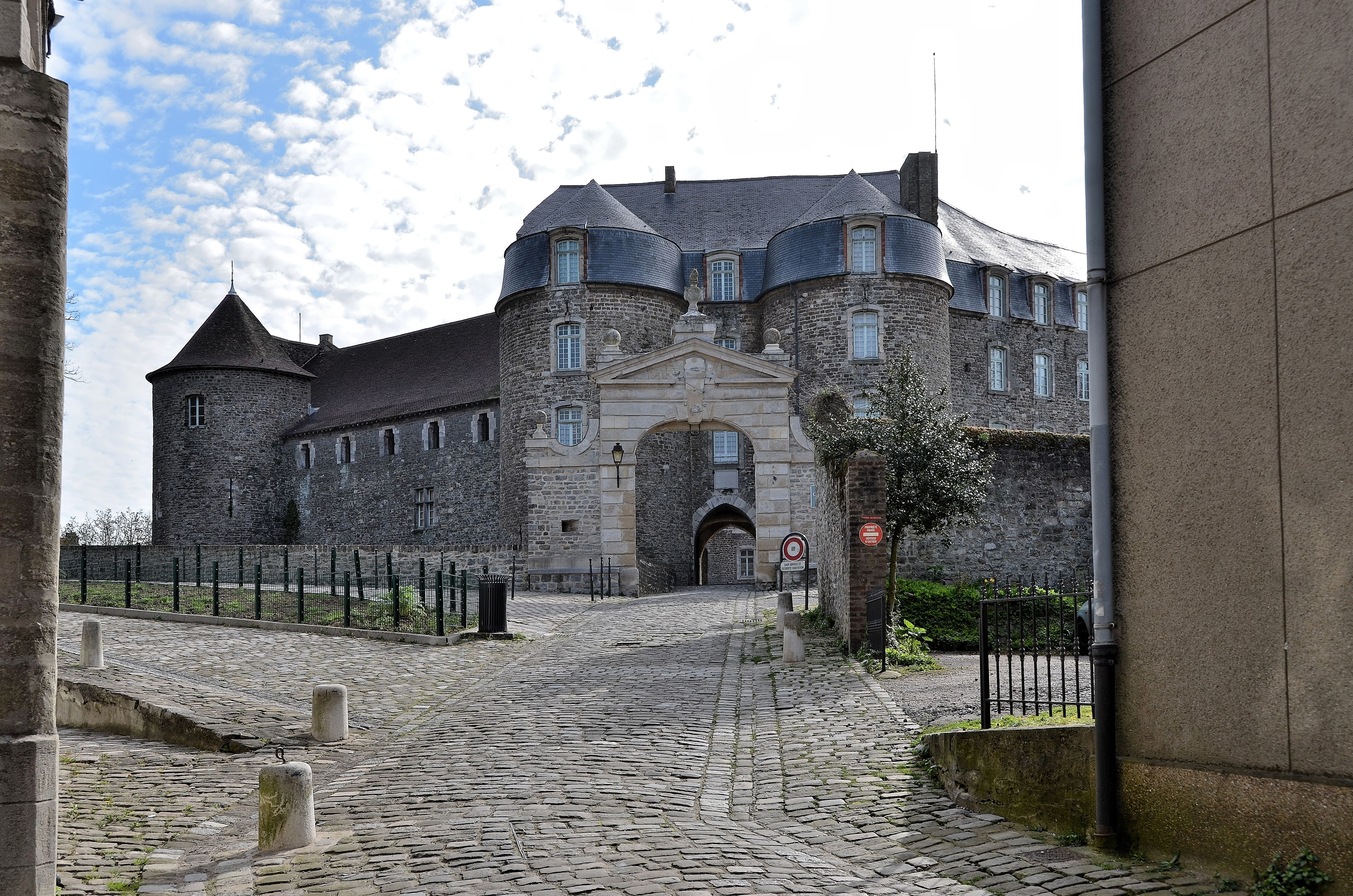
Château-musée de Boulogne-sur-Mer, 2002

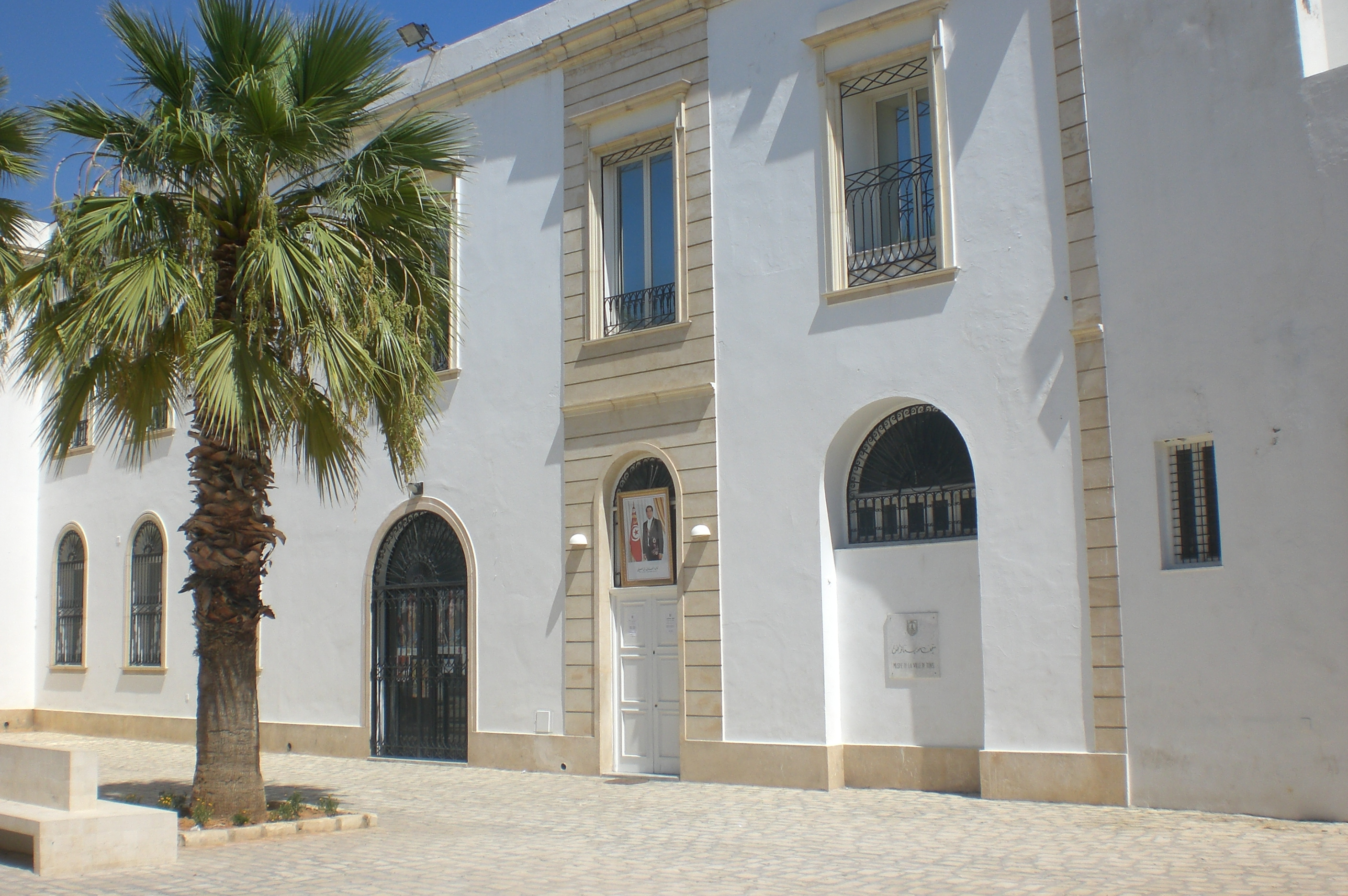
Palais Kheireddine, Tunis, 2003

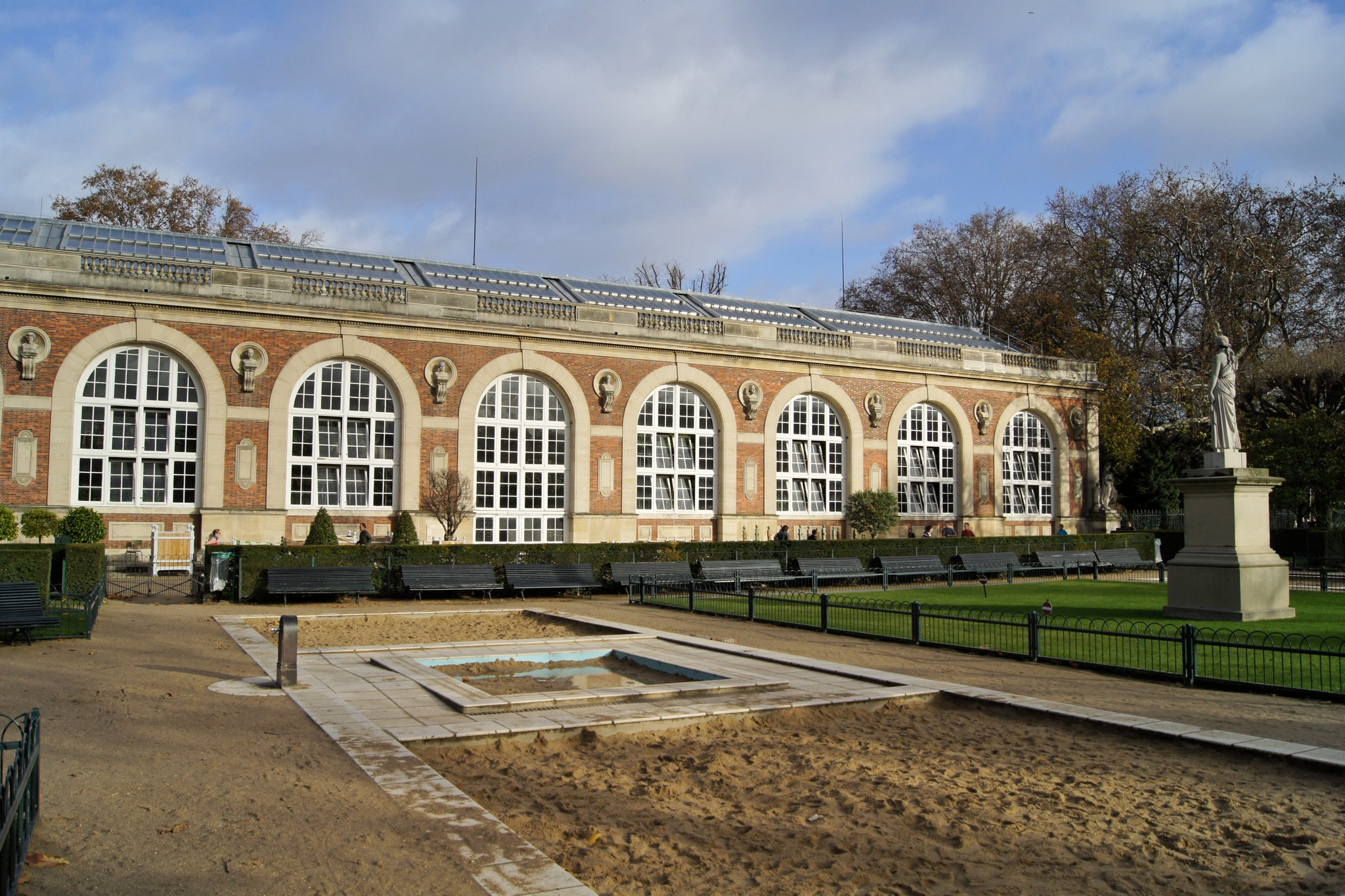
Orangerie du jardin du Luxembourg, Paris, 2004, 2008

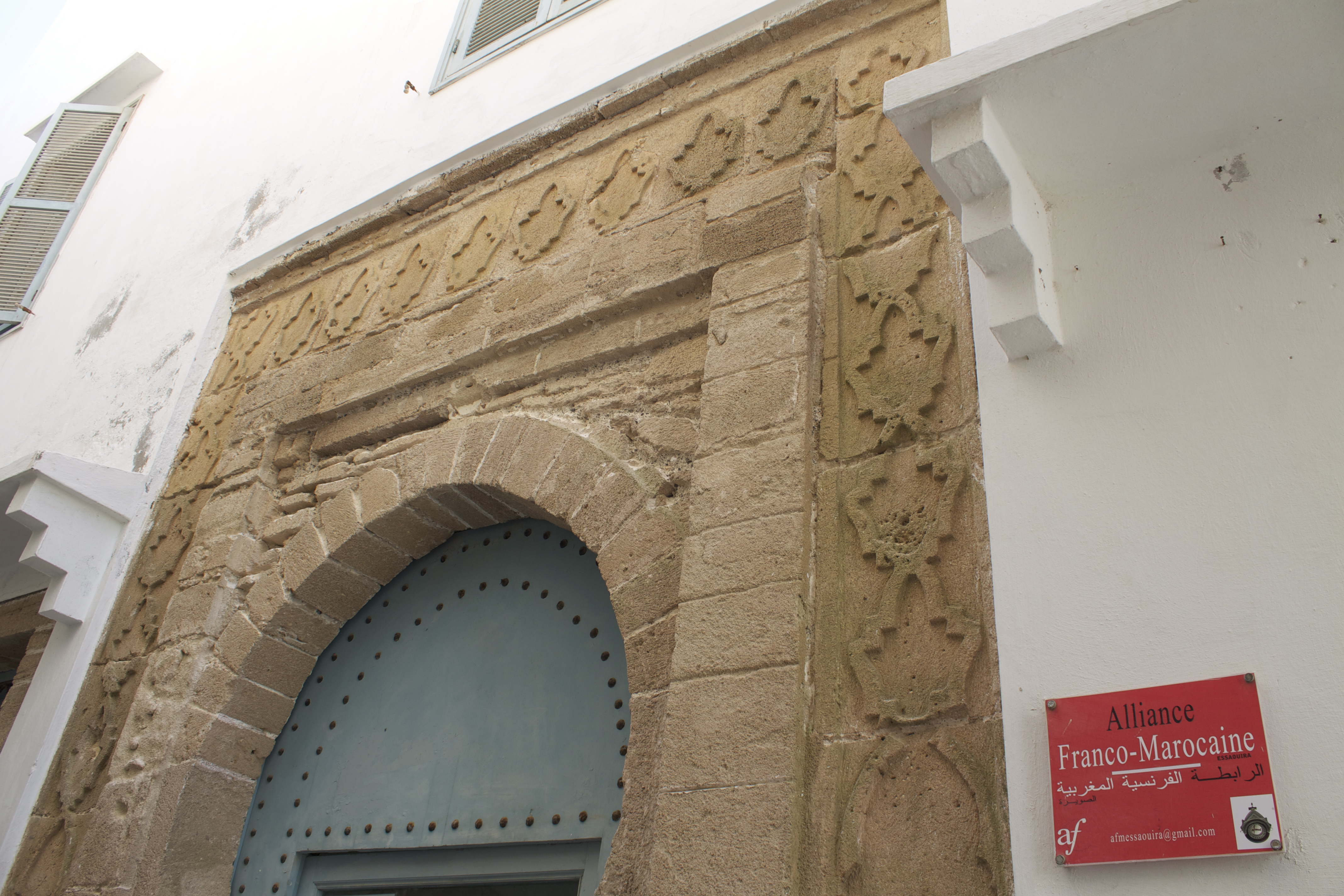
Alliance française, Essaouira, 2005

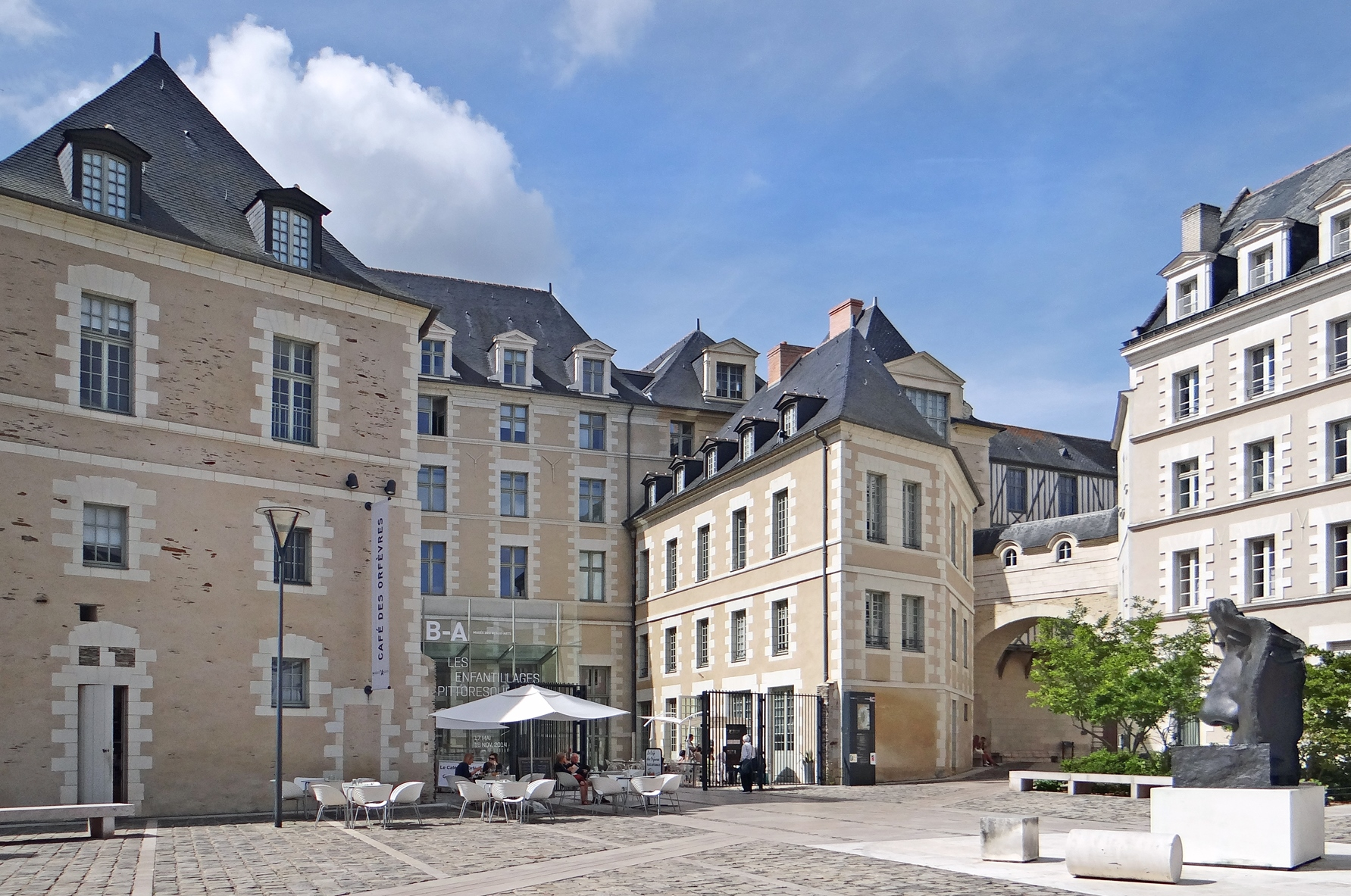
Musée des Beaux-Arts d'Angers, 2007

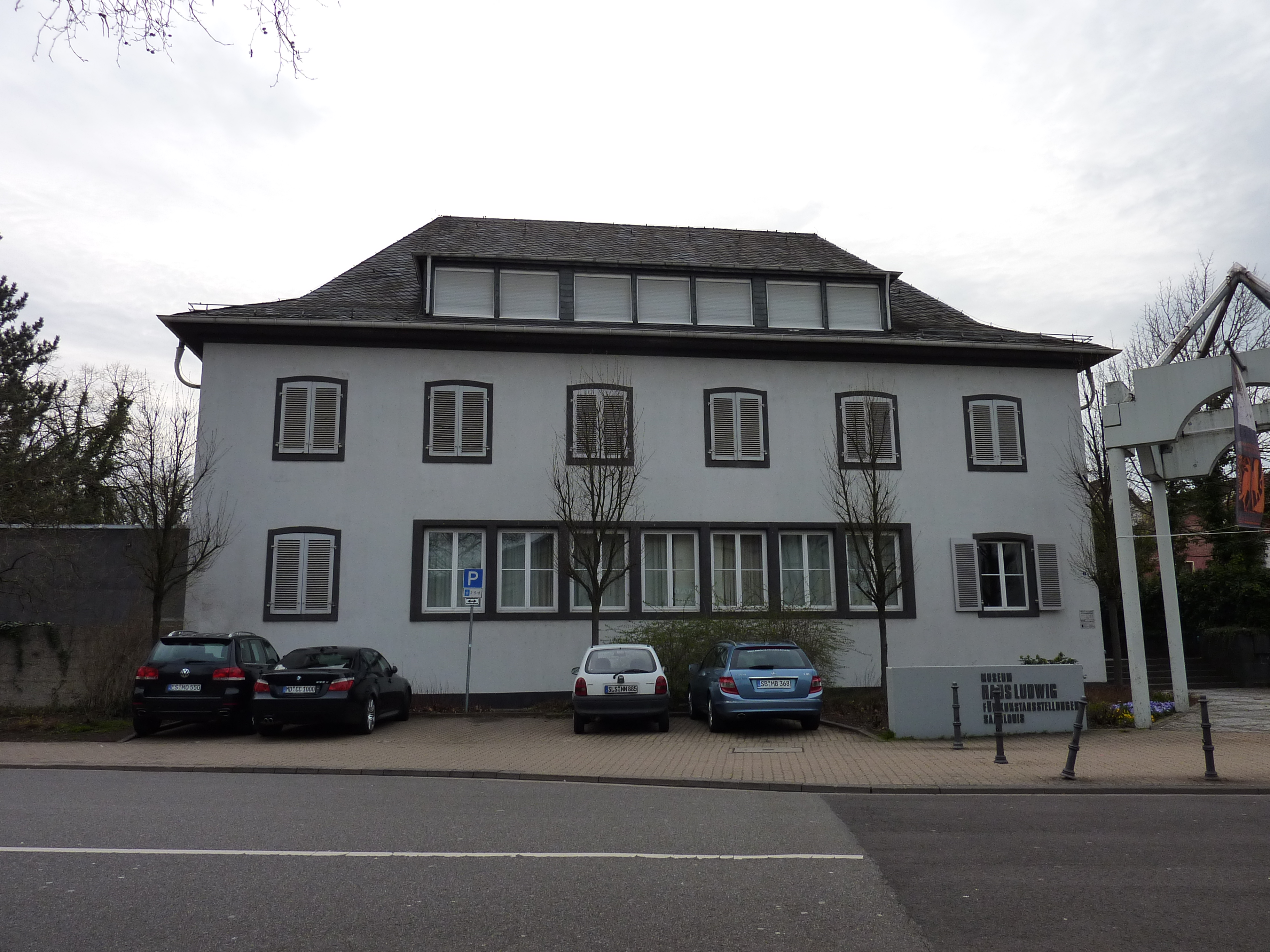
Museum Haus Ludwig, Saarlouis, 2008

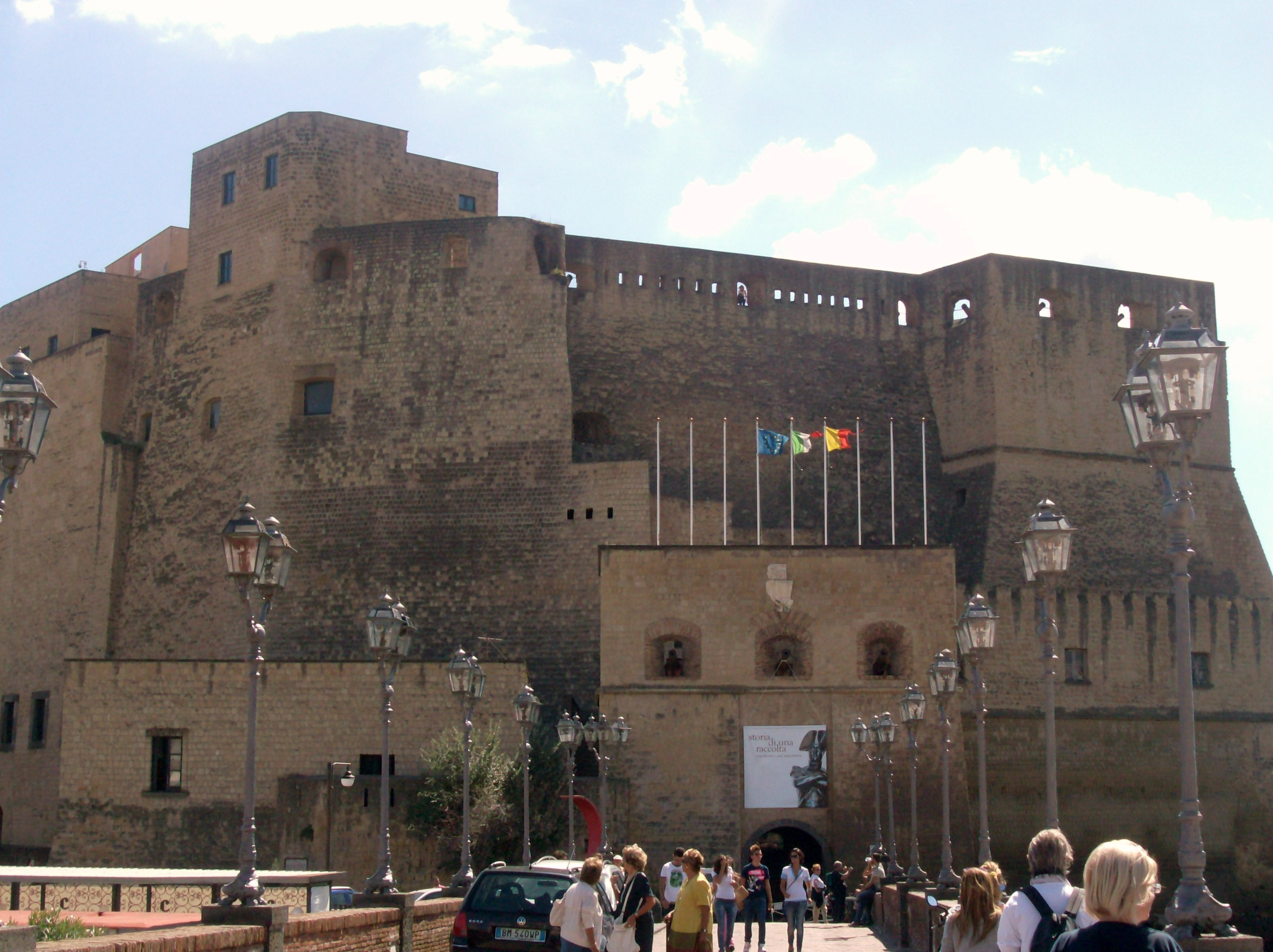
Castel dell'Ovo, Naples, 2008

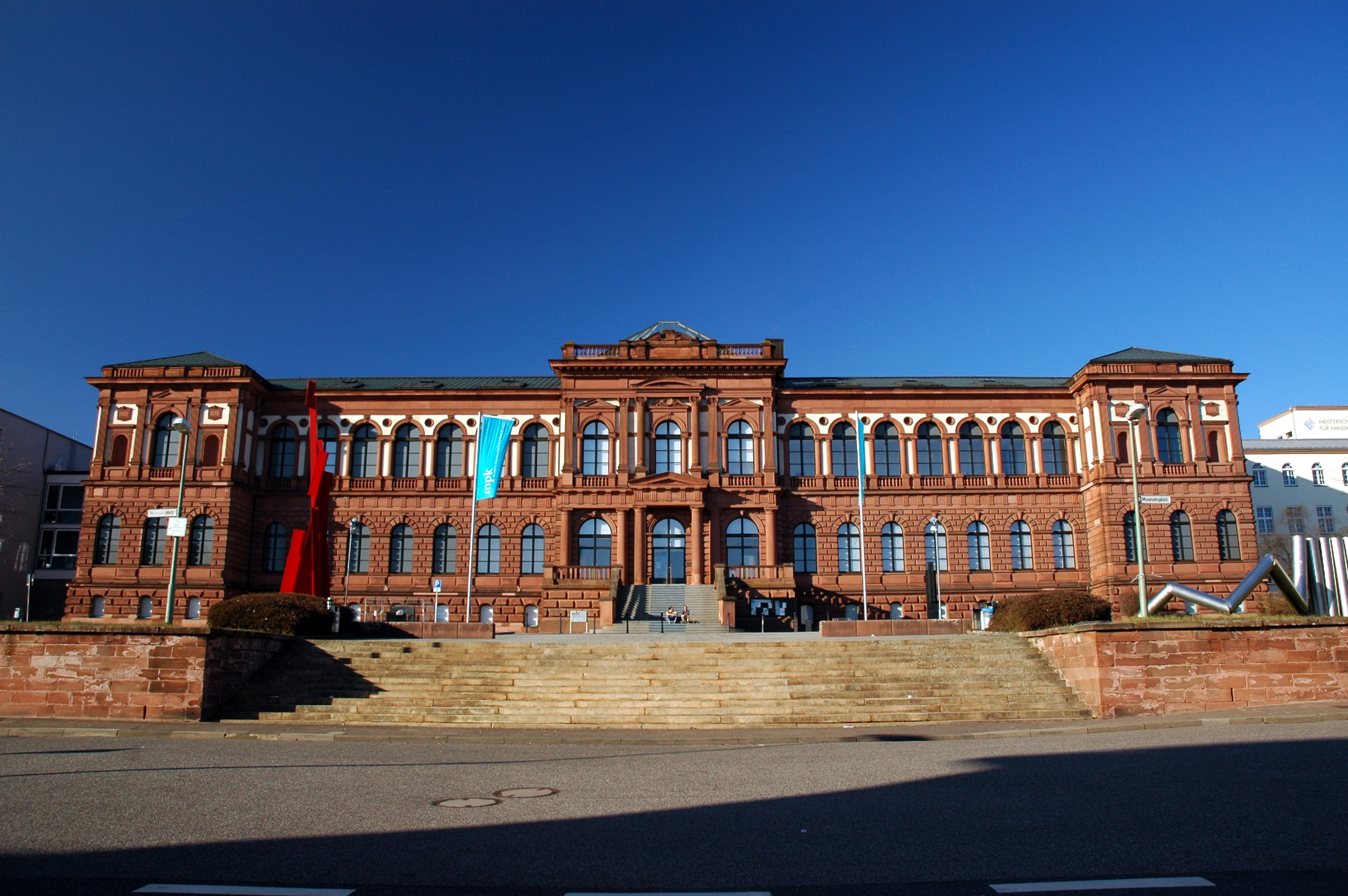
Museum Pfalzgalerie, Kaiserslautern, 2009

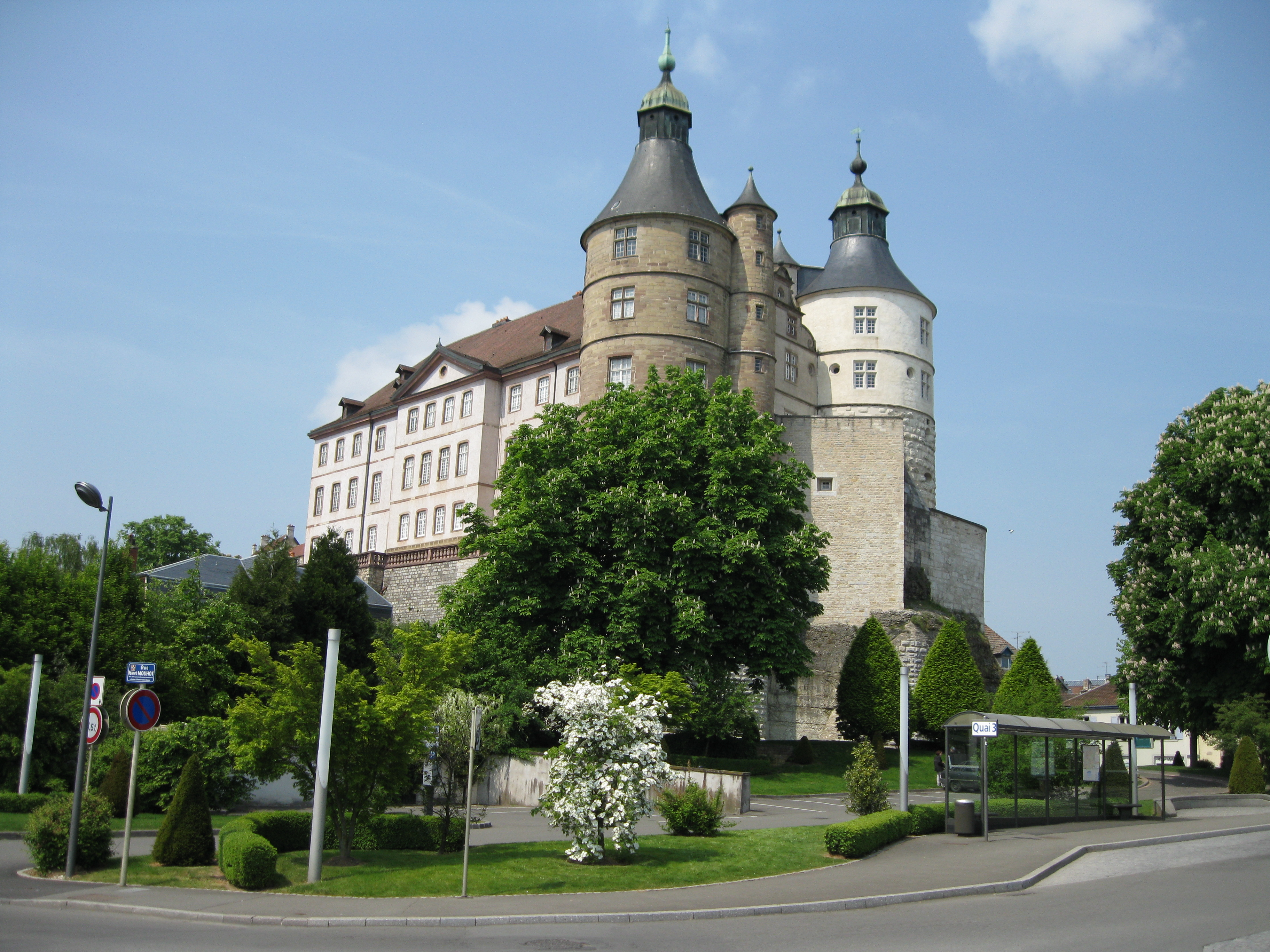
Musée-château des Ducs de Wurtemberg, Montbéliard, 2010

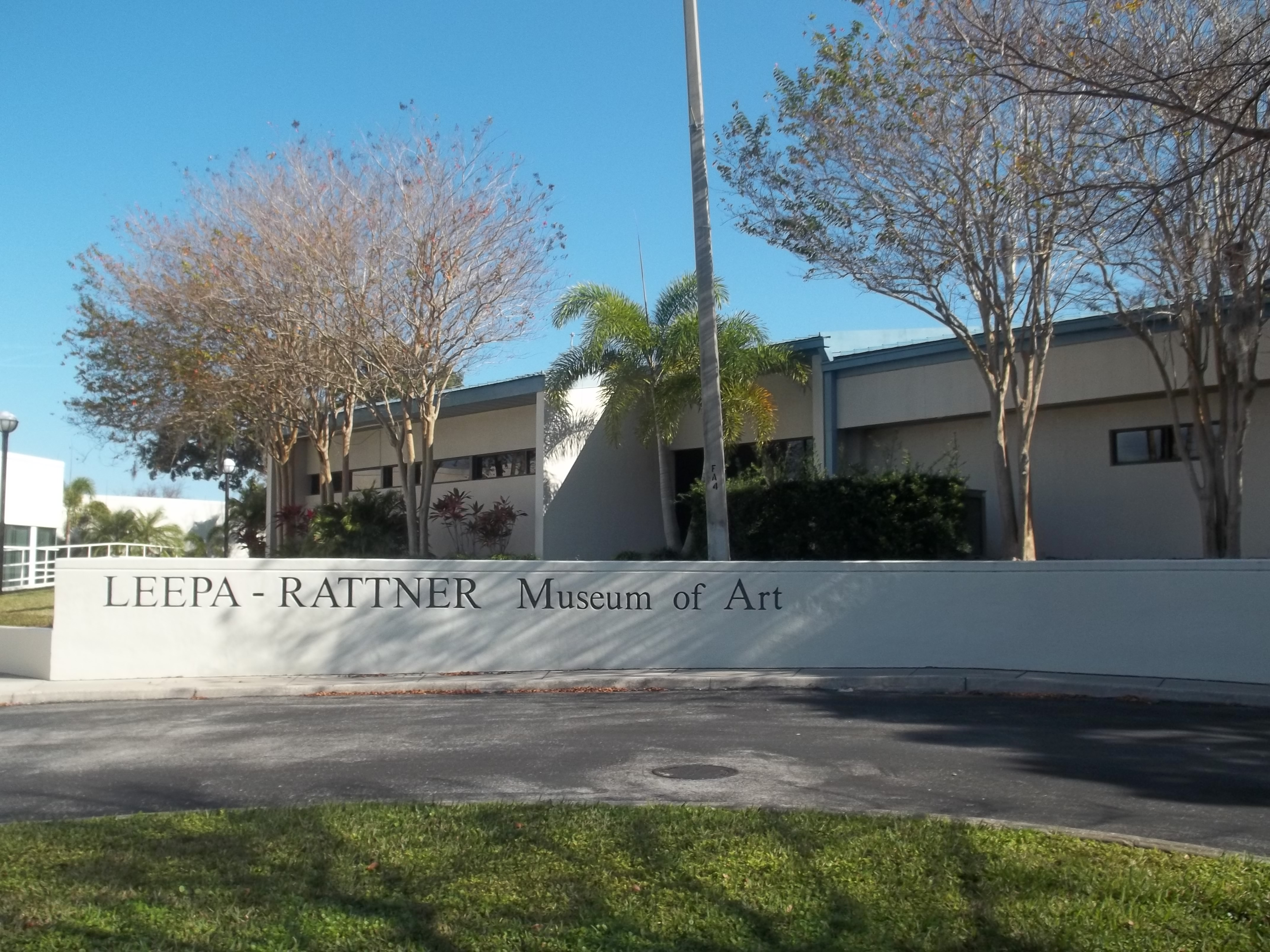
Leepa-Rattner Museum of Art, Tarpon Springs, 2010, 2012

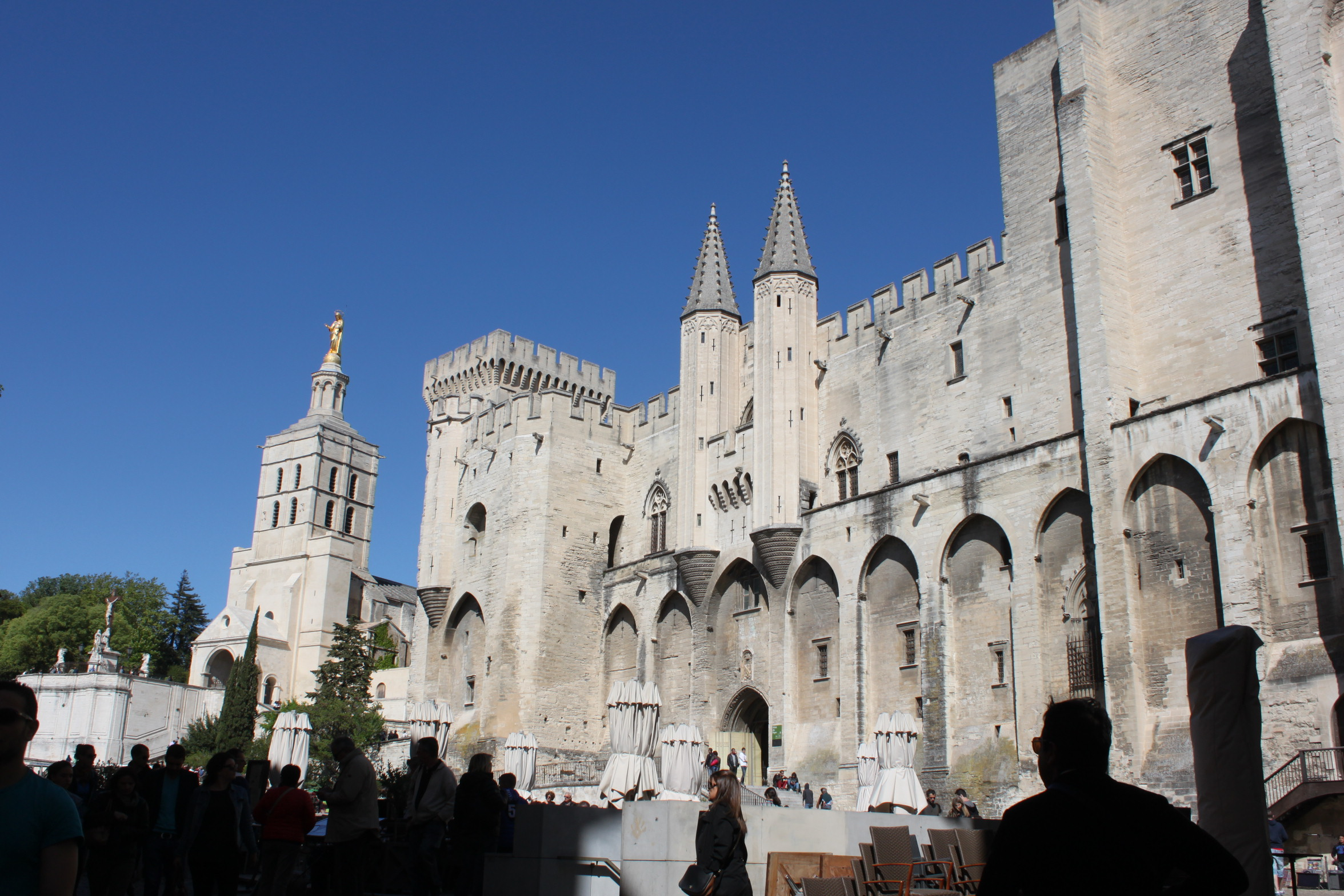
Palais des papes d'Avignon, 2010

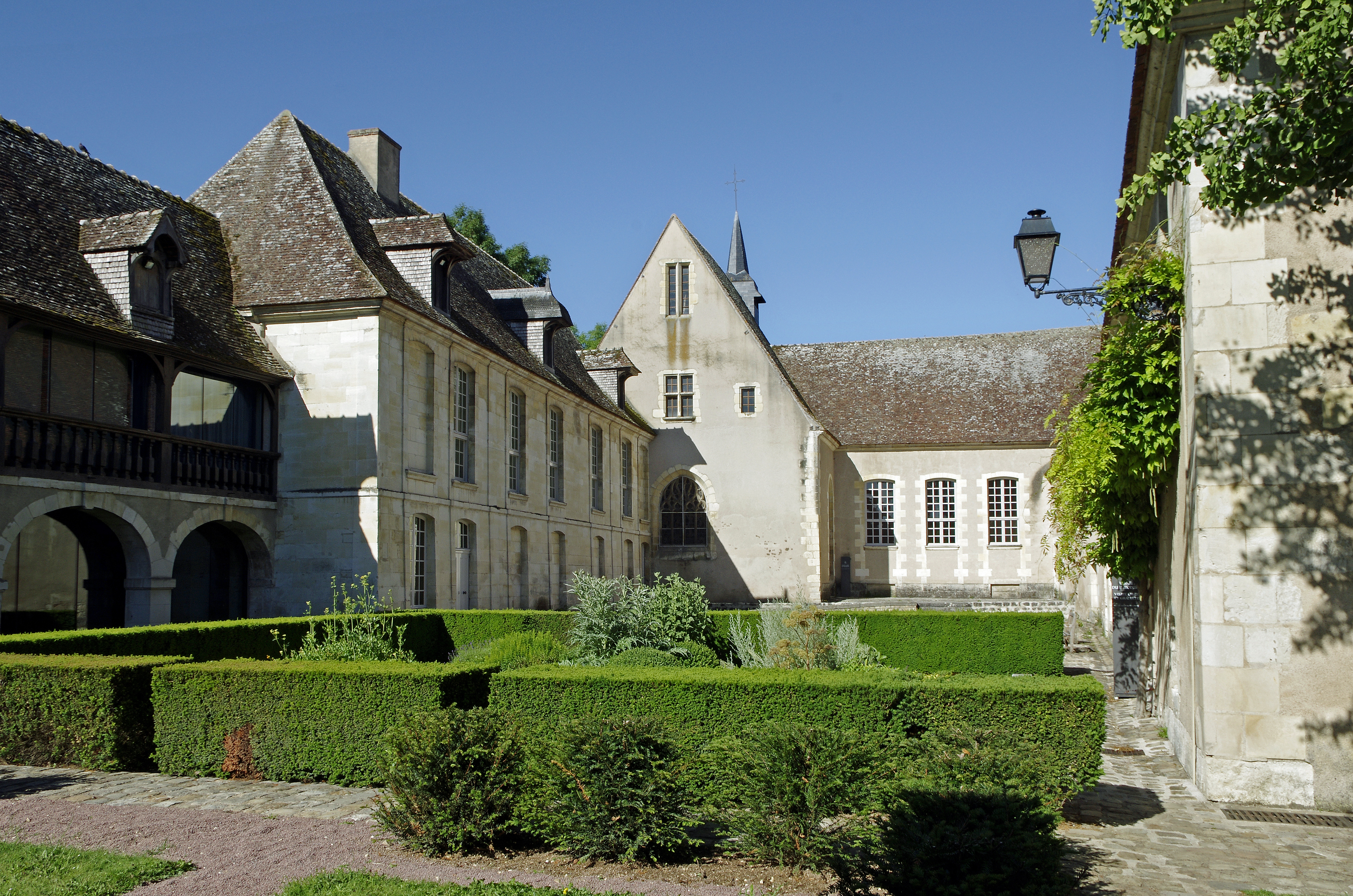
Musée de l'Hospice Saint-Roch, Issoudun, 2014

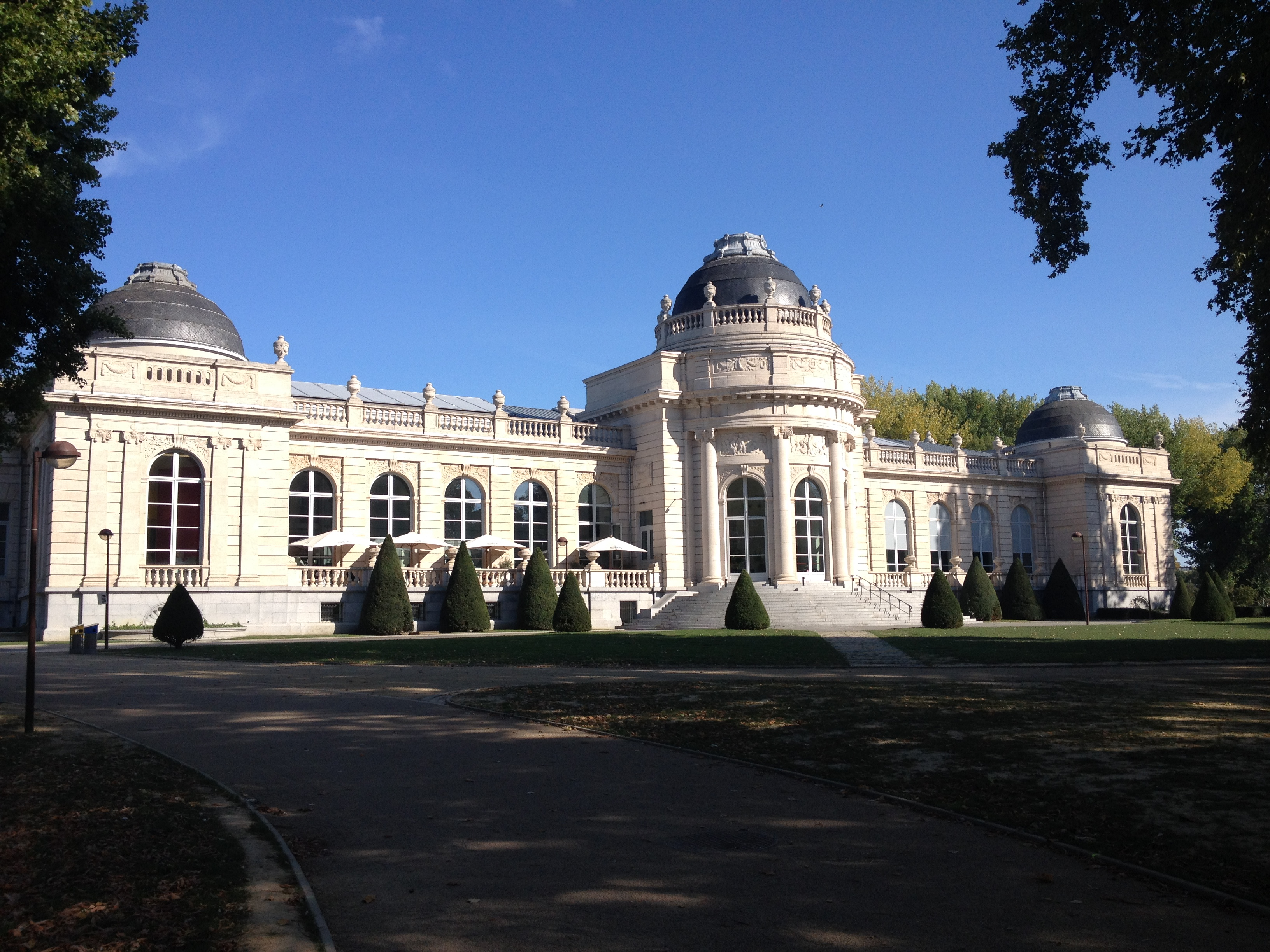
Musée La Boverie, Liège, 2016

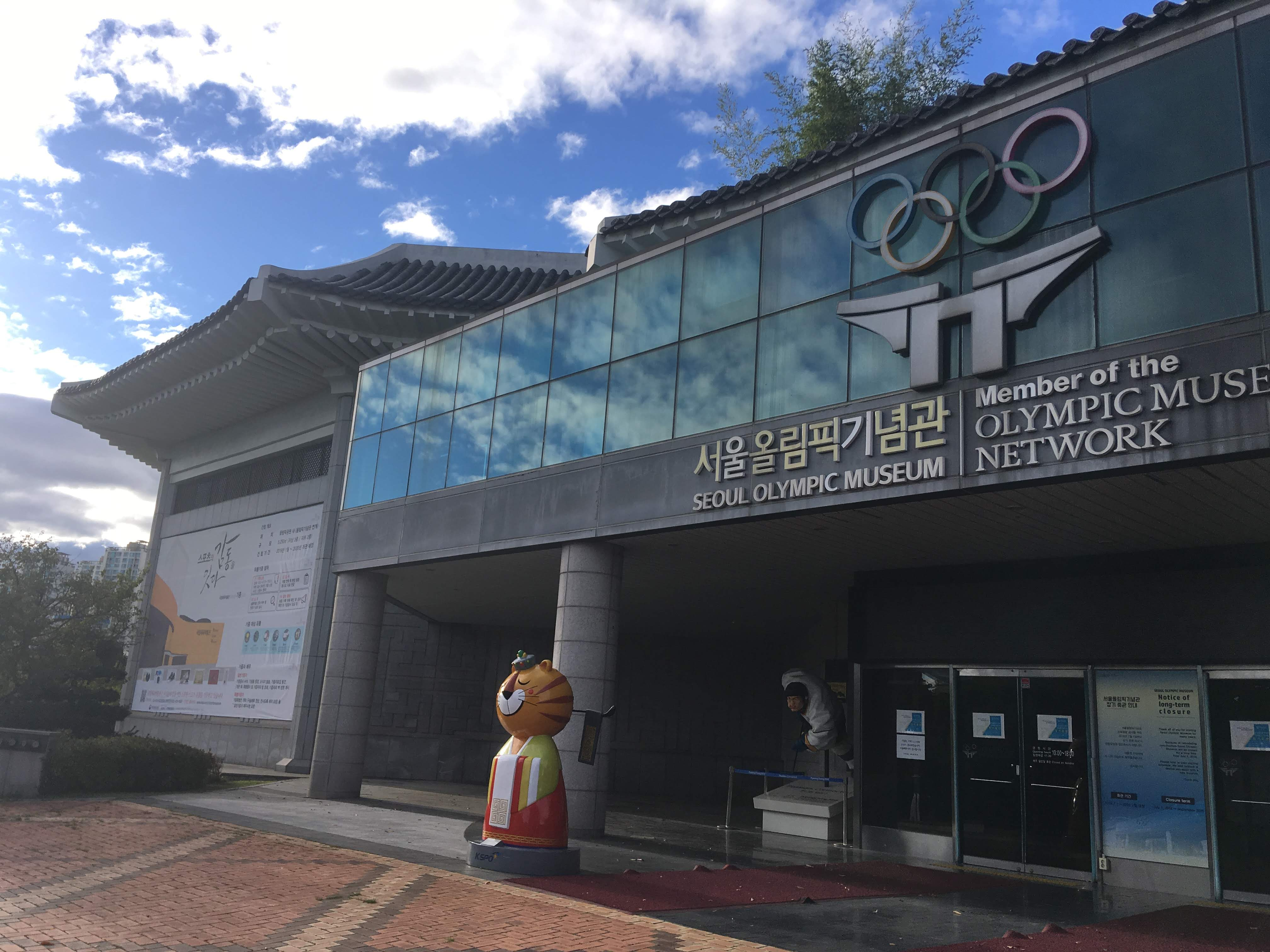
Seoul Olympic Museum, Séoul, 2016

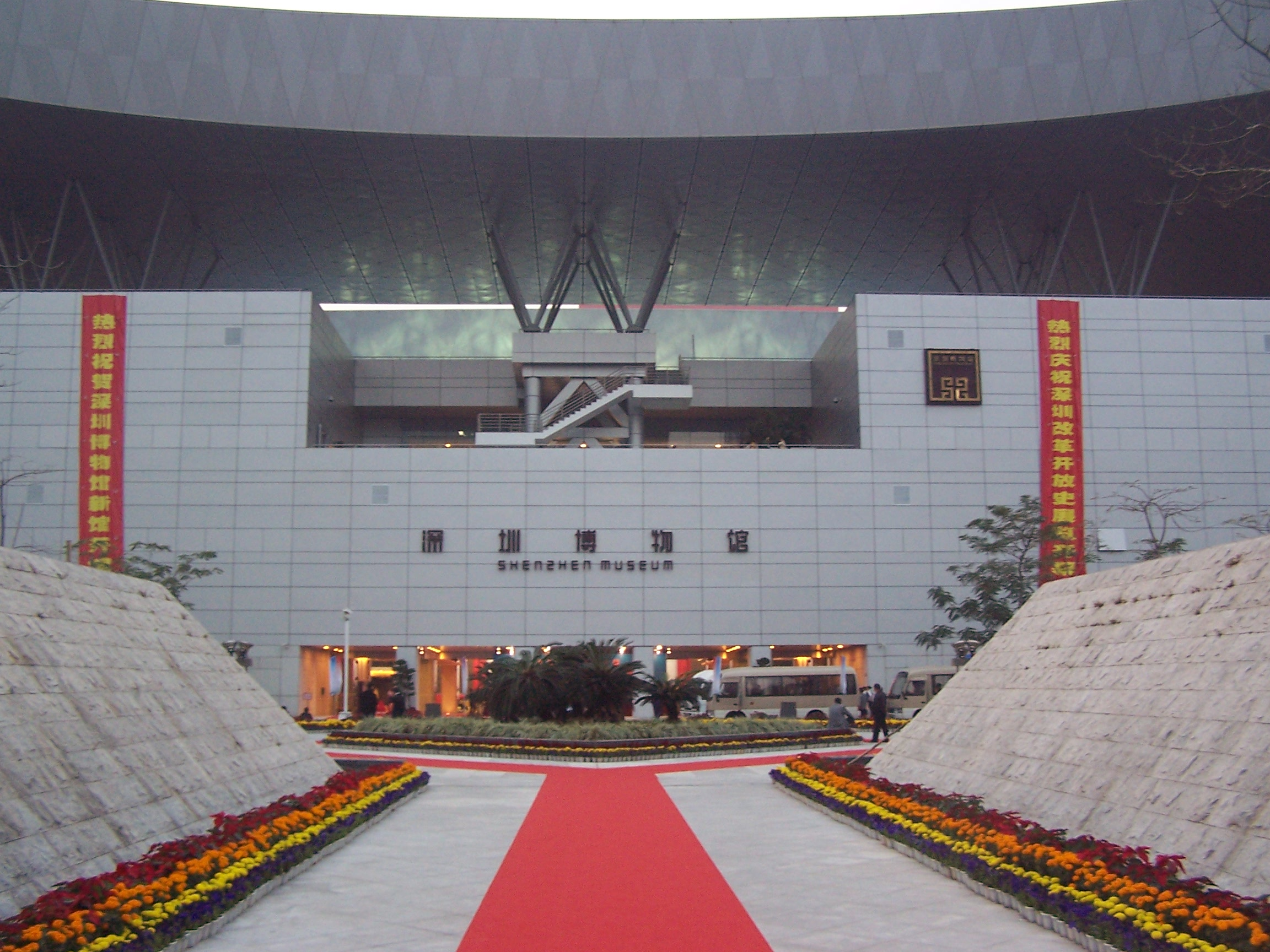
Musée de Shenzhen, 2020

- Tony Soulié, W. Noblet, M. Maquaire, Centre culturel Thibaut-de-Champagne, Troyes, 1978.
- Communication Art-Région - Situation 3, Maison des arts de Créteil, avril-juillet 1982.
- Tendances de la peinture abstraite, Centre culturel de la Villedieu, Élancourt, et Centre culturel de la poterne des peupliers, Paris, avril-mai 1983 ; Forum des Chôlettes, Sarcelles, juillet-août 1983.
- Trois jours, trois artistes : Léo Delarue, Anne Rochette, Tony Soulié, galerie de l'Arcade, Paris, décembre 1983.
- Salon de la Jeune sculpture, port d'Austerlitz, Paris, septembre-octobre 1984.
- Salon d'art contemporain de Montrouge, 1984, 1985, avril-mai 1986, mai-juin 1987, 1990, octobre-novembre 1995, avril-mai 2005.
- Peintures, l'autre nouvelle génération, Grand Palais, Paris, novembre 1984 - janvier 1985[1],[72].
- Travaux sur papier, Centre d'art contemporain Jacques-Prévert, Villeparisis, février-avril 1985.
- Fransk Konst, Kulturhuset, Stockholm, mars-mai-1985.
- Biennale de sculpture, Fontenay-sous-Bois, mai-juin 1985.
- Europe et toiles 85, espace Mercédès-Benz, Paris, 1985.
- Foire internationale d'art contemporain (stand galerie Françoise Paluel), Grand Palais, Paris, octobre 1985, 1986, 1987, octobre-novembre 1990, septembre 1999, octobre 2003 (stand Éditions Éric Linard), octobre 2009 (stand Galerie Pascal Vanhoeck).
- Festival international de la peinture, Cagnes-sur-Mer, 1985, juin-septembre 1989.
- Foire de Cologne (stand Françoise Palluel), 1985.
- La Bastille, galerie Artom, décembre 1985 - janvier 1986.
- Catherine Lopes-Curval, Michel Salsmann, Tony Soulié, nouveau théâtre de Belfort, octobre-novembre 1986.
- Barrot, Bruneaud, Soulié, galerie Calibre 33, Nice et galerie Ek'ymose, Bordeaux, décembre 1986.
- Papier à la une, galerie Françoise Palluel, Paris, mars-avril 1987.
- Art Jonction International (stand galerie Françoise Palluel), Nice, juillet 1987.
- Ceci n'est pas un carré blanc This is not a white square, Centre national des arts plastiques, Paros ; Berkeley Art Center, Berkeley[1] ; Southern Exposure (en), San Francisco ; Porter Sesnon Gallery, Santa Cruz (Californie), Mills College Art Gallery, Oakland (Californie), Ek'ymose 2, Bordeaux, 1987.
- Panorama de l'École française contemporaine, Tel-Aviv.
- A.R.C.0. (stand galerie Ek'ymose), Madrid, février 1988.
- Art contemporain français, palais national de la culture, Sofia, palais de la culture de Iași, février-juin 1988.
- Rencontres 88 - Tony Soulié, Bernard Turiot, Philippe Charpentier, Jean-Louis Kolb, Paul Pagk, Carré des arts, Parc floral de Paris, mai-juin 1988.
- Les 101 communes de l'art, Centre d'art contemporain Granit, Belfort, 1988.
- Parecchi passerelle di arte, galerie Marco Polo de Venise et espace Croix-Baragnan de Toulouse, octobre-novembre 1988.
- Five French artists, Fota Gallery, Washington, 1989.
- Ambassade de France, Washington, 1989.
- Galerie Saxe-Arcelin, Paris, 1989.
- La peinture en France - Une nouvelle génération, 1984-1988, exposition itinérante, Musée d'Art moderne de Rio de Janeiro, Musée des Beaux-Arts de Brasilia, Musée national de Colombie à Bogota, Centre culturel Avianca de Barranquilla, Museo Nacional de Artes Visuales de Montevideo, Musée national des Beaux-Arts de Santiago du Chili, 1989-1990.
- Prélude… Prélude, galerie Koralewski, Paris, janvier-février 1990.
- Une collection pour la Grande Arche, toit de l'arche de la Défense, Paris, février-mars 1990.
- Collectif III - Richard Texier, F. Charron, Tony Soulié, galerie Bernard Davignon, Paris, mars-avril 1990.
- Œuvres sur papier, galerie Jorge Alyskewycz, Paris, avril-mai 1990.
- Palais de la culture, Recife, 1990.
- 8e Salon d'art contemporain de Bourg-en-Bresse, novembre 1990.
- S.A.G.A., janvier-février 1991, mars 1992, mars 1993 (stand Alin Avila, Grand Palais), mars 1994 (stand galerie Phal, parc des expositions de la porte de Versailles), mars 1995, avril 1996, avril 1998 (espace Eiffel-Branly), Paris.
- Découvertes (stand galerie Françoise Palluel), Grand Palais, Paris, mars 1991, octobre 1993.
- Collection contemporaine BNP, École nationale supérieure des beaux-arts, Paris, avril-juin 1991.
- Internazionale d'arte contemporanea (stand galerie Mobile), Milan, avril 1991.
- La collection contemporaine de la B.N.P., École nationale supérieure des beaux-arts, Paris, avril-juin 1991[73].
- L'art, richesse de l'E.S.C.P., École supérieure de commerce de Paris, juin 1991.
- Stockholm Art Fair (stand galerie Sonia K), Stockholm, 1991, mars 1992.
- Foire de Bruxelles (stand Michel Luneau Art Gallery), 1991.
- Art Basel, Bâle, juin 1991 (stand Éric Linard), juin 2007 (stand galerie Bucciali).
- Drawings only, Denise Cadé Art Gallery, New York, décembre 1991 - janvier 1992.
- Tony Soulié - Daniel Humair, galerie Suzanne Tarasiève, Barbizon, mai-juin 1992.
- Pavillon français, Exposition universelle de Séville, août 1992.
- Tony Soulié - Jacques Bosser, galerie La navire et le Quartz, Brest, janvier-février 1993 ; galerie Phal, espace Kléber, Paris, mars-avril 1994.
- Art Frankfurt (stand galerie Üte Brummel), Francfort, avril 1993, 1994, avril 1995, mars 1996, 1997, mars 1998, avril 1999.
- Festival du Marais (stand galerie Anne-Marie Galland), Paris, juillet 1993.
- L'éloge de la peinture, musée d'Art de Toulon, juillet-octobre 1993.
- Galerie Christine Phal, Paris, octobre 1993 (Signes, traces, mémoires), mai-juin 1999 (Escale), février-mars 2000 (Quarante créateurs - Un matériau : le feutre), octobre-novembre 2000 (Carte blanche), septembre-octobre 2001 (Escales), mai-juin 2003 (Parfum de fleurs), juin-juillet 2003 (Extérieur peinture), décembre 2004 (Érotisme).
- Carte blanche à Daniel Humair, Centre culturel Robert-Desnos, Ris-Orangis, octobre 1993.
- Institut français de Sofia, 1994.
- La Havane - Jacques Bosser, F. Robin, Tony Soulié, galerie de la FNAC, 1994.
- Jazz à Phal, Forum des Halles, Paris, 1994.
- In memoriam - Georges Rousse, Tony Soulié, J. Balmes, Ernest Pignon-Ernest, Ramon, Henri Cueco, Musée du Cloître de Tulle, juin-août 1994.
- Espace Montjoie, La Plaine-Saint-Denis, mars-avril 1994 (Pistes d'Afrique), mars-avril 1995 (''Aficion).
- Les rideaux imaginaires - François Arnal, F. Canova, Monique Frydman, S. Goldwicht, Jean Messagier, Vladimir Velickovic, galerie du Théâtre du Vieux-Colombier, septembre-octobre 1994.
- MIR, des images pour la paix, grande halle de La Villette, Paris, novembre-décembre 1994 ; église Saint-Pierre-le-Puellier d'Orléans, septembre-octobre 1996.
- Assiettes comme toiles de fond, musée de Sarreguemines, novembre 1994 - janvier 1995.
- Fondation Coprim, Paris, janvier-mars 1995 (Femmes du temps jamais), janvier 1996 (Paysage de la mémoire), septembre-octobre 2000 (Paysage).
- Salon international d'art contemporain, Palais de la musique et des congrès, Strasbourg, mars 1995, mars 1996 (stand Éditions Éric Linard), mars 1997 (stand galerie Protée).
- 23 per 3 - Jacques Bosser, Jean Gaudaire-Thor, Tony Soulié, Galeria Il Patio, Ravenne, mai-juin 1995.
- Rives, Féraud, Soulié, Centre culturel de la Visitation, Périgueux, 1995.
- Bosser, Soulié, Orensanz, Reinoso, Centre culturel et artistique de Montrouge, mai-juin 1995.
- Dix murs / Dix artistes, galerie Jean-Pierre Lavignes, Paris, juin-septembre 1995.
- Six peintres français - Tony Soulié, Philippe Charpentier, Jean Gaudaire-Thor, Jean-Louis Kolb, Franck Moëglen, Dominique Thiolat, Umrtnodtna Galerija, Maribor, juillet-août 1995 ; Mestna Galerija, Ljubljana, novembre-décembre 1995.
- Salon Grands et jeunes d'aujourd'hui, Espace Eiffel-Branly, novembre 1995, novembre 1996, juillet 1997, décembre 1998, novembre 1999, novembre 2000 ; École nationale supérieure des beaux-arts, septembre 2001, avril 2002, avril 2003.
- Propos d'artistes, Fondation Coprim, Paris, juin 1995 ; abbaye de l'Épau, Le Mans, octobre 1995 ; galerie d'art Bouvet-Ladubray, Saumur, mars 1996.
- Arte Monete, Galeria Giulia, Rome, janvier 1996.
- Carnevale nell'arte, Galeria d'arte moderna, Cento, janvier-février 1996.
- Ciel, terre, eau, galerie de la Poste, mai-juin 1996.
- Grands et jeunes, galerie Bunkamura, Tokyo, mai-juin 1996.
- Montélimar contemporain - Tony Soulié, Martine Cler, Centre culturel de Montélimar, mai-septembre 1996.
- Domaine de Viaud, Lalande-de-Pomerol, juillet-août 1996 (Tony Soulié, Ricardo Mosner), décembre 2000 (Luce).
- Artmalgam, cloître des Billettes, Paris, septembre 1996.
- Musée national de Belgrade, 1996, mai 1997 (Rencontre de Paris).
- Portrait de l'oiseau qui n'existait pas, galerie Claude Lemand, Paris, novembre 1996.
- Carte blanche à Jorge Pell, ménagerie de verre, Paris, décembre 1996.
- 6th International sculpture exhibition, University of Hawaï Art Gallery, mars-avril 1997.
- Papiers passionnément, galerie La Navire, Brest, mai-juin 1997.
- Musée des Beaux-Arts de Chartres, juin 1997.
- Le mois de l'estampe, Éditions Nouveaux Territoires, juin 1997.
- Protée à Toulouse, 1969-1996, espace Écureuil, Toulouse, juin-juillet 1997.
- Frères et sœurs, galerie de la Poste, Rieix (Suisse), juin-juillet 1997.
- Galerie B.C.E. Am Tunnel, Luxembourg, septembre-novembre 1997 (Grands et jeunes), octobre-novembre 1998, juillet-septembre 2002 (Le sport dans l'art d'aujourd'hui), septembre-novembre 2003.
- Galerie Akié Arichi, Paris, septembre-novembre 1997 (Traces dans le temps), décembre 1998, janvier-mars 1999 (L'arbre), avril-mai 2002, janvier-mars 2009.
- Éclipse polaire - Patricia Erbelding, Tony Soulié, Musée de l'industrie, Marchienne-au-Pont, octobre-décembre 1997[74].
- Libert, Cité des sciences et de l'industrie, Paris, décembre 1997.
- Collection Novotel, Bibliothèque nationale de France, Paris, 1997.
- James Guitet, Tony Soulié, galerie Le troisième œil, Paris, février 1998.
- Foire d'art contemporain de Strasbourg (stand galerie Protée), février 1998, mars 1999.
- Musée de Sarajevo, février 1998.
- Mobilier / peinture, espace Cardin, Paris, février 1998.
- Bivouac, galerie Frédéric Sagot, Paris, juin 1998.
- Voyages, galerie Espace 061, Rouen, juillet 1998.
- Musée d'art moderne de Dubrovnik, juillet 1998, février 1999.
- Einladung - Austellung, galerie Üte Brummel, Dortmund, août 1998.
- Foire de Zurich (stand galerie Üte Brummel), octobre 1998.
- Musée d'art contemporain de Zagreb, janvier 1999.
- Un été immobile, galerie Protée, Paris, janvier-février 1999.
- Couvent des Cordeliers de Châteauroux, janvier-avril 1999 (État des lieux), novembre 2004 (George Sand).
- Foire de Düsseldorf (stand Üte Brummel), avril 1999.
- Qu'ont-ils fait du portrait ?, Faculté Victor-Segalen / galerie La Navire, avril-mai 1999.
- L'Art contemporain français, espace Paul-Ricard, Paris, juin 1999.
- 43e Salon international de l'aéronautique et de l'espace, Paris, juin 1999.
- Les artistes font le mur, parc des musiciens de La Villette, juin 1999.
- Galerie Area, Paris, juin 1999 (Pour fêter l'été), décembre 1999 (Mon beau sapin), octobre 2004 - janvier 2005 (Scènes primitives).
- Art Paris, Carrousel du Louvre, septembre 1999, octobre 2000, septembre-octobre 2001 (stand galerie Protée), septembre 2003, décembre 2004 (stand galerie Raphaël 12), avril 2005, mars 2006 (stand association « Dessine l'espoir »), mars-avril 2007, avril 2008, 2009, mars 2010, mars-avril 2011 (stand galerie Rémy Bucciali).
- Foire de Zürich (stand galerie Üte Brummel), octobre 1999.
- Éditions Éric Linard, Centre rhénan d'art contemporain, Strasbourg, novembre 1999.
- Au saut des mondes - Tony Soulié, F. Bard, Centre culturel français d'Abidjan, novembre 1999.
- Galerie Annie Lagier, L'Isle-sur-Sorgue, novembre 1999, novembre 1999 - janvier 2001 (Autour du zéro).
- À corps perdu, accord (re)trouvé, C.I.A.C.C., Paris, décembre 1999.
- Musées d'Osaka, Aichi et Toyama (Japon), avril-juin 2000.
- Denise Colomb, Tony Soulié, galerie Le Troisième œil, Paris, mai 2000.
- Printemps baroque du Sablon, galerie Milstain, Bruxelles, mai-juin 2000.
- Festival d'Auvers-sur-Oise, orangerie du château d'Auvers, mai 2000.
- La Hune, Paris, juin 2000 (Roads - Tony Soulié, Patricia Erbelding), novembre 2004, juin 2007 (Lévitation de Jim Morrison).
- Jacques Bosser, Tony Soulié, Vidal, Doumirau, galerie La Passerelle des arts, Riguepeu, juin 2000.
- Variations - Œuvres sur papier, espace Belleville, Paris, novembre-décembre 2000.
- Galerie Courant d'art, Paris, novembre 2000 - janvier 2001 (Objets de peintres), juin-juillet 2001 (Le mois de l'estampe), décembre 2004 (Village Royal).
- Foire de Gand (stand galerie Pascal Vanhoeck), décembre 2000.
- Temple de Chauray, décembre 2000 - janvier 2001 (Bleu), janvier-février 2005 (Jardins originels), avril-juin 2005 (Autoportraits).
- Paysage, abbaye de l'Épau, février-mars 2001.
- Galerie Peiresc, Toulon, avril-mai 2001.
- Salon aéronautique, Le Bourget (stand galerie Courant d'art), juin 2001.
- 1 Figure, galerie Pascal Gabert, Paris, juin-juillet 2001.
- Quartier d'été au Saint-James, Bordeaux, juin-septembre 2001.
- Mail Art Show, Jeju culture and art Foundation, Jeju, octobre 2001.
- Biennale d'Issy-les-Moulineaux, octobre 2001.
- Les chemins du partage, Carré Amelot, La Rochelle, novembre 2001.
- African Muse Gallery, Paris, décembre 2001, novembre 2002 - janvier 2003 (Offrandes), novembre-décembre 2003 (Fétiches - Jacques Bosser, Tony Soulié).
- Lineart, Gand, décembre 2001, décembre 2002, décembre 2005.
- St'Art (stand galerie Nicole Buck, puis galerie Rémy Bucciali), Strasbourg, janvier-février 2002, février 2004, janvier 2005, décembre 2005, novembre 2010, novembre 2011, novembre 2012, novembre 2013, novembre 2014, novembre 2015, novembre 2016, novembre 2017 (stand galerie de l'estampe).
- Cloître Saint-Louis, Avignon, janvier-mars 2002.
- Les mars de l'art contemporain, galerie Claire Gastaud, Clermont-Ferrand, mars 2002.
- Salon international de l'estampe, Grand Palais, Paris, mars 2002, avril 2007, juin 2009, avril 2011, avril 2013, avril 2014, mai 2015, mars 2016 (stand galerie de l'estampe).
- Éditions Rémy Bucciali, CRAC d'Alsace, Strasbourg, mars-avril 2002.
- Centre d'art contemporain de la Rairie, Nantes, avril-mai 2002, janvier-février 2003 (Le deuxième œil).
- Centre culturel Aragon, Oyonnax, avril-juin 2002.
- Musée municipal des beaux-arts d'Osaka, avril 2002.
- Foire d'art contemporain, Art Center, Séoul, mai 2002.
- Kunstart (stand galerie Cédric Van der Planken), Amsterdam, mai 2002.
- Festival du livre "Étonnants voyageurs", Palais du Grand Large, Saint-Malo, mai 2002.
- Se-Jung Museum, Séoul, mai-juin 2002.
- Jazz'n couleurs, Faculté Victor-Segalen, Brest, avril-mai 2002.
- Import in situ, château-musée de Boulogne-sur-Mer, juillet-septembre 2002.
- Western Culture Department et Royal Post Museum (en), Bangkok, juillet-octobre 2002.
- City Hall Fort Hall and Culture, Sydney, août-septembre 2002.
- Korea International Art Fair, Pusan, septembre 2002.
- Michel Bohbot, French poet, International Exhibition Center, Canberra, octobre-novembre 2002.
- Salon de la bibliophilie contemporaine, Espace Austerlitz, Paris, novembre 2002, novembre 2011.
- Chemins croisés, galerie La Navire, Brest, décembre 2002, décembre 2003.
- Galerie Lefort Openo, Paris, décembre 2002 - janvier 2003, juin-juillet 2004 (Le bonheur).
- Collections privées nantaises, 1950-2000, musée des Beaux-Arts de Nantes, mars-mai 2003.
- Le courrier s'expose (Michel Bohbot), abbaye Notre-Dame de Daoulas, avril-mai 2003.
- Donner à voir, espace Saint-Pry, Béthune, 2003.
- Daniel Gastaud et les éditions "Au même titre", palais de Tokyo, Paris, mai 2003.
- Musée d'Avallon, mai-juin 2003.
- Carnets d'ici et d'ailleurs, Le Quartz, Brest, juin 2003.
- Mémoire de la mer, galerie Daniel Duchoze, juin 2003.
- Le courrier s'expose, bibliothèque Louis-Nucera, Nice, septembre-octobre 2003 ; Musée d'Argonne, Varennes-en-Argonne, avril-septembre 2007.
- Medina, Palais Kheireddine, Tunis, 2003.
- Galerie Faider, Bruxelles, janvier-février 2004.
- Art postal, art posté, médiathèque de Nancy, mars-mai 2004.
- Art Sénat, orangerie du jardin du Luxembourg, Paris, mai-juin 2004 (L'invitation au voyage), mai-juin 2008 (Du vent dans les branches).
- Biennale d'art contemporain de Bourg-en-Bresse - Artelys (stand galerie Le soleil sur la place), avril 2004, avril 2008, septembre 2010, novembre 2012, septembre-octobre 2016.
- Fondation Rothschild pour les arts plastiques et graphiques, Paris, juin 2004 (La piscine), octobre 2004 (Nuits blanches), juin 2005 (Le Trait), septembre 2005 (Tour de chauffe), mai 2006 (Artistes 4 life), janvier-mars 2008 (Y'a pas photo ?).
- Galerie Nicole Buck, Strasbourg, juillet 2004 (Carnets de voyage)' juillet-septembre 2006 (Plein feu sur des œuvres choisies), avril-mai 2013 (Collection printemps).
- Paysages contemporains, l'Entrepôt, Paris, septembre-octobre 2004.
- Galerie Saint-Germain, Los Angeles, 2004.
- Artistes pérégrins, hôtel de ville de Bobigny, novembre-décembre 2004.
- Vis-à-vis - Takesada Matsutami, Tony Soulié, galerie Le rire bleu, Figeac, 2005.
- Foire d'art de Karlsruhe (stand galerie Rémy Bucciali), mars 2005, mars 2007, mars 2009, mars 2015, février 2016.
- La collection "Mémoires", La Menuiserie, Rodez, mai-juin 2005 ; galerie Nicaise, Paris, septembre-octobre 2005.
- L'art du multiple, hôtel de ville de Riquewihr, mai 2005.
- Correspondances africaines, La Grande Maison, Bures-sur-Yvette, juin 2005.
- Carte blanche, galerie Jacques Lévy, Paris, juillet 2005.
- Galerie Ana Maria Burger, Munich, juillet-août 2005.
- Foire de Toronto (stand galerie Van den Planken), octobre 2005, novembre 2006.
- Zane Bennett Gallery, Santa Fé, novembre-décembre 2005.
- Alliance française à Essaouira, novembre-décembre 2005.
- Galerie Le Soleil sur la place, Lyon, novembre-décembre 2005, mars-avril 2007 (Dix ans de la galerie), mars-mai 2012 (Quinzième anniversaire), juin 2015, mars 2017 (Vingtième anniversaire).
- Art Fair Miami, janvier 2006, janvier 2007 (stand galerie Saint-Germain), décembre 2014 (stand Gallery On the wall, Houston).
- Art Scottsdale (stand galerie Saint-Germain), Phoenix (Arizona), , mars 2006.
- Écritures contemporaines, œuvres noires, Fondation Le Pioch Pelat (ARPAC), Castelnau-le-Lez, avril-septembre 2006.
- Transgressions, galerie Meyer Le Bihan, Paris, avril-mai 2006.
- Galerie Castang, Perpignan, avril-mai 2006.
- Beverly Hills Art Fair (stand galerie Saint-Germain), Los Angeles, mai 2006.
- Workshop Dong Peng Ceramic Company Ltd., Foshan, juin 2006.
- Trans Fashion Lab Dart Barcelona, Galería del espace cultural Ample, Barcelone, juillet-septembre 2006.
- Salon international de l'estampe, Grand Palais, Paris, septembre 2006, avril 2007, juin 2009, avril 2010, mars 2016.
- Galerie Le Troisième œil, Bordeaux, septembre 2006 (Pour un musée), janvier-février 2007 (Small is beautiful), mars-avril 2011 (Le printemps prend l'art), octobre-novembre 2011 (Seul ou accompagné), juin-juillet 2015 (L'été prend l'art), mars-avril 2016 (L'esprit des lieux).
- El colectivo, Fondation argentine, Paris, octobre-novembre 2006 ; El Sur, Paris, avril-juillet 2007.
- Collection Small size Art (Michel Bohbot), Jamjuree Art Museum (en), Bangkok, octobre-décembre 2006 ; Art Department and Gallery, Chiang Mai, janvier-mars 2007.
- Art Shangaï (stand galerie Saint-Germain), Shanghaï, novembre 2006.
- Transcriptions, Centre culturel André-Malraux, Colmar, décembre 2006 - janvier 2007.
- Médiathèque de Montpellier, mars-avril 2007.
- Fondation Colas hors-les-murs, Centre d'art contemporain de Meymac, mars-juin 2007.
- From New York to Coye-la-Forêt, galerie Suty, Coye-la-Forêt, avril-mai 2007.
- Le courrier s'expose, musée d'Argonne, Varennes-en-Argonne, avril-septembre 2007.
- L'amour de l'art - Art contemporain et collections privées du Sud-Ouest, Musée des Beaux-Arts d'Angers, juin-août 2007.
- Biennale d'art contemporain, Anglet, juin-août 2007.
- Au 49 - Mosner, Soulié, Ferté, atelier Corinne Ferté, Paris, septembre 2007.
- Bridge Art Fair (stand galerie Envie d'art), Londres, octobre 2007.
- L'entourage d'un poète, bibliothèque Louis-Nucera, Nice, octobre-novembre 2007.
- Affordable Art Fair, Paris, octobre 2007 (stand galerie Envie d'art), mai-juin 2008 (stand galerie Elsa Lorente), juin 2009, mai 2010 (stand galerie Envie d'art).
- Y'a pas photo, MABA, Nogent-sur-Marne, janvier-mars 2008.
- Museum Haus Ludwig (de), Saarlouis, septembre-octobre 2008, mai 2011 (Treffpunkt Kunst).
- Chambre de commerce et d'industrie et Galerie de l'estampe, Strasbourg, septembre 2008.
- Portrait d'artiste, Maison européenne de la photographie, Paris, octobre 2008.
- Art Élysées, Paris, octobre 2008 (stand galerie Rémy Bucciali), 2009, 2010, octobre 2015, octobre 2017, octobre 2018, octobre 2019 (stand galerie de l'estampe).
- Il Giallo di Napoli, castel dell'Ovo, Naples, décembre 2008 - janvier 2009.
- Galerie Van der Planken, Paris, février-mars 2009.
- Art Fair Karlsruhe, mars 2009, mars 2011, mars 2015.
- Print Art Fair, Londres, avril 2009, avril-mai 2010.
- L'Alhambra, villa Marbella-Milady, Biarritz, mai-juin 2009.
- Galerie Georges-Pompidou, Anglet, juillet-août 2009, juillet-août 2010.
- Museum Pfalzgalerie (de), Kaiserslautern, septembre-novembre 2009.
- Scène nationale La Filature, Mulhouse, septembre-décembre 2009.
- Trente ans, Galerie de l'estampe, Strasbourg, novembre-décembre 2009.
- Affordable Art Fair, Bruxelles, janvier 2010, Hong Kong, mai 2018..
- Dix ans d'art contemporain, Centre culturel français de Beyrouth, mars-avril 2010.
- Au fil des mots, Maison de la poésie, Paris, mars-avril 2010.
- Fondation Safadi, Tripoli (Liban)], avril 2010.
- Art postal, musée du château des Ducs de Wurtemberg, Montbéliard, mai 2010.
- Trente ans, festival d'Auvers-sur-Oise, mai-août 2010.
- Galerie Lefor Opena, Paris, juin-juillet 2010.
- Impressions contemporaines, Hôtel de Région et galerie Duchoze, Rouen, juin-septembre 2010.
- Collection de la ville d'Anglet, Irun, juin-août 2010.
- Galerie Ambrogi, Saint-Tropez, juillet-septembre 2010.
- Le Cabinet d'amateur, Paris, novembre 2010 (Pirates - Peintures de Tony Soulié et Patricia Erbelding[75]), septembre 2012 b(Small is beautiful), novembre-décembre 2012 (Collectiv'strip-teause), juin 2015 (Minimenta), octobre 2017 (De A à Z).
- Leepa-Rattner Museum of Art (en), Tarpon Springs, novembre 2010 - janvier 2011, octobre 2012 - janvier 2013 (French Connection).
- Artist book - Éditions Noria, Centre Georges-Pompidou, Paris, décemre 2010.
- Ponts, palais des papes d'Avignon, décembre 2010 - juin 2011.
- Carré Sainte-Anne, Montpellier, janvier-février 2011.
- Foire de Milan, janvier 2011.
- Art Fair Chicago (stand galerie Envie d'art), avril-mai 2011.
- Musée d'Art moderne et d'Art contemporain de Nice, mai 2011.
- Feria, Vic-Fezensac, juin 2011.
- Dialogue avec l'art - Collection Bohbot, médiathèque d'Issy-les-Moulineaux, novembre 2011.
- Cirque, galerie du Chapitre, Nîmes, octobre-novembre 2011.
- 44, de l'art contemporain à l'art urbain, galerie Artfiler, Bruxelles, mars 2012[76].
- Théâtre de l'hôtel de ville, Le Havre, avril 2012.
- Galerie Djeziri Bonn, Paris, mai-juin 2012.
- Galerie La Flo, Saint-Tropez, juin-septembre 2012.
- De l'art aux livres, orangerie des musées, Sens (Yonne), juillet-septembre 2012.
- Salon Page, Imprimerie nationale, Paris, novembre 2012.
- Salah Stétié et les peintres, musée Paul-Valéry, Sète, décembre 2012 - janvier 2013 ; Bibliothèque nationale de France, mars 2013.
- Art Fair Luxembourg, février 2013.
- Les livres de l'or pauvre, château de Lucinges, avril-mai 2013.
- Variations - Patricia Erbelding, Tony Soulié, Galerie Keller, Paris, avril-mai 2013.
- 16e Biennale internationale de gravure, Sarcelles, novembre-décembre 2013.
- Biennale de Lyon (stand Galerie Espaces Confluences), novembre-décembre 2013.
- 40e Salon d'art contemporain (stand Galerie Le Troisième œil), Bordeaux, janvier-février 2014.
- Le rouge est mis - Collection du Musée d'art moderne et d'art contemporain, Galerie des Ponchettes, Nice, février-mai 2014.
- Gallery of the Wall, Houston, mai 2014.
- Musée de l'hospice Saint-Roch, Issoudun, mai-août 2014.
- Art up, Lille, (stand Galerie Le Soleil sur la place), février 2015.
- Galerie Luc Berthier, Paris, février 2015 (Icon). novembre-décembre 2015, mai 2016 (Désordre d'Eros), mai-juin 2017 (Paris-mai), décembre 2017 - janvier 2018, (Morceaux choisis), mai 2018, janvier-février 2019 (I love pink).
- Noir et blanc, Biennale d'Issy-les-Moulineaux, septembre-novembre 2015.
- Galerie Nathalie Bereau, Chinon, décembre 2015-février 2016.
- En plein air, musée La Boverie, Liège, mai-août 2016.
- Voyelles, Galerie Huberty et Brenne, Florac, juillet-septembre 2016.
- Seoul Olympic Museum (en), Séoul, décembre 2016.
- Espace Le Bateau-lavoir, Paris, décembre 2016.
- Ambre Art Center, Casablanca, décembre 2016 - janvier 2017.
- Bibliothèque municipale de Nice, février-avril 2017.
- Sublime is now, galerie Jacques Lévy, Paris, février-mars 2017.
- Est temps d'art pour l'Europe, Strasbourg (stand Galerie L'Estampe, Paris), mai 2017.
- Galerie Bertrand Hassoun, Besançon, juin-juillet 2017.
- Roger-Edgar Gillet, Josep Grau-Garriga, Abraham Hadad, Ben-Ami Koller, Bengt Lindström, Roberto Matta, Ernest Pignon-Ernest, Jean Rustin, Christian Sauvé, Tony Soulié…, Galerie Duchoze, Rouen, octobre 2017[77].
- Treize artistes (Tony Soulié invité d'honneur), château du Clos de la Ribaudière, Chasseneuil-du-Poitou, novembre 2017[78].
- Donation Salah Stétié, Musée Paul-Valéry, Sète, décembre 2017.
- Portrait de l'oiseau qui n'eiste pas, maison des Arts d'Antony, février-mars février-mars 2018.
- Salon du livre rare - Bibliophiles de France, Grand Palais, avril 2018.
- Collection Gautier, orangerie de Cachan, janvier-mars 2019.
- Espace Soardi, Nice, février-mars 2019.
- Quarante ans, quarante artistes, galerie L'Estampe, Strasbourg, avril-mai 2019.
- Cinquième anniversaire, galerie Protée, Paris, mai-juin 2019.
- Urbanités, galerie Galvani et halle de la Cartoucherie, Toulouse, mai-juin 2019.
- Festival de jazz de Marciac, juillet-août 2019.
- Festival du livre insulaire, Île d'Ouessant, juillet 2019.
- Collection J.-J. Lesgourges, Musée des Beaux-Arts de Pau, octobre 2019 - février 2020.
- Musée Soulages, Rodez, novembre 2019.
- Art fair Arena, Montpellier, novembre 2019.
- Paris, Galerie Nougaro, Paris, novembre-décembre 2019.
- Caves Byrrh, Thuir, décembre 2019.
- 7th International Guanlan Print, musée de Shenzhen, janvier-février 2020.
- Narrations éphémères - Louis Stettner, Tony Soulié, Fernand d'Onofrio, Frédéric Klein, Michel Handschumacher, galerie Murmure, Colmar, janvier-mars 2020[79].
- Tony Soulié, peintures - Hervé Le Nost, sculptures, galerie Art Inside, Château-Gontier, septembre 2020[80].
- Les soixante ans de l'Union des arts plastiques - Daniel Humair, Thibaut de Reimpré, Jean-Pierre Schneider, Tony Soulié, Gérard Gosselin…, Le Rive-gauche, Saint-Étienne-du-Rouvray, janvier-février 2023[81].

## Installations
- Usine Citroën (avec Jorge Pell), Paris, 1983.
- Usine Pernod (avec Jorge Pell), Paris, 1984.
- Hoggar, 1986.
- Port de Paris-Austerlitz, Paris, 1986.
- Volcans Stromboli, Vésuve et Etna, 1986.
- Lac de Côme, 1987.
- Plateau de Caussol, Grasse, 1987.
- Ballon d'Alsace, 1987.
- Vésuve, Pompéi, Salfatares, Pouzzoles, 1988.
- La Soufrière, Guadeloupe, 1988.
- Domaine de Viaud, Lalande-de-Pomerol, 1993.
- Piton de la Fournaise, île de La Réunion, 1993, 1999.
- Église Saint-Pierre de Tulle, Marche sur le feu, percussions de Daniel Humair, 1993.
- Mont Olympe, Grèce, 1994.
- Espace Écureuil, Toulouse, 1999.
- Pont de Brooklyn, New York, 2000.
- Vulcano, Italie, 2000.
- Château Cadillac, Bordeaux, 2000.
- Biennale d'Anglet, 2000.

## Théâtre (scénographie, costumes)
- Timimoun, scénographie et costumes de Tony Soulié, théâtre de la Pierre blanche, Paris, 1995.
- Conversation avec Cioran, scénographie et costumes de Tpny Soulié, théâtre du Lucernaire, Paris, 1996.
- Le chant de la carpe de Ghérasim Luca, chorégraphie de Lila Greene, scénographie de Tony Soulié, Festival des Allumées, Nantes, 1997 et théâtre des Treize vents, Montpellier, 1998.

## Édition

### Livres d'artiste ou de bibliophilie
- Michel Butor, Talisman 2, gravure de Tony Soulié, 49 exemplaires numérotés, La Balance, Sauveterre-du-Gard, 1990.
- 1991 : Au petit petit matin, Denis Polge ; gravure de Tony Soulié ; 48 exemplaires numérotés, La Balance, Sauveterre-du-Gard, 1991.
- Gilbert Kelner, Sur la route de l'oubli le deul est un moteur à quatre temps à arbre à came en tête, 2 dessins originaux de Tony Soulié, 40 exemplaires numérotés, éditions Yeo, Paris, 1996.
- Trouble, œuvre originale de Patricia Erbelding et un texte inédit de Tony Soulié ; pour Werther, 1998.
- Michel Luneau, Rouge profond, illustrations de Tony Soulié, éditions Climats, 1999.
- Voltaire (préface d'Isabelle Jarry), Micromégas, lithographies, sérigraphies, eaux-fortes de Martine Rassineux, William Wilson, Françoise Pétrovitch, Tony Soulié, Jef Gravis, Hiroko et Jean-Pierre Poirot-Matzuda, Thierry Urbain, Miguel Mont, William Mackendree, François Boisrond, Philippe Favier, Luis Darocha, Jean-François Maurige, Guy de Malherbe, Bernard Thomas, Shirley Jaffe, Guy de Rougemont, Speedy Graphito ; pour les Cent Une, 2000.
- Heliane Bernard, Le Brel, illustrations de Tony Soulié, collection « Album Dada », Margo jeunesse éditeur, 2000.
- Serge Gavronsky, Double or Nothing, illustrations de Tony Soulié, collection « Mémoires », Éric Coisel éditeur, Paris, 2001.
- Serge Gavronsky, Équivaloir à, illustrations de Tony Soulié, collection « Mémoires », Éric Coisel éditeur, Paris, 2001.
- Jean-Paul Gavard-Perret, Le silence de l'île, illustrations de Tony Soulié, collection « Mémoires », Éric Coisel éditeur, Paris, 2001.
- Tita Reut, Studios, coffret contenant le poème Ateliers bateliers accompagné de 28 photographies de Tony Soulié, Patricia Erbelding et Bernard Thomas, 2003
- Salah Stétié, Les Dieux, Salah Stétié, peinture originale de Tony Soulié, Collection « Mémoires », Éric Coisel éditeur, Paris, 2003.
- Louis Zukofsky, L'amour parle, illustrations de Tony Soulié, collection « Mémoires », Éric Coisel éditeur, Paris, 2005.
- Joël Bastard, D'un seul jour la nuit, illustrations de Tony Soulié, collection « Mémoires », Éric Coisel éditeur, Paris, 2005.
- Jean-Pierre Cannet, De toute lumière, illustrations de Tony Soulié, éditions Joca Seria, 2006.
- Federico García Lorca, Poèmes pour tauromachie, 6 sérigraphies par Tony Soulié, éditions Akié Arrichi, 2007.
- Joël Bastard, La cloche de Songdok, illustrations de Tony Soulié, 6 exemplaires numérotés, collections « Mémoires », Éric Coisel éditeur, Paris, 2007.
- Alain Jouffroy, Être debout, illustrations de Tony Soulié, collection « Mémoires », Éric Coisel éditeur, Paris, 2007.
- Jean-Paul Gavard-Perret, Destruction des hirondelles, collection « Mémoires », Éric Coisel éditeur, Paris, 2007.
- Joël Bastard, Là-bas dans ma main, illustrations de Tony Soulié, collection « Mémoires », Éric Coisel éditeur, Paris, 2008.
- Matthieu Messagier, Le bouclier éparpillé de la triple constance au fleuve, illustrations de Tony Soulié, collection « Mémoires », Éric Coisel éditeur, Paris, 2008.
- Michel Luneau, La séparation de corps suivi de Règles de trois, illustrations de Tony Soulié, éditions Joca Seria, 2009.
- The Ghost Lemur of William S. Burroughs, 3 peintures originales de Tony Soulié et 3 peintures originales de Patricia Erbelding d'après les textes de William S. Burroughs ; 12 exemplaires sous boîtier 32x32cm, numérotés, signés au colophon par les deux artistes, Paris, 2010[82].
- Joël Bastard, Bâton rouge, photographies originales et peintures par Tony Soulié, 15 exemplaires numérotés, signés par l'auteur et l'artiste, Éditions Virgile, 2011.
- J. M. G. Le Clézio, « Chancah », extrait de Trois villes saintes, lithographies de Tony Soulié, Les Bibliophiles de France, 2012.
- Tita Reut, Vaudou, poème illustré d'œuvres originales de Patricia Erbelding, Tony Soulié et Ricardo Mosner, éditions Werther, 2014.

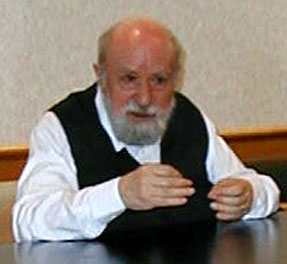
Michel Butor
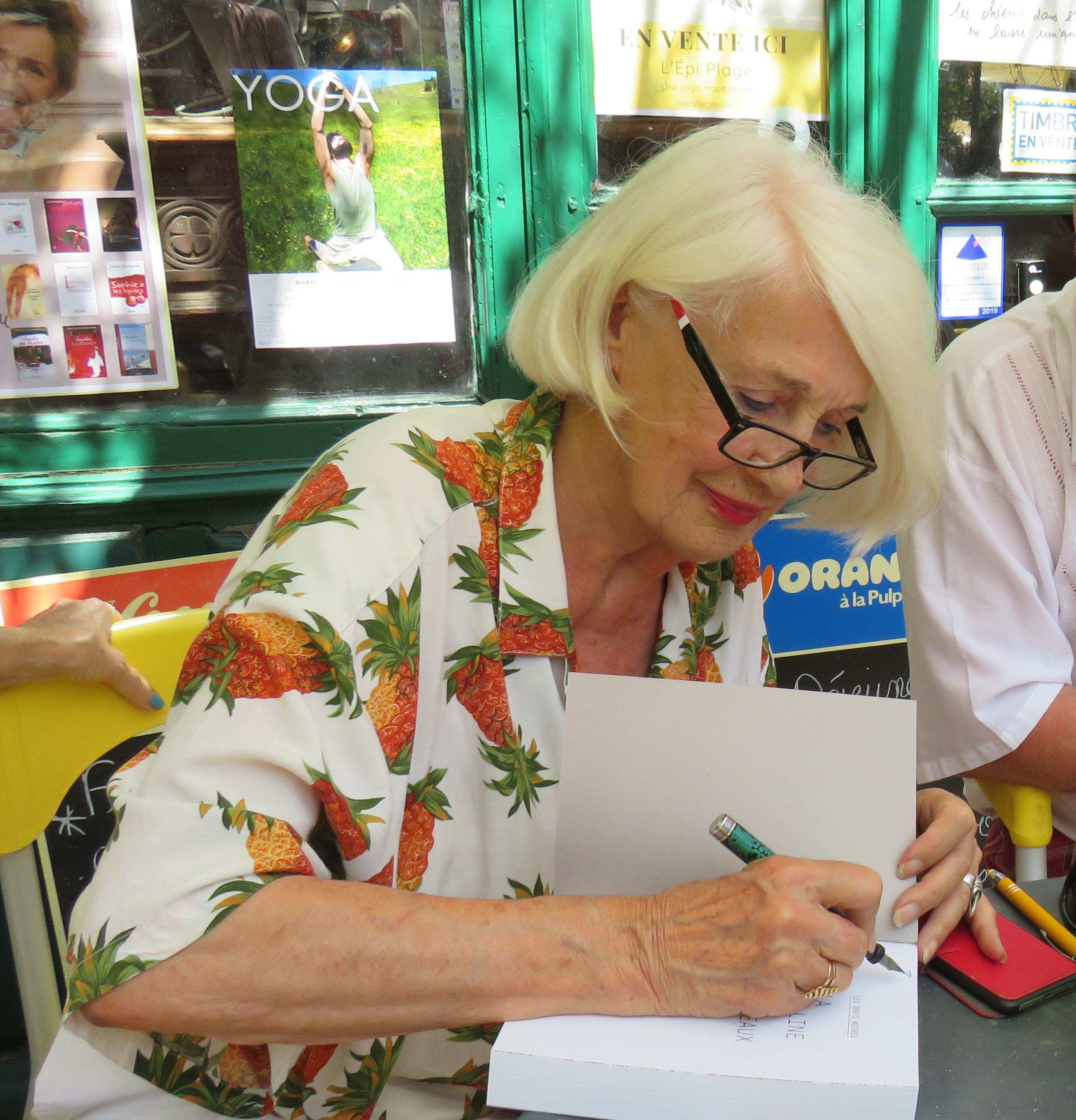
Heliane Bernard
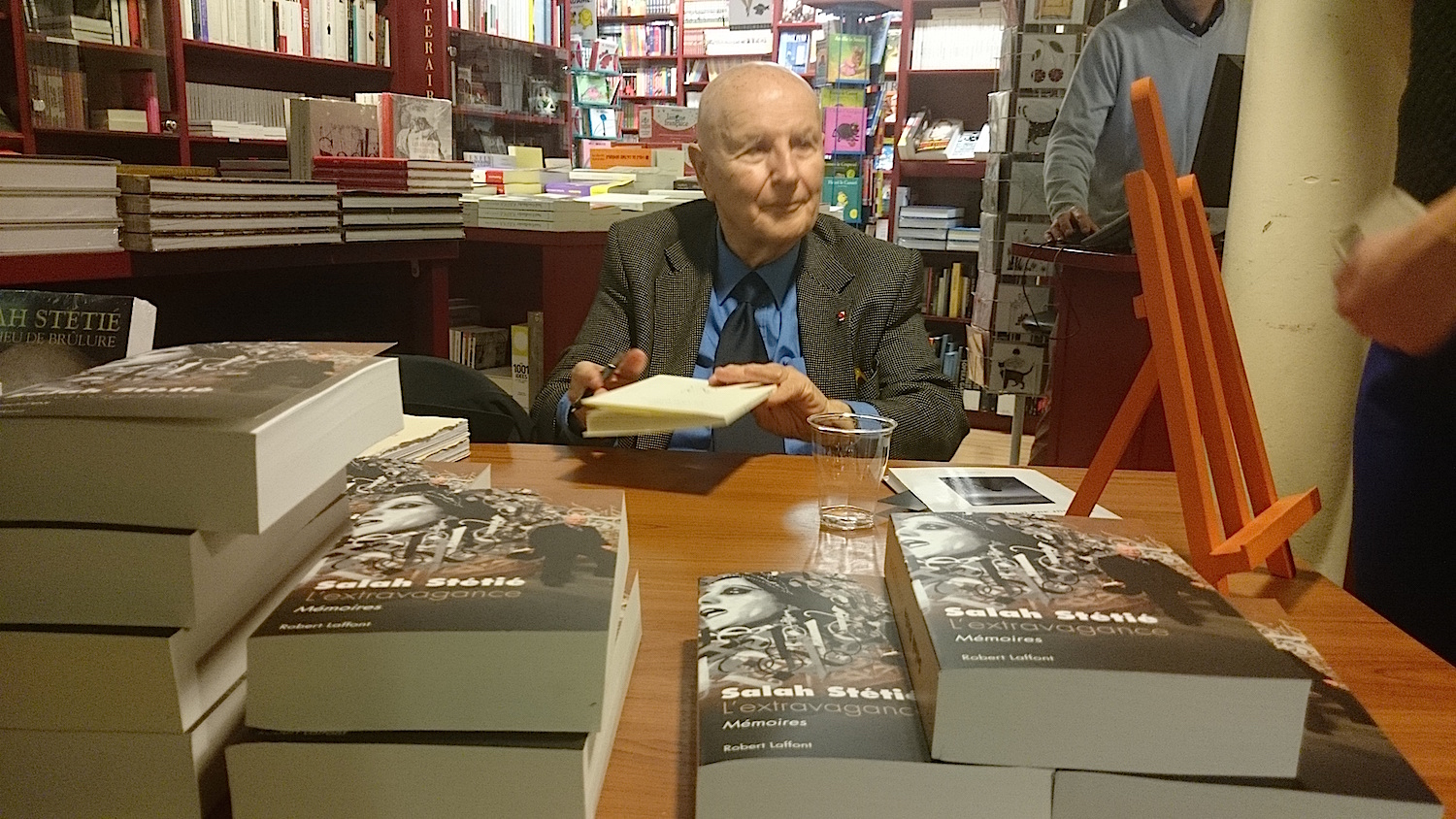
Salah Stétié
Louis Zukofsky
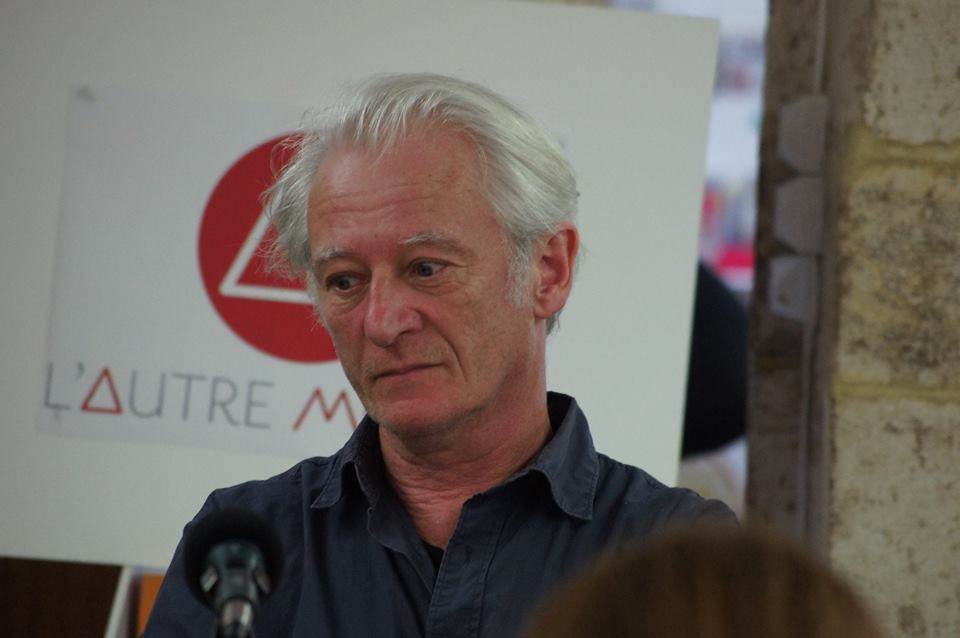
Jean-Pierre Cannet
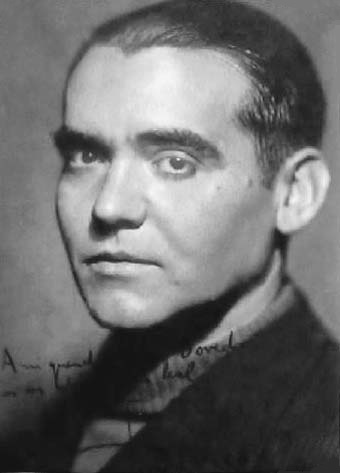
Federico García Lorca
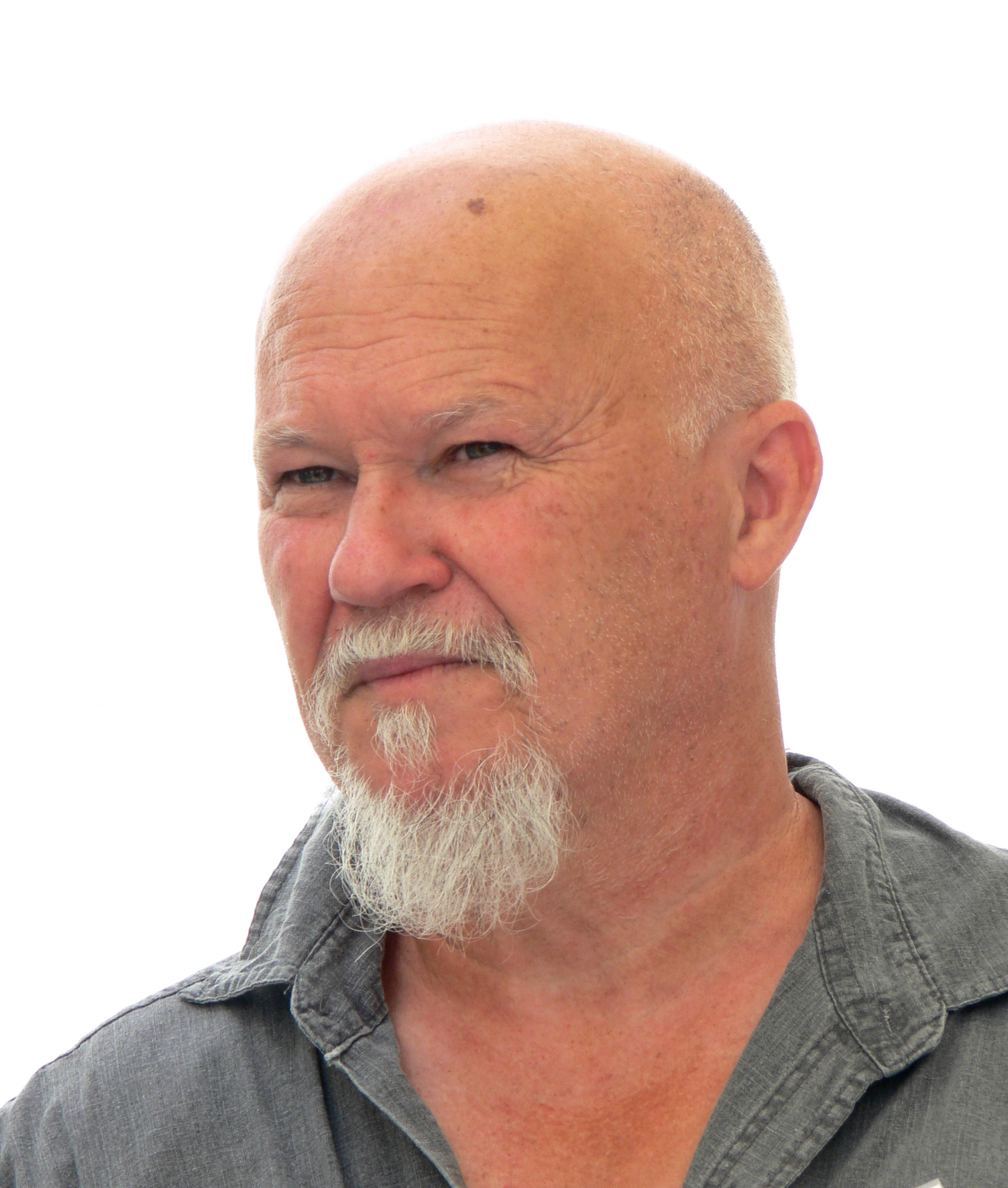
Joël Bastard
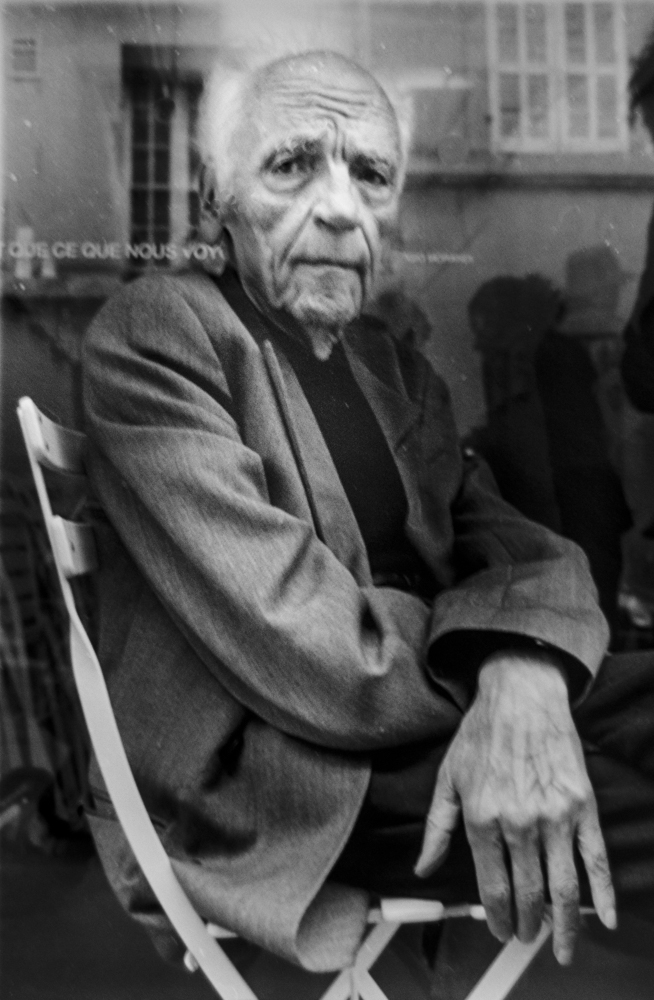
Alain Jouffroy
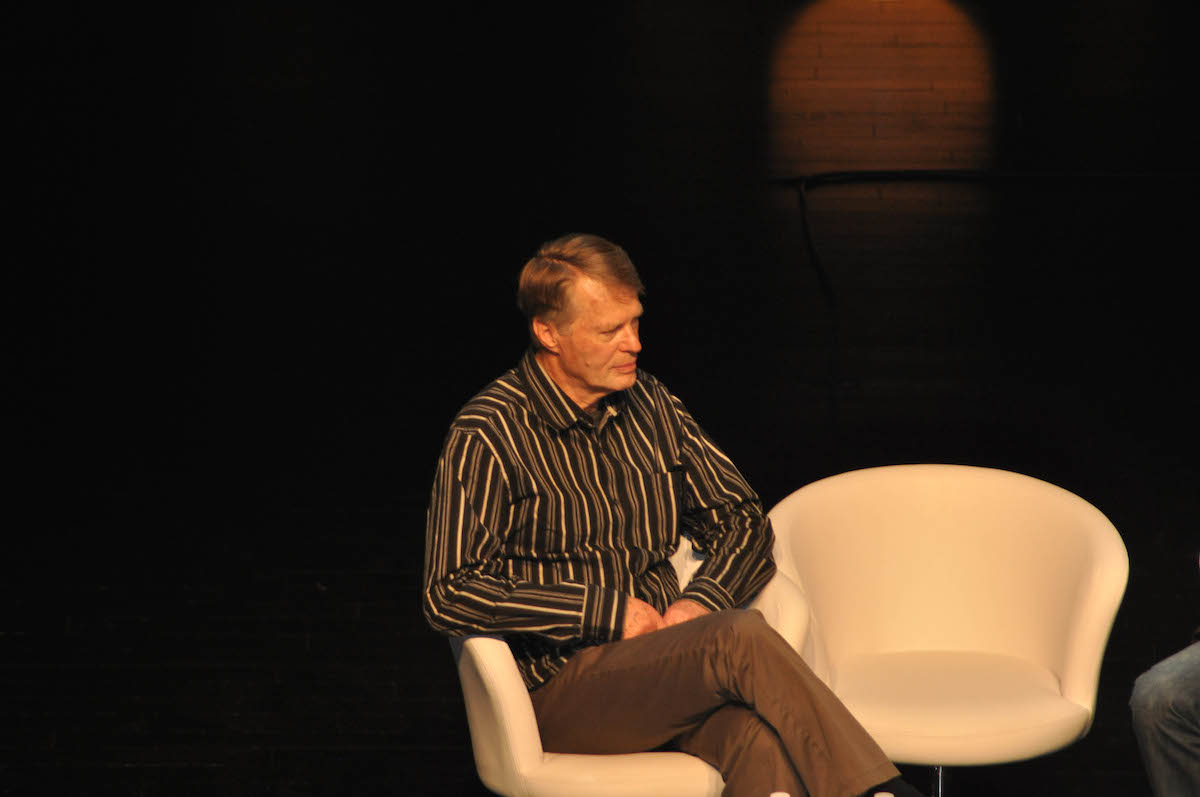
J. M. G. Le Clézio

### En collaboration avecPatrick Grainville

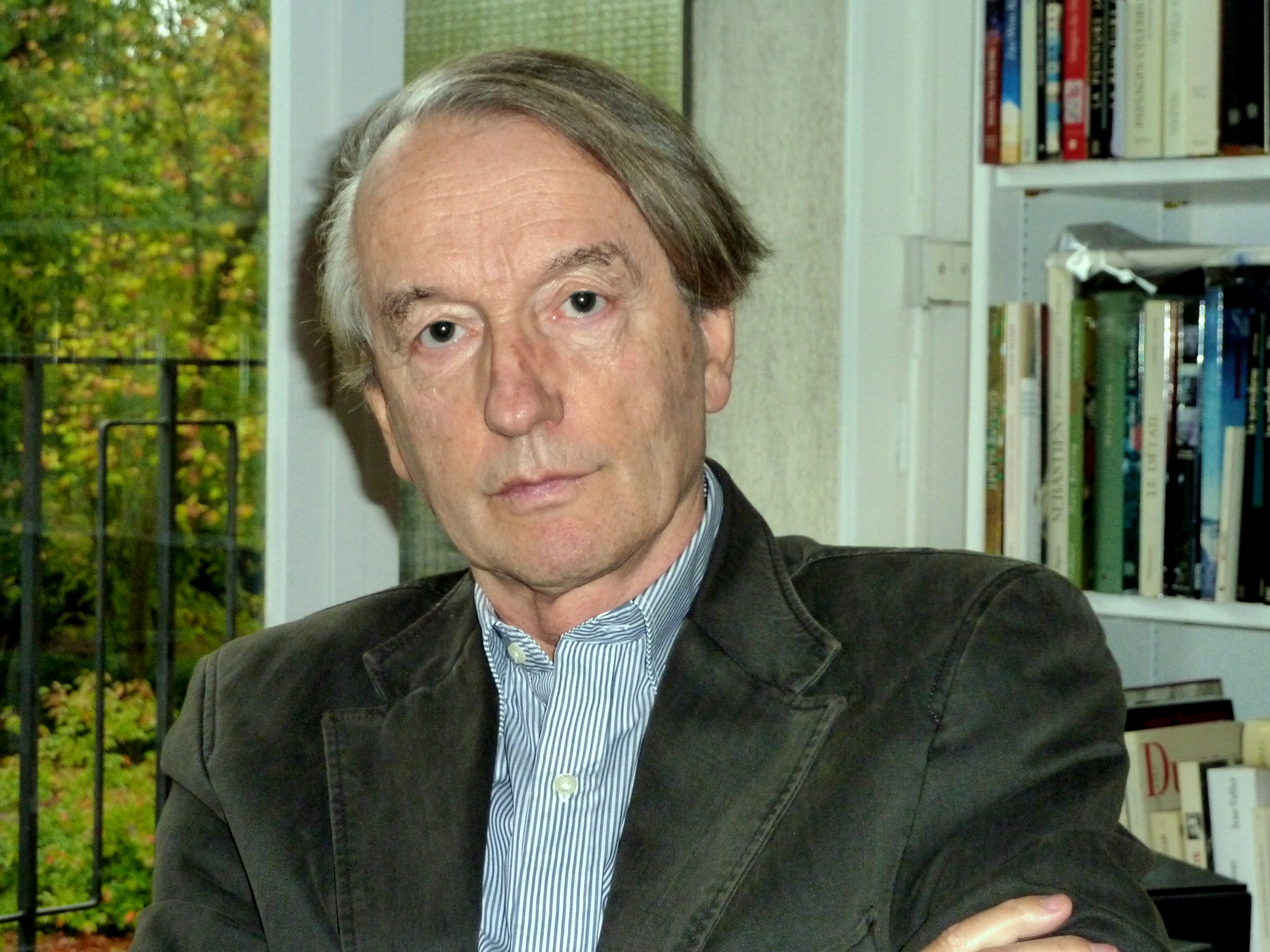
Patrick Grainville

- 1999 : Tony Soulié : un été immobile.
- 2000 : Autoroutes (collectif).
- 2001 : New York 11206, éditions du Garde-Temps, Paris..
- 2006 : Tony Soulié 2000/2005 : l'anagramme du monde, éditions Art inprogress.
- 2008 : Tony Soulié : Paris Ronde de nuit, éditions galerie Protée, Paris.

### Pochettes de CD
- Bernard Lavilliers, Arrêt sur image et Salomé.
- Daniel Humair, Luno Quartet et Tertiaire.

## Citations

### Dits de Tony Soulié
- « Je ne me sens pas si abstrait dans mon rapport au réel ; par ma dépendance à ce réel, je tends à la simplification de la ligne, de l'espace, et cette oscillation entre le concret et l'abstrait me déséquilibre dans ma recherche, de ce fait. J'ai un point de vue plus aérien, je travaille au sol avec plus de recul, plus de mobilité, parfois j'ai l'impression de piloter des espaces. Le voyage géographique reste insuffisant. Il y a une grande part dans le voyage intérieur, un pur mouvement où les lignes se croisent et finissent pas tisser un noyau, faire corps avec l'espace exploré. » - Tony Soulié[9]
- « Je ne me considère pas comme un photographe… et la photographie saisie est celle que j'imagine forcément en tableau… Elle est manipulée, transformée, transfigurée. Je cherche l'image alors que le tableau est déjà en moi. » - Tony Soulié[34]
- « Pour moi, la photographie fige l'instant, le fait mourir. La peinture lui redonne vie par la couleur et le mouvement. » - Tony Soulié[28]
- « La peinture est une recherche, un lien avec le sacré. Dans le monde dans lequel on est plus matérialiste, je crois que l'artiste est un passeur qui a besoin de s'appuyer, sans parler de religion, sur une spiritualité et sur des signes premiers. » - Tony Soulié[61]
- « J'aime cette idée d'apesanteur, d'être au dessus de l'œuvre. Ceci permet une plus grande gestualité, une chorégraphie plus ample. Cette démarche de la toile au sol confère une plus grande fluidité à ma peinture. » - Tony Soulié[62]
- « Le paysage ou la ville impose des règles, une architecture et on ne construit pas les mêmes choses à New York, où la verticalité s'impose, qu'à Mers-les-Bains avec l'horizontalité des falaises et du large. Mais c'est aussi un travail sur les strates, les choses se superposent, se retrouvent dans d'autres lieux, d'où l'idée de prendre une photo et de la recouvrir. Qu'on fasse deux cents ou huit mille kilomètres, le voyage est avant tout intérieur, le dessin est comme une errance à travers le monde. » - Tony Soulié[83]

### Réception critique

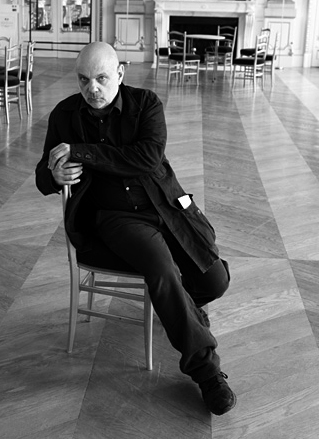
Alin Avila

- « Tout ici est peinture puissamment affirmée : les coulures disent le haut et le bas, les giclures témoignent de l'énergie de ses gestes et les taches ne cachent pas que la toile a séjourné sur le sol… Ces marques physiques laissent deviner les étapes du travail, mais elles ne participent pas à la définition de l'espace pictural. Tony Soulié qui se méfie des valeurs expressives du geste - il ne fréquente pas la horde d'abstraits éructant leurs humeurs depuis presque cinquante ans - ne fréquente pas plus cet autre théâtre : celui des matières et des illusions que suggèrent leur expressivité. Le grain de sable ne vaut pas pour un rocher, la sédimentation d'un pigment, la cristallisation d'un vernis, l'oxydation d'une couleur ne sont pas - en réduction - des leçons qui nous disent comment s'est fait le monde. Chez Tony Soulié, il n'y a pas à proprement parler de chromatisme, et on peut même se demander s'il s'agit de "couleur" tant ce peintre, dont on devine l'habileté, s'en interdit tous les effets. Il s'agirait plutôt de mise en accord de matières dont il connaîtrait les puissances, les possibilités et les significations visuelles, inventant à partir d'elles les combinaisons qui lui permettent à chaque fois de créer un espace où aucun de ses éléments ne prédomine. On peut même dire que ses tons hauts et riches s'organisent pour produire ce qui s'éprouve et se ressent devant un monochrome. » - Alin Avila[84]
- « À la fois globe-trotter et citadin parisien, Tony Soulié peut éprouver un même dépaysement, une aussi forte inspiration face aux exubérances d'Amérique latine, aux déchaînements grandioses de la nature et à la beauté irréelle des outils sidérurgiques. » - Denis Ghesquière[74]

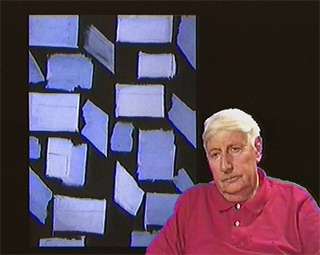
Jacques Busse

- « Soulié a déclaré, phrase souvent reprise : "Je n'ai jamais rêvé de faire une peinture ; j'ai toujours rêvé d'un voyage possible". Il semble signifier que, d'entre la peinture et le voyage, c'est le voyage qu'il privilégie. Ces peintures, informelles, sauvages, sont données, et sans doute à recevoir, comme la résonance mémorisée d'un ailleurs parcouru et respiré par lui, mais à jamais inconnaissable pour autrui, à qui n'en parviendra, dans les cas les plus réceptifs, qu'une sorte de correspondance gustative. » - Jacques Busse[1]
- « Tony Soulié n'est pas uniquement cet intrépide et singulier globe-trotter, magicien réfléchi. Il est aussi un peintre qui aime, à contrario, le secret de l'atelier. De chacune des escales, de sa vie, de ses séjours, il trempe son œuvre en perpétuelle progression. Il vit du mouvement, de ces mouvements qui tanguent, qui roulent, qui le font se plier à l'envoûtement permanent d'une sublime recherche des forces contraires qui perpétuent l'équilibre. C'est ce mouvement, souvent contradictoire, qui provoque, chez le peintre, la forme toupie que l'on trouve dans tout son travail. Cette forme mère qui lui vient encore de l'observation des cratères volcaniques, ou bien des lointains souvenirs de l'Afrique, qui impose une autre cartographie, nouvelle, celle d'un voyageur captif de ses propres exigences insatiables, frénétiques. » - Patrick Gilles Persin[85]
- « À la croisée des chemins, Tony Soulié plonge sa nuque dans l'eau des fontaines. Ses voyages, il les prépare. Au retour, il en archive avec soin les sensations dans des boîtes rouges portant des titres de territoires. Il étale les cartes sur la grande table, il pointe les villes, les archipels, les steppes qui dessinent les limites à franchir. Des taches de teintes claires sillonnées par la ligne des routes, des voies de chemin de fer, des pistes en pointillé… L'objet à saisir est une image ordinaire, soit, mais la quête qu'il impose sera faite de sensations, de musiques, de fatigues, de longs silences, de rencontres et de visions accumulées en mémoire quand le temps se confond avec un espace apprivoisé. » - Pascal Letellier[8]
- « Tony Soulié est un artiste aux multiples facettes. Avec lui, il n'y a pas de faille, création figurative et création abstraite ne font qu'une. Tony Soulié est un artiste complet, tous les modes d'expression l'intéressent. Il est curieux et friand de connaissances, de savoir-faire nouveaux. On pourrait le qualifier d'artiste universel. En effet, lors de ses déplacements à travers les continents, il pratique autant le Land Art que la photographie ou la sculpture. Chez lui tout est regard et action. Il joue simultanément avec l'infiniment grand et l'infiniment petit. Lorsqu'il s'intéresse à l'immensité des paysages à l'aide d'installations, il agit en alchimiste de la couleur et de la matière. Lorsqu'il immortalise des scènes de genres de rues ou autres lieux en retravaillant son support photo, il dote ses images d'émotions si intenses qu'elles peuvent exprimer jusqu'à la cruauté ou la sublimation. Lorsqu'il peint, sa touche colorée exprime une sensation d'atmosphère cosmique atemporelle. » - Michèle Naturel[86]
- « Un lieu toujours nous désire, un concentré d'espace sauvage ou subtil. Il va se dévoiler. Car, dans nos plus vieux rêves, le lieu éclot à l'horizon marin. Il émerge doucement dans la brume matinale. L'espace est vénusté. Géographie d'amour : c'est le titre d'une œuvre de Tony Soulié. Les continents sont des corps, des cœurs, des Cythères dilatées dans le bleu de Bacchus. Et nous voilà poussés vers un rivage neuf. » - Patrick Grainville[87]
- « Tony Soulié mêle intimement sur une toile projection photographique et gestuelle picturale, cette dernière ôtant à la reproduction la lisibilité de son cadrage et de sa finitude… Sur la représentation factuelle d'une réalité conjuguée au présent - celle des déserts - les balafres écarlates débordent le cadre du cliché pour l'ouvrir sur un espace sans limite s'appuyant sur l'intemporalité d'une revivance de souvenirs enfouis. Une dramaturgie sans mots, juste des images floutées de pigments pour évoquer des combats perdus et des remords, des douleurs mais aussi l'ivresse du vent et l'appel du grand large… Tony Soulié ose, à la manière des anciens, s'aventurer dans une quête d'expression plastique porteuse d'une pensée picturale. » - Liliane Touraine[88]

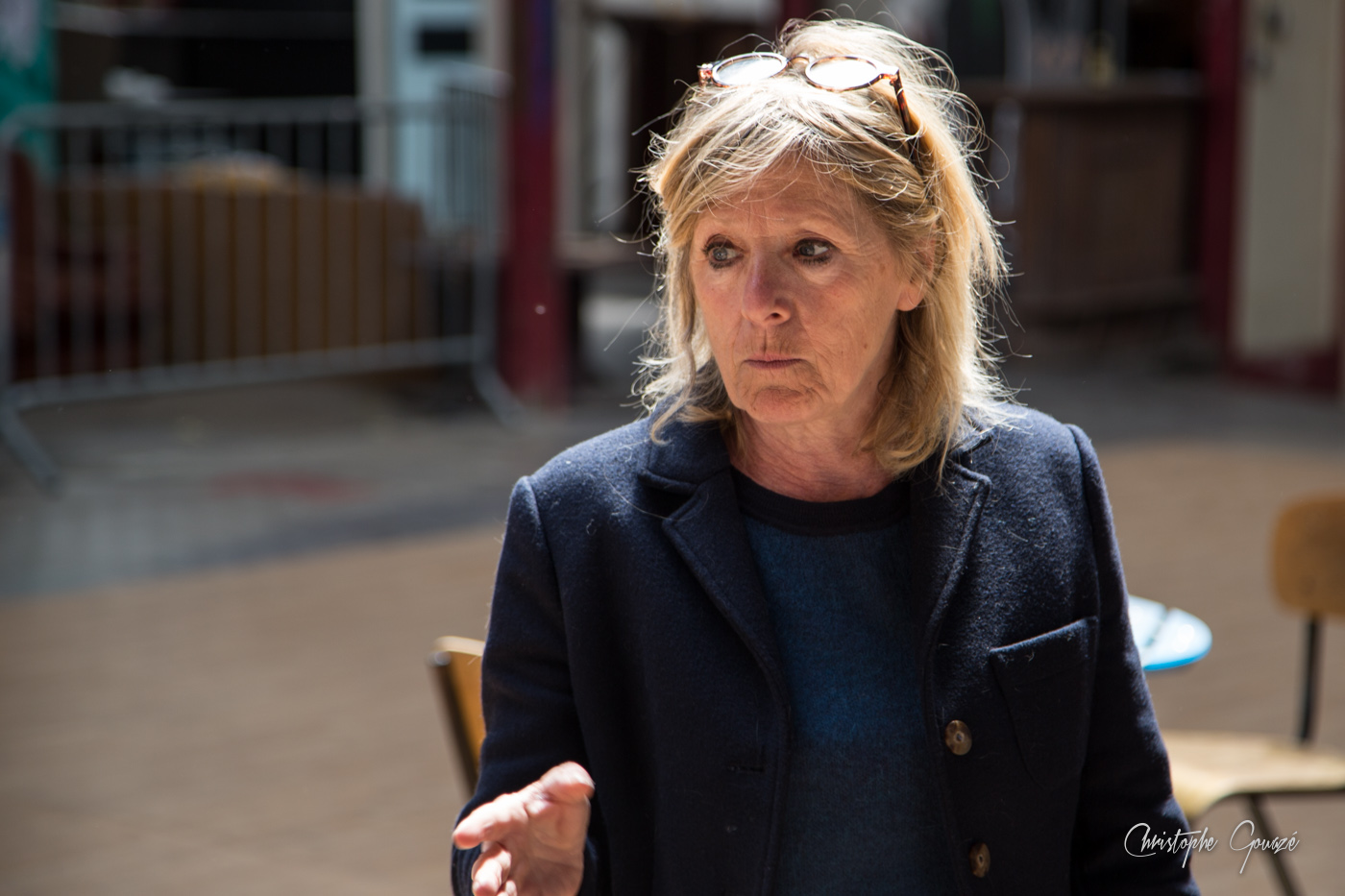
Noëlle Renaude

- « La peinture de Tony Soulié est une Afrique pulvérisée de signes d'Asie et de fleurs d'Amérique. Elle est l'écran sur lequel transparaît, comme des profondeurs de la mer, l'anagramme du monde. » - Patrick Grainville[89]

- « La peinture de Tony Soulié respire amplement. Sans violence, de grands mouvements l'habitent et la traversent, vastes courants fluides qui provoquent secousses, ébranlements, déséquilibres et suspens. Celui qui regarde cette peinture regarde le monde, ou plutôt comment s'organise ce monde. L'espace clos et cohérent de la toile restant le lieu privilégié où s'affrontent corps et éléments. Le paysage pictural proposé ignore la perspective, l'étagement des plans. Il n'a rien d'atmosphérique. S'il suggère, ce ne peut-être que d'un point de vue géologique, ces terres vues de très haut où se distinguent les masses, les strates, les couches, les failles, les sédiments, les reliefs et les eaux qui les composent. Ces terres, cependant, ne font pas sol. Elles sont l'élément attractif, équilibrant, charnel, d'un univers en mouvement, en création perpétuelle où l'horizon bascule. Ni sol ni ciel, ni base ni plafond, mais des densités en lutte inégale, des masses d'air, d'eau, de terre stoppées dans leur course… Cet élan vital anime le corps de la peinture, lui insuffle des respirations nécessaires, provoque des déséquilibres. On est ici dans le domaine de la physique pure. » - Noëlle Renaude[9]
- « Laves en fusion, terres incultes et insolemment libres, éclats de métal, oxydations, transgressions lentes, fugitives et fragiles, voiles, nappes de couleur, pigments de la rébellion. La couleur cherche l'anicroche. La matière s'incruste en grains d'irrémédiable beauté. Et quand les laves de couleurs se décantent sur la toile, l'espace s'ouvre, fragile, ritualisé et enfin libéré. C'est une peinture du temps qui ne passe pas dans l'ébullition des renaissances infinies. Chaque seconde de l'art de Tony Soulié est un exercice de liberté, une plongée frontale dans un miroir sans tain. » - Anita Castiel[9]
- « Plus loin que la subjectivité et - sans doute - de l'inconscient, il y a une autre représentation qui joue dans l'art Tony Soulié : on l'appellera image impalpable qu'il faut tâcher d'exhiber / sonder et qui constitue le seuil du réel. Il faut donc à Soulié franchir le pas, faire crisser des formes nocturnes. Faire poindre, murmurer quelque chose que l'être ne peut sinon entendre au moins se dire. En cela l'œuvre devient la langue d'un silence qui est appel en creux d'une image arrachée à la terre comme au vent. » - Jean-Paul Gavard-Perret[9]
- « Dans l'histoire de la peinture, le voyage n'a cessé d'être considéré comme une donnée éminemment formatrice pour les jeunes… Chez Tony Soulié, il n'y a dans cette démarche rien d'exotique ni d'indiscret. La simple curiosité d'un homme qui, le plus simplement du monde, s'intéresse aux autres. Culture, paysage, climat, tout ce qui fonde d'autres hommes et que l'artiste, humblement, va pouvoir mettre en miroir avec des préoccupations qui sont les siennes. Le compagnon indispensable à cet amas de provisions est un vieux Leica où s'enregistrent, avec un refus de l'anecdote, les photographies qui serviront de mémoire au travail. Une mémoire à réinventer, à reconstruire, et non à décalquer sur la toile. Toile qui souvent n'est autre que la papier baryte du tirage photographique sur lequel viennent se déposer les couleurs qui manquaient peut-être à tous les gris de la photographie… Un vert vu à Valparaiso… Un jaune qui n'existe que sous l'Équateur… » - Michel Dieuzaide[9]
- « Des paysages à perte de vue du Texas et de l'Arizona, des vues vertigineuses des tours de New York et du pont de Brooklyn, des rues psychédéliques de Los Angeles… Tony Soulié s'approprie les panoramas et nous restitue avant tout une atmosphère. La vision se trouble sous l'effet des matières ajoutées, les contours s'effacent, les surfaces se couvrent de tâches, de mouchetures, de moisissures, d'amas de sédiments jusqu'à prendre l'apparence de formes informes éclatées sous le jaillissement des couleurs. Parfois, l'artiste introduit des effets qui nous rappellent ces vieux daguerréotypes à la texture sépia, rehaussés de couleurs acidulées, maculés de traces roussâtres et piquetés. Les rues fiévreuses de Hong Kong font la part belle aux pictogrammes des enseignes lumineuses, une jonque ancestrale mesure sa frêle silhouette anachronique aux puissantes architectures de vert et d'acier des temps modernes. La vie quotidienne saisie dans toute sa langueur sur l'île africaine de São Tomé déploie ses atours paradisiaques sous la transparence de larges bandes horizontales de couleur rouge sang et jaune ambre apposées par l'artiste. Et puis, il y a ce noir ébène, cet ocre caramélisé et ce blanc lactescent que viennent compléter une palette résolument restreinte. Et toujours ces éclats, ces tâches, autant de morsures qui constellent la toile ou la photographie. » - Philippe Cloutet[35]
- « Tony Soulié se place toujours au-dessus de l'espace à travailler dans une gestuelle acrobatique et ritualisée, une transe où la couleur est comme projetée et non déposée, l'image détruite à vif. Le support et… la couleur. Tout est dit dans ce soupir, cet air aspiré qui vient à manquer, cette suffocation, ces points de suspension. Chez Tony Soulié, point de perspective, au sens classique, jamais. Cette absence paradoxale donne à son travail une douce force hallucinatoire. Il n'y a donc pas d'horizon de la représentation, seul celui de la couleur. Et si le cadre est oublié, c'est parce qu'il n'en existe pas d'assez grand pour contenir toute cette peau tatouée de couleur et de signes qu'invente Tony Soulié. Comment faire en sorte que l'œuvre tienne en respect celui qui la regarde ? L'image est décidément un cauchemar dont il faut se réveiller. En trop plein de technologie, virale, elle donne une bien mauvaise fièvre. La peinture comme exutoire ? Tony Soulié n'a jamais fait dialoguer photographie et peinture, il interroge bien la peinture, de façon radicalement nouvelle, la représentation, l'émergence de l'abstraction, la poétique de l'entre-deux. L'artiste cherche le dernier terrain vague, la forme jamais faite, le surgissement de la peinture pour la laisser "agiter ses pétales de couleur". Il exécute donc l'image comme un meurtre bienvenu, joue son "polar" à coups de griffures, de noyades colorées, de découpes à vif dans la texture même de l'image comme autant de trous noirs de la matière et de la représentation, comme autant de trous de mémoire et de leur échappée belle. Tout comme le langage, l'image est une maladie dont on se guérit en taillant à même la chair, notamment par le "cutting" cher à la Beat Generation… et à Tony Soulié. » - Anita Castiel[90]

## Conservation

### Collections publiques

#### Allemagne
- Museum Pfalzgalerie (de), Kaiserslautern

#### Bangladesh
- Musée national du Bangladesh, Dacca.

#### Belgique
- Palais des Beaux-Arts, Bruxelles.
- Musée de l'industrie, Charleroi.

#### Corée du Sud
- Clay Art Museum, Gimhae.

#### États-Unis
- Hawaii State Foundation on Culture and the Arts (en), Honolulu.

#### France
- Artothèque d'Amiens.
- Hôtel de ville d'Anglet.
- Musée d'Auvers-sur-Oise.
- Musée de l'Avallonnais, Avallon.
- Musée des Beaux-Arts de Belfort.
- Fondation d'art contemporain de Bourg-en-Bresse.
- Artothèque de Brest.
- Musée Bertrand, Châteauroux.
- Ville de Chauray.
- Conseil départemental de l'Essonne, Évry.
- Médiathèque d'Issy-les-Moulineaux.
- Préfecture d'Istres, 1981, huile sur papier 147x114cm (dépôt du Centre national des arts plastiques)[91].
- Musée municipal de La Roche-sur-Yon.
- Artothèque de La Rochelle.
- Centre Intermondes, La Rochelle.
- Hôtel de ville de La Rochelle.
- Médiathèque Michel-Crépeau, La Rochelle.
- Musée d'Orbigny-Bernon, La Rochelle.
- Artothèque du Limousin, Limoges.
- Artothèque de Lons-le-Saunier.
- Artothèque de l'espace Jacques-Prévert, Mers-les-Bains, trois aquagravures 75x54cm (Circus I, II et III), deux lithographies 76x56cm (Brooklyn, Chicago), toutes rehaussées à la main, numérotées et signées.
- Maison de la culture et des loisirs de Metz.
- Artothèque de Miramas.
- Musée-château des Ducs de Wurtemberg, Montbéliard.
- Centre d'art contemporain La Rairie, Nantes.
- Maison de la culture de Loire-Atlantique, Nantes.
- Bibliothèque municipale de Nice.
- Musée d'art moderne et d'art contemporain de Nice, sept œuvres :
  - Sans titre n.d., peinture sur tôle 78x103cm[92] ;
  - Sans titre 1992, technique mixte sur toile 100x100cm[93] ;
  - Sans titre 1999, technique mixte sur toile 92x65cm[94] ;
  - Sans titre 2000, technique mixte sur toile 100x100cm[95] ;
  - Festival d'Auvers-sur-Oise - Opus 20, huile sur contreplaqué 100x100cm, 2000[96] ;
  - Sans titre 2001, technique mixte sur toile 100x100cm, 2001[97] ;
  - Projet pour Nicolas Feuillate, technique mixte sur papier 76x60cm, 2001[98].
- Artothèque Saint-Maur, Paris.
- Bibliothèque littéraire Jacques-Doucet, Paris.
- Bibliothèque Forney, Paris.
- Bibliothèque nationale de France (collection de livres rares), Paris.
- Caisse des dépôts et consignations, Paris.
- Cité des sciences et de l'industrie, Paris.
- Fonds régional d'art contemporain Île-de-France, Paris.
- Institut du monde arabe, Paris.
- Musée d'art moderne de la ville de Paris, Hélice, fusain et collage, 105x75cm[99].
- Musée de Pérouges.
- Fonds national d'art contemporain, Puteaux, L'autre peinture, nouvelle génération, acrylique sur toile 240x310cm, 1984[72].
- Musée de Sarreguemines.
- Artothèque de Saint-Pol-sur-Mer.
- Musée du livre d'artiste, Saint-Yrieix-la-Perche.
- Musée de Sens.
- Musée Paul-Valéry, Sète., 2005, gravure 65x50cm.
- Musée d'Art moderne et contemporain de Strasbourg, 2005, gravure 65x50cm[100].
- Artothèque de l'Aisne, Tergnier :
  - Chicago, lithographie 65x86cm, l'un des 120 exemplaires, 2010[101].
  - USA 808, aquatinte et photogravure 33x25cm, l'un des 20 exemplaires, 2011[102].
- Musée d'Art de Toulon.
- Les Abattoirs, Toulouse, Désert rouge, sérigraphie sur aluminium 51,5x51,5cm, 1993[103].
- Mairie de Trie-la-Ville.
- Musée du Cloître de Tulle.
- Musée Paul-Dini, Villefranche-sur-Saône.
- Artothèque de Vitré.

#### Grèce
- Institut français de Thessalonique.

#### Japon
- Utsunomiya Museum of Art (en), Utsunomiya.

#### Luxembourg
- Bibliothèque nationale du Luxembourg, Luxembourg.

#### Nigeria
- Centre culturel français de Lagos.

#### Serbie
- Musée national de Belgrade.

#### Slovénie
- Musée de Maribor.

### Collections privées[9]

#### Corée du Sud
- JW Marriott Hôtel, Séoul.

#### États-Unis
- Abraham & Edita Spiegel Family Foundation, Beverly Hills.
- Fondation Bob Wilson, Long Island.
- Duracel Art Industrie, Miami.
- The Watermill Center (en) (Fondation Robert Wilson), New York.

#### France
- Pierre Arditi et Évelyne Bouix[37].
- Arte, Strasbourg.
- B.N.P. Paribas, Paris[73].
- Fondation Colas, Boulogne-Billancourt.
- Airbus A.T.R. Toulouse-Blagnac.
- Fondation Axa, arche de la Défense, Paris.
- Crédit mutuel Anjou, Angers.
- Federal Finance Gestion, Le Relecq-Kerhuon.
- Champagne Nicolas Feuillatte, Épernay.
- Domaine Josmeyer, Wintzenheim, Sylvaner peau rouge, estampe[104].
- Fondation d'entreprise Pernod Ricard, Paris.
- Quasar (donation Lescourgues), Saint-André-de-Cubzac, 5 peintures sur toile[105].
- Fondation Maurice Renoma, Paris.
- Fondation Rothschild, Paris.
- Fondation Thomson Reuters, Paris.
- Chaîne Novotel.
- Guy Savoy, Paris.
- Sogeprom, Paris.
- Worms - Compagnie Aquitaine, Bordeaux.

#### Japon
- Japan Airlines, Tokyo.
- Shell Japan Ltd.

#### Pays-Bas
- Fondation Peter Stuyvesant, Amsterdam.

### Fresques murales
- Tanzanie, 255, rue de Bercy, Paris, 2000[106].
- Parc des musiciens, La Villette, Paris.

### Articles de presse
- Manuel Jover, « Tony Soulié », Artpress, n°157, avril 1991.
- Denis Fizelier, « Road Movie - Entretien avec Tony Soulié », Area Revue no 31, p. 108.
- « Tony Soulié - Florilèges », Connaissance des arts, septembre 2018.
- « Tony Soulié - Florilèges », L'Œil, septembre 2018.

### Filmographie
- Véronique Legendre, Le Dernier Voyage possible - Portrait de Tony Soulié, production Véronique Legendre, 1987.
- Véronique Legendre, Au fil du feu - Portrait de Tony Soulié, production Véronique Legendre/Généris, 1990.
- Toiles et voiles, production SAMP/SIRPA, musée national de la Marine, 1992.
- Fabrice Robin, Tony Soulié, production Paris-Première, 1993.
- César Sunfeld, Afrique-Cuba - Portrait de Tony Soulié, production Objectif Lune, 1995.
- Le Grand Huit, production LJMT / France-Télévision, 1998.
- L'Art contemporain français, TV Bruxelles, 1999.
- Art and artist - Portrait de Tony Soulié, Chma Central Television, 2003.
- Pierre-Emmanuel Luneau-Daurignac, Fabrice Launay et Cédric Harrang, Tony Soulié - Shots, production Centre d'art La Rairie / Paris-Bombay, 2004 (visionner en ligne - Source : Vimeo ; durée : 19 min 41 s).
- Jorge Amat, Tony Soulié - Paris, 1-02-2015 - Work in progress, Utopiart Films Productions, 2018 (visionner en ligne - Source : YouTube ; durée : 42 min 43 s).
- Étienne Romain et l'équipe du château d'Auvers-sur-Oise, La Pratique de la peinture - Interview de Tony Soulié, 2021 (visionner en ligne - Source ; YouTube ; durée : 3 min 57 s).
- Jorge Amat, Chamans - Peintures, Tony Soulié, film, 2022 (visionner en ligne - Source : YouTube ; durée : 14 min 01 s).
- Dominique De Graeve (musique de Didier Debril), Mers, flux et reflux : Tony Soulié, film, 2023 (visionner en ligne - Source : YouTube ; durée : 13 min 33 s).

### Radiophonie
- « Patrick Grainville accompagné de Tony Soulié », Conduite accompagnée, émission de Mathias Deguelle, France Inter, 9 février 2014 (écouter en ligne - durée : 54 min 52 s).